# Vampire
Vous lisez un « article de qualité » labellisé en 2010.
Pour les articles homonymes, voir Vampire (homonymie).
Le vampire est un type de revenant qui fait partie des grandes créatures légendaires issues des mythologies où se combinent de diverses manières l'inquiétude de l'au-delà et le mystère du sang. Suivant différents folklores et selon la superstition la plus courante, ce mort-vivant se nourrit du sang des vivants afin d’en tirer sa force vitale, ses victimes devenant parfois des vampires après leur mort. La légende du vampire puise ses origines dans des traditions mythologiques anciennes et diverses, elle se retrouve dans toutes sortes de cultures à travers le monde.
Le personnage du vampire est popularisé en Europe au début du XVIIIe siècle. Vers 1725, le mot « vampire » apparaît dans les légendes d'Arnold Paole et de Peter Plogojowitz, deux soldats autrichiens qui, lors d’une guerre entre l’empire d'Autriche et l'Empire ottoman, seraient revenus après leur mort sous forme de vampires, pour hanter les villages de Medvegja et Kisiljevo. Selon ces légendes, les vampires sont dépeints comme des revenants en linceul qui, visitant leurs aimées ou leurs proches, causent mort et désolation. Michael Ranft écrit un ouvrage, le De masticatione mortuorum in tumulis (1728) dans lequel il examine la croyance dans les vampires. Le revenant y est complètement, et pour la première fois, assimilé à un vampire, puisque Ranft utilise le terme slave de vampyri. Par la suite, le bénédictin lorrain Augustin Calmet décrit, dans son Traité sur les apparitions (1751), le vampire comme un « revenant en corps », le distinguant ainsi des revenants immatériels comme les fantômes et autres esprits. La vampire est ainsi assimilé aux strigoi et aux stryges, dont le corps est physique, matériel.
Diverses explications sont avancées au fil du temps pour expliquer l'universalité du mythe du vampire, entre autres les phénomènes de décomposition des cadavres, les enfouissements vivants, des maladies telles que la tuberculose, la rage et la porphyrie, ou encore le vampirisme clinique affectant les tueurs en série qui consomment du sang humain. Des explications scientifiques, psychanalytiques ou encore sociologiques tentent de cerner la raison qui fait que le mythe du vampire perdure à travers les siècles et les civilisations.
Le personnage charismatique et sophistiqué du vampire des fictions modernes apparaît avec la publication en 1819 du livre Le Vampire de John Polidori, dont le héros mort-vivant est inspiré par Lord Byron, Polidori étant son médecin personnel. Le livre remporte un grand succès mais c'est surtout l'ouvrage de Bram Stoker paru en 1897, Dracula, qui reste la quintessence du genre, établissant une image du vampire toujours populaire de nos jours dans les ouvrages de fiction, même s'il est assez éloigné de ses ancêtres folkloriques avec lesquels il ne conserve que peu de points communs.
Avec le cinéma, le vampire moderne est devenu une figure incontournable, aussi bien dans le domaine de la littérature que de celui des jeux vidéo, des jeux de rôle, de l'animation ou encore de la bande dessinée. La croyance en ces créatures perdure et se poursuit aussi bien dans le folklore populaire que par des cultures, notamment gothiques, qui s'y identifient.

## Origine du mot «vampire»
Le mot attribué pour désigner les vampires varie d'une langue à l'autre, de même que les attributs et caractéristiques attachés à la créature. Selon l'Oxford English Dictionary, le mot « vampire » apparaît dans la langue anglaise en 1734, dans un ouvrage de voyage intitulé Travels of Three English Gentlemen, publié dans le Harleian Miscellany de 1745. C'est par la langue anglaise qu'il se répand dans le monde, via la littérature puis le cinéma.

### Étymologie
Cependant, le terme anglais est dérivé du mot français « vampyre », provenant lui-même de l'allemand vampir, introduit au XVIIIe siècle par la forme serbo-croate вампир, vampir,,,,, issue comme les autres formes présentes dans les langues slaves (voir l'oupyr russe), du proto-slave *ǫруrь, peut-être déjà avec le sens de « créature imaginaire buveuse de sang ». Dans son titre Dissertation sur les revenants en corps (par opposition à l'âme) les excommuniés, les oupires ou vampires, brucolaques, etc. Augustin Calmet place sur un même plans les oupires ou vampires et les excommuniés ou brucolaques[réf. nécessaire].
D'après Vasmer, qui fait autorité en matière d'étymologie des langues russe et slaves, le mot d'origine est le mot upir’, existant dans toutes les langues slaves (en bulgare : въпир, văpir ; en croate : upir ou upirina ; en tchèque et slovaque : upír ; en polonais : upiór, wąpierz ; en ukrainien : упир, oupyr ; en russe : упырь, oupyr’ ; en biélorusse : упыр, oupyr). L'auteur reconstruit la forme slave commune en Ọpyr ou Ợpir. La forme vampir pourrait provenir du polabe ou du vieux polonais. Vasmer réfute l'origine tatare comme l'origine à partir du vieil indien.
Un colophon du manuscrit du Livre des Psaumes, écrit par un prêtre qui l'a traduit du glagolitique en cyrillique pour le prince Volodymyr Iaroslavovytch, relate que son nom serait « Oupir’ Likhyi » (« Оупирь Лихыи »), terme qui signifie « mauvais vampire ». Ce nom étrange semble provenir des pratiques païennes et survivre dans des prénoms ou surnoms. Un autre vocable provenant de l'ancien russe, oupyri, apparaît dans un traité anti-païen intitulé Mot de Saint Grégoire, daté entre les XIe et XIIIe siècles,.
Les vrykolakas remontent à l'antiquité grecque et ont leurs équivalents en bulgare et macédonien : Върколак, vǎrkolak ; en serbe : vukodlak ; en roumain : vârcolaci ; en lituanien : vilkolakis, en russe et ukrainien : вурдалак ou врыколак soit vourdalak ou vrykolak (parfois transcrit broucolaque en français),. Puisqu'il place dans la bouche des paysans transylvains des mots tels que « vrolok » et « vlkoslak », il semble que Bram Stoker a lu les ouvrages d'Emily Gerard (ou a eu accès à des résumés) décrivant les « vrykolakas ». Outre l'orthographe approximative, Stoker répète une erreur d'Emily Gerard : Nosferatu, écrivent-ils, signifierait « vampire » ou « non mort » en roumain. Or, dans cette langue, vampire se dit vampir et non-mort : strigoi (dérivant de « stryge »). Quant à Nosferatu dont la forme roumaine est nesuferitu (littéralement « l'insupportable »), il désigne « l'innommable », le démon. Dans le folklore bulgare, de nombreux termes tels que glog (littéralement : « aubépine »), vampirdžija, vampirar, džadadžija et svetočer sont utilisés pour désigner les enfants et les descendants de vampires, ainsi que, à l'inverse, des personnes chassant les vampires. En albanais, le mot est dhempir signifiant « buveur par les dents » : la « dent » étant dhemb et « boire » ou « aspirer » étant pirja. Le fils d'un vampire est nommé dhempir, et une fille de vampire est appelée une dhempiresa,,,,.

### Lien avec les chauves-souris
La première mention en français d'une espèce de chauve-souris comme « vampire » semble remonter à Simon Michellet (en religion Yves d'Évreux) dans sa relation d'expédition au Brésil en 1613 et 1614.

« C'est que ces vilains Oiseaux nocturnes, beaucoup plus horribles & grands que ceux de par d'ici, viennent trouver les personnes couchées & dormantes en leur lit, & leur arrachent une pièce de la chair, puis en sucent le sang en grande quantité, sans que le blessé puisse se réveiller: Car ils ont cette autre propriété de tenir l'homme endormi, pendant qu'ils sucent son sang: & étant saouls le quittent, le sang au reste ne laissant de toujours distiller, ce qui rend la personne débile, & par plusieurs jours a de la peine à marcher. Satan ne pouvait mieux choisir pour représenter son naturel & sa cruauté. »

Buffon reprend le terme de vampire en 1761 dans son Histoire naturelle, pour désigner une chauve-souris d’Amérique du Sud suçant le sang du bétail endormi, et Philippe Serane le suit en 1770 : « En voyageant dans cette partie de l'Amérique, garantissez-vous des Vampires, espèce de Chauves-souris, sang-sues adroites, qui sucent le sang des hommes & des animaux endormis, qu'ils rafraîchissent malicieusement en battant l'air de leurs aîles. » Charles Waterton et Ferdinand Denis reprendront à leur tour ce terme.
De fait, seules trois espèces de chauves-souris sont hématophages, rassemblées dans la famille des Desmodontinae.

### Apparition dans la littérature francophone
Un roman épistolaire de 1736 de Jean-Baptiste Boyer d'Argens, les Lettres juives, mentionne l'existence de vampires, qui seraient localisés aux confins du Kosovo et de la Serbie turque.
Augustin Calmet publie un traité sur les vampires (1746) qui introduit dans l'univers francophone des histoires du royaume habsbourgeois dont les protagonistes sont indifféremment qualifiés de « Spectre », de « Revenants », ou de « Vampires ». Le traité contient en particulier le chapitre Dissertation sur les revenants en corps (par opposition à l'âme) les excommuniés, les oupires ou vampires, brucolaques, etc. contenant diverses histoires de personnes considérées mortes mais revenantes.
Dans l'histoire XI (Récit d'un Vampire tiré des lettres juives, lettre 137), il cite un récit apparu dans l'édition de 1738 des lettres juives dans lequel un père enterré vient la nuit demander à manger à son fils avant d'être retrouvé les yeux ouverts, respirant normalement, immobile et mort dans sa tombe selon un officier des troupes de l'empereur de Gradisch, témoin oculaire.
C'est, semble-t-il, Arnold Paole, un supposé vampire de Serbie, qui est le premier à être dénommé « vampire », terme apparu lors de l'annexion de la Serbie à l'Autriche. Après que Vienne eut obtenu le contrôle du Nord de la Serbie et de l'Oltenie, par le traité de Passarowitz, en 1718, des rapports officiels évoquent des pratiques locales d'exhumation des corps et de meurtres de supposés vampires. Ces rapports écrits, qui s'étalent de 1725 à 1732, connaissent un grand écho dans la presse d'alors. C'est en effet la forme slave qui est l'étymologie la plus probable des termes européens. Le vocable slave désignant les revenants a été par la suite systématiquement rendu par le mot « vampire ».
En 1752, dans la troisième édition du Dictionnaire de Trévoux, l'entrée Vampire renvoie au mot « stryge » comme seule explication francophone du concept de vampire. Le terme de vampire devient rapidement plus populaire que celui de stryge, au point qu'on commence à expliquer les stryges en les comparant aux vampires, toutes deux présentées comme créatures légendaires. On oppose ainsi les Lumières aux superstitions d'Europe de l'Est et à ceux, en France, qui reprennent celles-ci. Voltaire consacre ainsi une entrée ironique au concept dans son Dictionnaire philosophique (1764), qui — outre une mésinterprétation d'A. Calmet et une attaque frontale contre les superstitions jésuites — se moque d'une mode qui a conduit « l’Europe a [être] infestée de vampires pendant cinq ou six ans » et à rechercher, en vain, « dans l’ancien Testament ou dans la mythologie quelque vampire qu’on pût donner pour exemple. » On finira par confondre en un seul mythe, avec Pierre Larousse, stryges et vampires. En 1900, le Nouveau Larousse illustré est le premier dictionnaire à définir les vampires comme étant « des morts qui sortent de leur tombeau, de préférence la nuit, pour tourmenter les vivants, le plus souvent en les suçant au cou, d'autres fois en les serrant à la gorge au point de les étouffer ».
Au cours du XIXe siècle, le mot prend occasionnellement le sens dérivé de « nécrophile » en raison « d'un contexte culturel spécifique marqué par l'influence du fait-divers, par une fascination pour la déviance criminelle ou sexuelle, et par des sensibilités enclines au macabre et au fantastique », selon la chercheuse Amandine Malivin. D'autre part, le terme s'applique parfois à certains tueurs en série durant le XXe siècle.

## Caractéristiques

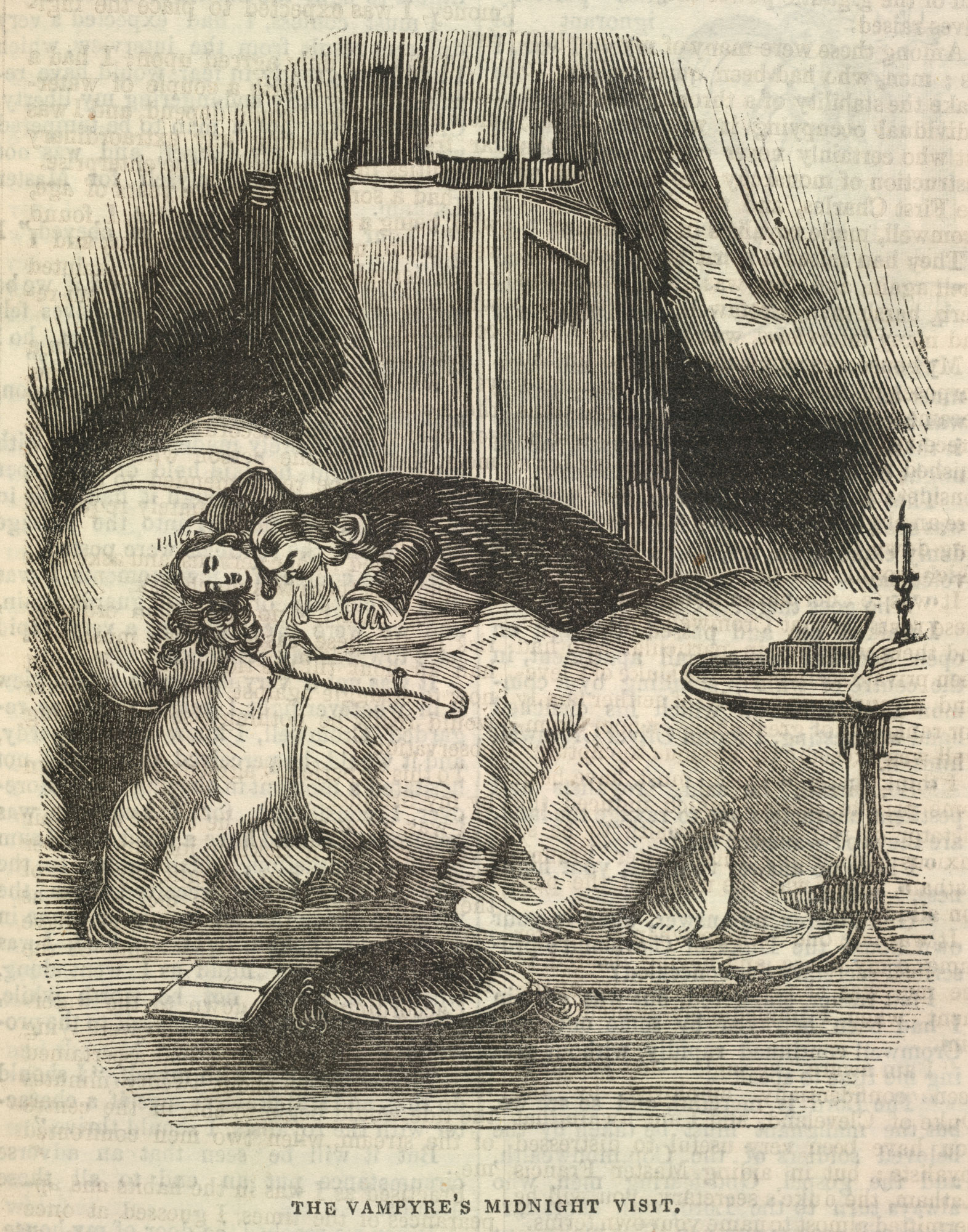
Le vampire est actif la nuit et mord le plus souvent ses victimes durant leur sommeil
(Varney the Vampire, gravure, 1847).

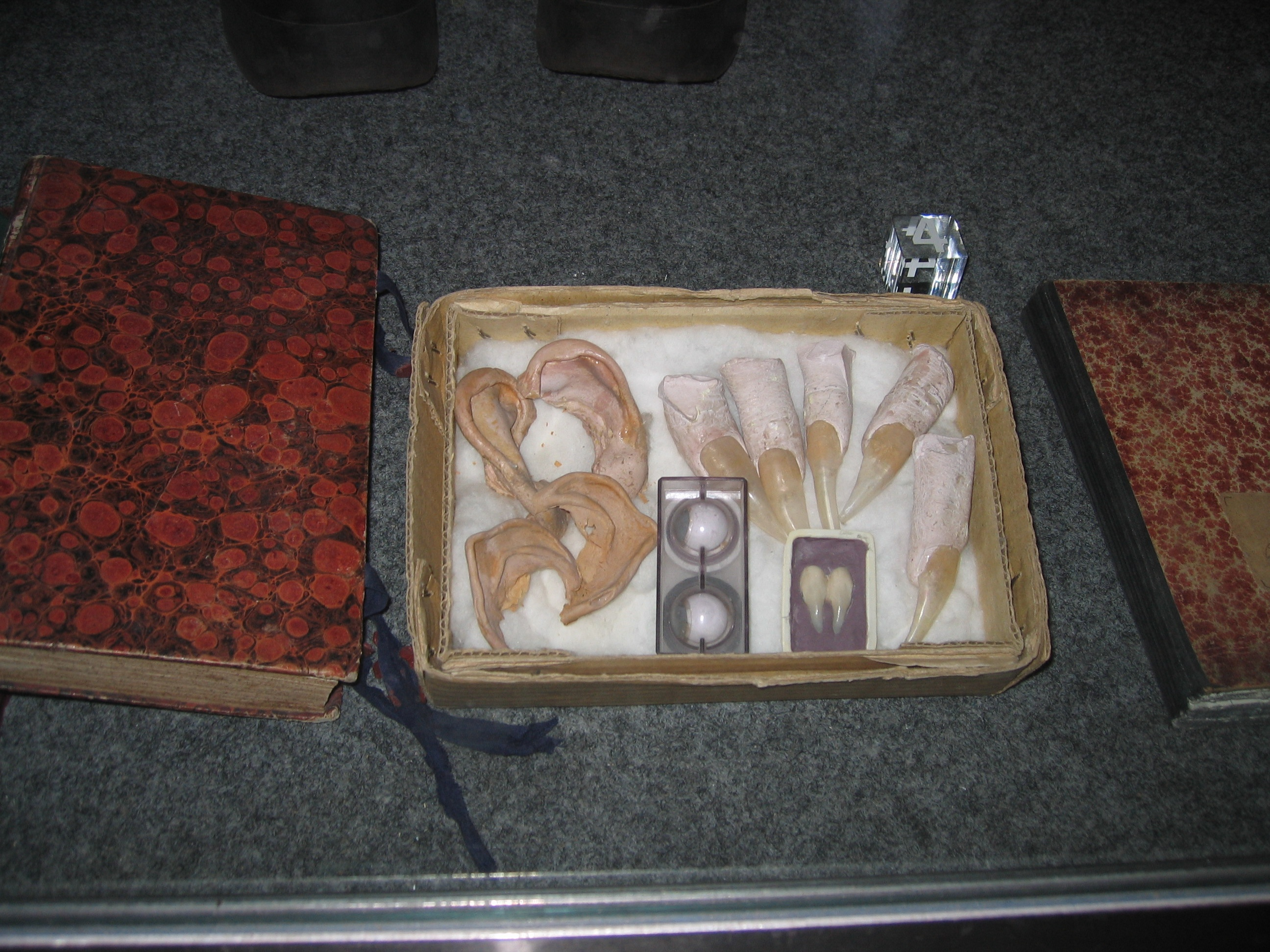
Canines de vampire utilisées lors du tournage du film Nosferatu de Werner Herzog, Filmmuseum de Düsseldorf.

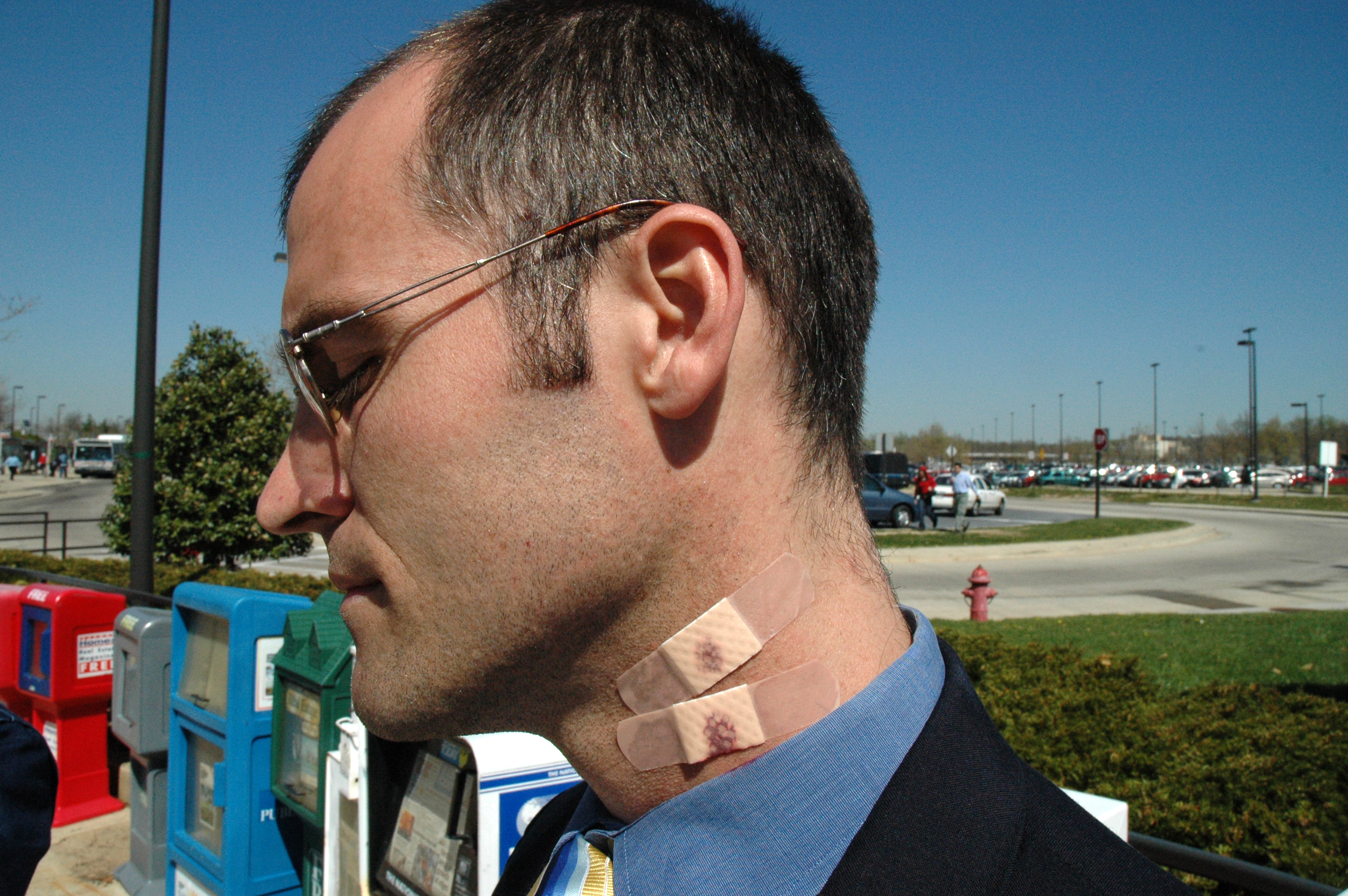
Selon la culture populaire, le vampire mord ses victimes au cou grâce à ses canines, laissant deux marques très reconnaissables.

Selon Claude Lecouteux, le mythe actuel du vampire est le résultat de « la stratification plus ou moins homogène » d'un grand nombre d'êtres et créatures surnaturels issus des divers folklores européens, en particulier slave. Cet auteur a identifié plusieurs types précurseurs des vampires, tour à tour des esprits, des démons ou des revenants, possédés ou non : l'« appeleur », le « frappeur », le « visiteur », l'« affamé », le « nonicide », l'« appesart », le « cauchemar », l'« étrangleur », le mâcheur et enfin le revenant à forme animale. Le bénédictin lorrain Augustin Calmet décrit, dans son Traité sur les apparitions (1751), le vampire comme un « revenant en corps », le distinguant ainsi des revenants immatériels tels que les fantômes ou les esprits.
Les descriptions de vampires évoluent d'un pays à l'autre et d'une époque à une autre, mais des traits généraux peuvent être identifiés. Cette créature mort-vivante est universellement connue pour se nourrir du sang des vivants dès la nuit tombée, afin d'en tirer la force vitale qui lui permet de rester immortelle, ou plutôt non-soumise à la vieillesse. D'autres éléments indissociables sont le cercueil dans lequel il se réfugie au lever du jour afin de trouver repos et protection,, et le cimetière qui forme son lieu de prédilection et son territoire. Il y pratique la « mastication » des linges enterrés avec lui. Dans de nombreuses légendes, le vampire se nourrit aussi d'excréments humains et de chair, y compris la sienne ; il pratique en effet l'automastication de sa chair et de ses vêtements, comme l'attestent plusieurs traités anciens relatant des histoires de linceuls retrouvés mâchonnés,. Le vampire possède enfin des canines pointues (ou crocs), ces dents lui servent à mordre ses victimes (traditionnellement au cou et durant leur sommeil) pour les vider de leur sang. L'apparence de la créature s'est construite au fil de ses apparitions dans les médias, par exemple, le port de la cape devenu indissociable de l'habillement du vampire est le résultat de l'esthétique recherchée au théâtre et au cinéma, afin d'en renforcer l'élégance et le côté inquiétant.
La figure moderne de la « vamp » est issue du mythe du vampire. Il s'agit d'une femme séduisante qui conduit l'homme à sa perte, souvent en lui volant son énergie vitale.

### Transformation en vampire
Les causes d'apparition des vampires varient beaucoup d'un folklore à un autre. Dans les traditions slaves et chinoises, un corps enjambé par un animal, particulièrement un chat ou un chien, peut devenir un mort-vivant,. De même, un corps blessé et non traité au moyen d'eau bouillante peut devenir un vampire. Dans le folklore russe, les vampires passent pour être d'anciens sorciers ou des personnes s'étant rebellées contre l'église orthodoxe. La croyance populaire veut que chaque personne mordue par un vampire finisse par devenir vampire à son tour.
En ce qui concerne la littérature et la culture populaire, le vampirisme est souvent présenté comme le résultat d'une malédiction, et le vampire peut choisir de transmettre celle-ci lorsqu'il mord une victime. S'ensuit la transformation (plus ou moins longue et douloureuse) de la victime, l'un des premiers signes étant l'allongement des canines,.

### Identification
Le vampire est universellement reconnu par sa physionomie surnaturelle. Selon le folklore populaire, il est le plus souvent dépeint comme gonflé et rougeaud, parfois violacé, ou de couleur sombre. Ces caractéristiques sont attribuées à la consommation régulière de sang. En effet, du sang suinte de leur bouche et leur nez lorsqu'ils prennent du repos dans leurs cercueils alors que leur œil gauche demeure ouvert. À l'inverse, le vampire tel qu'il a été propagé par le cinéma, est blafard et pâle. Le comte Dracula du roman de Bram Stoker, par exemple, apparaît d'abord comme un vieillard élégant, puis retrouve sa jeunesse au fil de ses absorptions de sang humain. Le vampire est par ailleurs couvert du linceul avec lequel il a été enterré, alors que ses dents, ses cheveux et ses ongles peuvent avoir quelque peu poussé, bien que ses crocs ne soient généralement pas affectés.

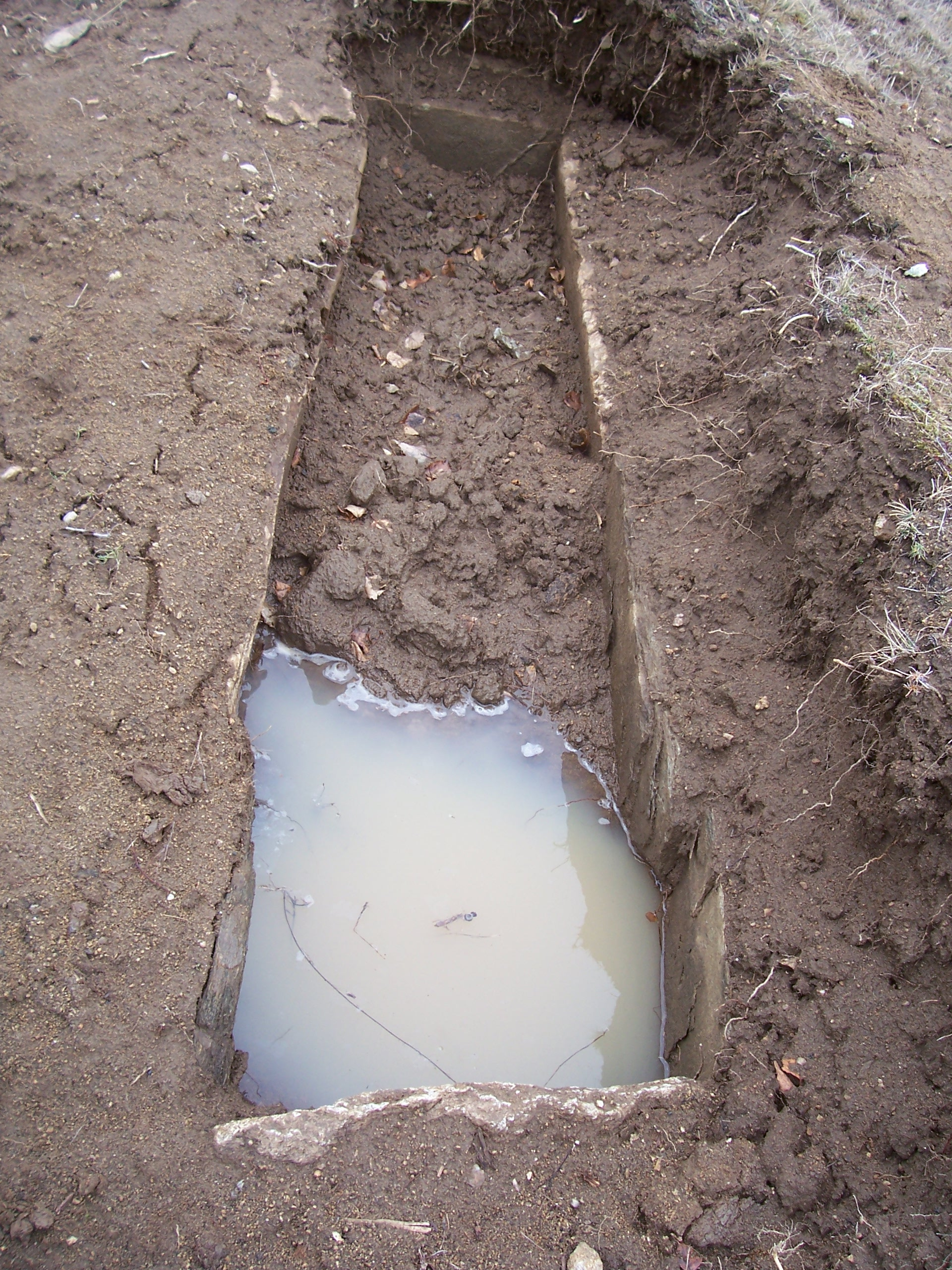
Une tombe ouverte est un signe d'activité vampirique selon les folklores.

L'identification d'un vampire comporte quatre étapes, correspondant aux phases de ses manifestations. Il s'agit de reconnaître des phénomènes bizarres dans un premier temps, en général des décès en cascade suspects. Lorsque plusieurs personnes dépérissent de manière étrange, à la manière d'une épidémie, le vampire est invoqué. Dans La Famille du vourdalak de Tolstoï, il est dit que le « vampirisme est contagieux » et que des décès multiples en sont le signe. L'explication est d'ailleurs souvent celle de la maladie qui passait au Moyen Âge pour un signe d'activité vampirique ou de malédiction. Dès 1730, Jean Christophe Harenberg soutient que les vampires sont nés de l'imagination des malades, montrant que les signes du choléra mais aussi de la rage ou de la peste sont proches de ceux attribués aux vampires, comme le visage rubicond.
L'arrivée d'un étranger à la physionomie ou au profil étranges (claudication, denture de fer, incapacité à compter au-delà de trois, ancien métier exercé suspect — surtout ceux de boucher et de bottier) permet d'identifier un vampire. Chez les Slaves, les expressions « rouge comme un vampire » (« cervoni jak vesci ») et « gros comme un vampire » attestent de cette stigmatisation des étrangers à l'allure suspecte.
Les formes du décès sont le moyen d'identification le plus répandu. Si le corps du défunt est souple, son visage rougeâtre ou ses yeux ouverts (ou mi-clos), il passe pour un vampire potentiel. L'identification du vampire est également permise par le repérage de sa tombe. Il existe ainsi un grand nombre de rituels destinés à les identifier : en Valachie, une méthode pour mettre au jour une tombe de vampire consiste à conduire un jeune enfant vierge monté sur un étalon lui aussi vierge, très souvent de couleur noire, excepté en Albanie où il est blanc. Le cheval est censé marquer un changement d'attitude à l'approche de la tombe,. Par ailleurs, des trous apparaissant dans la terre au-dessus d'une tombe sont pris pour des signes de vampirisme. Les corps suspectés d'être ceux de vampires possèdent une apparence plus saine que prévu, mais ils présentent aussi plus de chair et moins de signes de décomposition. Un corps non décomposé après quelque temps en terre suffit à faire accuser le mort d'être un vampire, particulièrement pour la religion orthodoxe où la non-putréfaction est considérée comme un signe d'activité démoniaque, par opposition à la religion catholique qui y voit une intervention divine ou une béatification. De même, un corps nu signifie que le cadavre a dévoré son linge. Le fossoyeur est par conséquent l'expert privilégié dans l'identification des vampires. Dans quelques traditions, quand les tombes soupçonnées ont été ouvertes, les villageois ont souvent décrit le cadavre comme ayant du sang frais d'une victime partout sur son visage. L'une des preuves d'une activité vampirique réside aussi dans la mort inexpliquée de bétail ou dans l'apparition de lueurs au-dessus de la tombe. Enfin, on peut reconnaître le vampire par les manifestations qu'il provoque, proches de celles d'un esprit frappeur comme le poltergeist : chutes d'objets lourds au plafond, objets qui bougent ou cauchemars.

### Facultés
Il faut savoir que le nosferatu ne meurt pas, comme l'abeille, une fois qu'il a fait une victime. Au contraire, il n'en devient que plus fort ; et, plus fort, il n'en est que plus dangereux (...) Il se sert de la nécromancie, art qui, comme l'indique l'étymologie du mot, consiste à invoquer les morts pour deviner l'avenir, et tous les morts dont il peut approcher sont à ses ordres (...) Il peut, avec pourtant certaines réserves, apparaître où et quand il veut et sous l'une ou l'autre forme de son choix ; il a même le pouvoir, dans une certaine mesure, de se rendre maître des éléments : la tempête, le brouillard, le tonnerre, et de se faire obéir de créatures inférieures, telles que le rat, le hibou, la chauve-souris, la phalène, le renard et le loup ; il peut se faire grand et se rapetisser et, à certains moments, il disparaît exactement comme s'il n'existait plus.
Selon les mythes, légendes ou auteurs, le vampire dispose de forces ou de faiblesses différentes. Ainsi, dans le roman de Bram Stoker, les facultés de Dracula sont énumérées de façon précise par l'un des personnages, le docteur Abraham Van Helsing. Les films dans lesquels a joué Bela Lugosi ont développé l'idée que les vampires possèdent un pouvoir hypnotique et un don pour la séduction leur permettant, notamment, de séduire efficacement les femmes et de s'approcher plus facilement de leurs proies. Ces créatures pourraient également lire dans les pensées. Le cinéma a pris de notables libertés par rapport aux modèles littéraires et folkloriques, en particulier concernant la nature et le mode de vie du vampire. Ainsi, par exemple, ceux-ci se voient affublés de canines exagérément grandes et adoptent un comportement sensuel.
Le vampire de fiction devient plus puissant avec l'âge, ce qui lui offre une plus grande résistance aux lieux saints ou à l'eau bénite par exemple. Il est très fort et rapide, doté d'une excellente vision nocturne. Il possède souvent la faculté de se changer en animal (thériomorphie), il peut s'agir d'un animal quelconque, uniquement du loup ou de la chauve-souris selon les auteurs, mais aussi de brume,.

## Protection contre le vampire
Selon Claude Lecouteux, la protection contre les vampires s'effectue en trois moments différents : quand ils viennent de naître, lors de leur décès ou quelque temps après qu'ils ont rendu l'âme et sont donc devenus les hôtes d'un monde intermédiaire entre la vie et la mort. Dans ce domaine, les traditions folkloriques se mêlent aux interprétations romanesques...

### Précautions au décès et à l'inhumation
Dans les folklores européens, la protection passe par des précautions lors du décès et de l'inhumation, la plus courante étant la décapitation. Il est aussi nécessaire de protéger son habitation. Plusieurs pratiques existent pour éviter qu'un mort ne revienne comme vampire, entre autres : enterrer le corps à l'envers, percer la peau de la poitrine (une façon de « dégonfler » le vampire dont le corps a gonflé), ou placer des objets comme une faux ou une faucille à ses côtés (la tradition impose d'enterrer des objets aiguisés avec le cadavre, afin qu'ils puissent pénétrer dans la peau si celui-ci se met à se transformer en revenant), ou de les placer à proximité de la tombe pour détourner les esprits,. Il s'agit d'une pratique qui rappelle celle des anciens Grecs qui plaçaient une obole pour Charon dans la bouche, sur la poitrine, dans la main ou aux côtés du défunt. Cette coutume persiste encore au début du XXIe siècle à travers la figure du vrykolakas. D'autres méthodes généralement pratiquées en Europe préconisent la coupe des tendons dans les genoux ou le placement de graines de pavot, de millet, ou de grains de sable sur le terrain alentour de la tombe d'un vampire présumé, et ce afin d'occuper la créature qui se voit obligée de compter les grains toute la nuit.
La décapitation est surtout préconisée en Allemagne et dans les pays slaves orientaux. Il s'agit alors ensuite d'enterrer la tête aux côtés du corps, entre ses jambes, afin d'accélérer le départ de l'âme et d'éviter ainsi la création d'un revenant. On peut aussi clouer la tête, le corps ou les vêtements du supposé vampire afin d'éviter qu'il ne se lève. Les gitans pensent que transpercer d'acier ou d'aiguilles de fer le cœur du défunt, et placer dans ses yeux, ses oreilles et entre ses doigts, des morceaux de fer (ou d'aubépine) lors de l'enterrement évite qu'il ne devienne un vampire. En 2006, à Lazzaretto Nuovo, île de la lagune de Venise, le corps d'une femme datant du XVIe siècle a été découvert avec une brique dans la bouche, acte qui fut interprété par les archéologues comme un rituel destiné à l'empêcher de devenir vampire. D'autres rituels utilisent de l'eau bouillante répandue sur la tombe ou l'incinération du corps. Dans le Duché de Saxe allemand, un citron était placé dans la bouche du supposé vampire (le Nachzehrer).

### Objets et lieux apotropaïques
Les folklores évoquent surtout l'utilisation d'objets particuliers : il existe en effet plusieurs objets apotropaïques censés repousser les vampires, notamment les fleurs d'ail (et non les gousses comme l'a popularisé le cinéma), dont l'odeur les indisposerait. Une branche de rosier sauvage, d'aubépine ou de verveine passent également pour être des protections contre les vampires en Europe, tandis que des branches d'aloe vera dans le dos ou près de la porte sont utilisées en Amérique du Sud. Asperger le sol de moutarde les éloigne également.

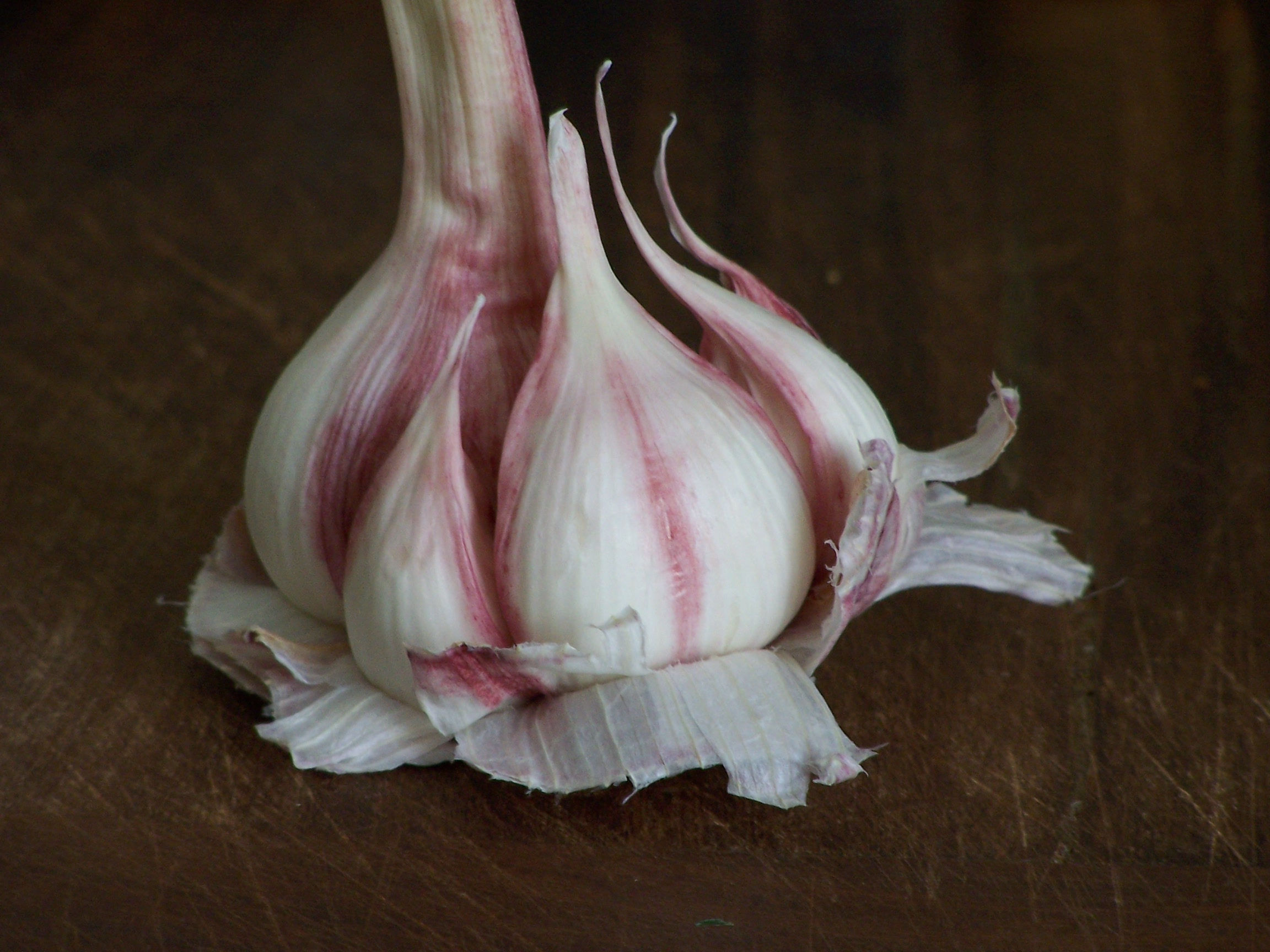
Ail
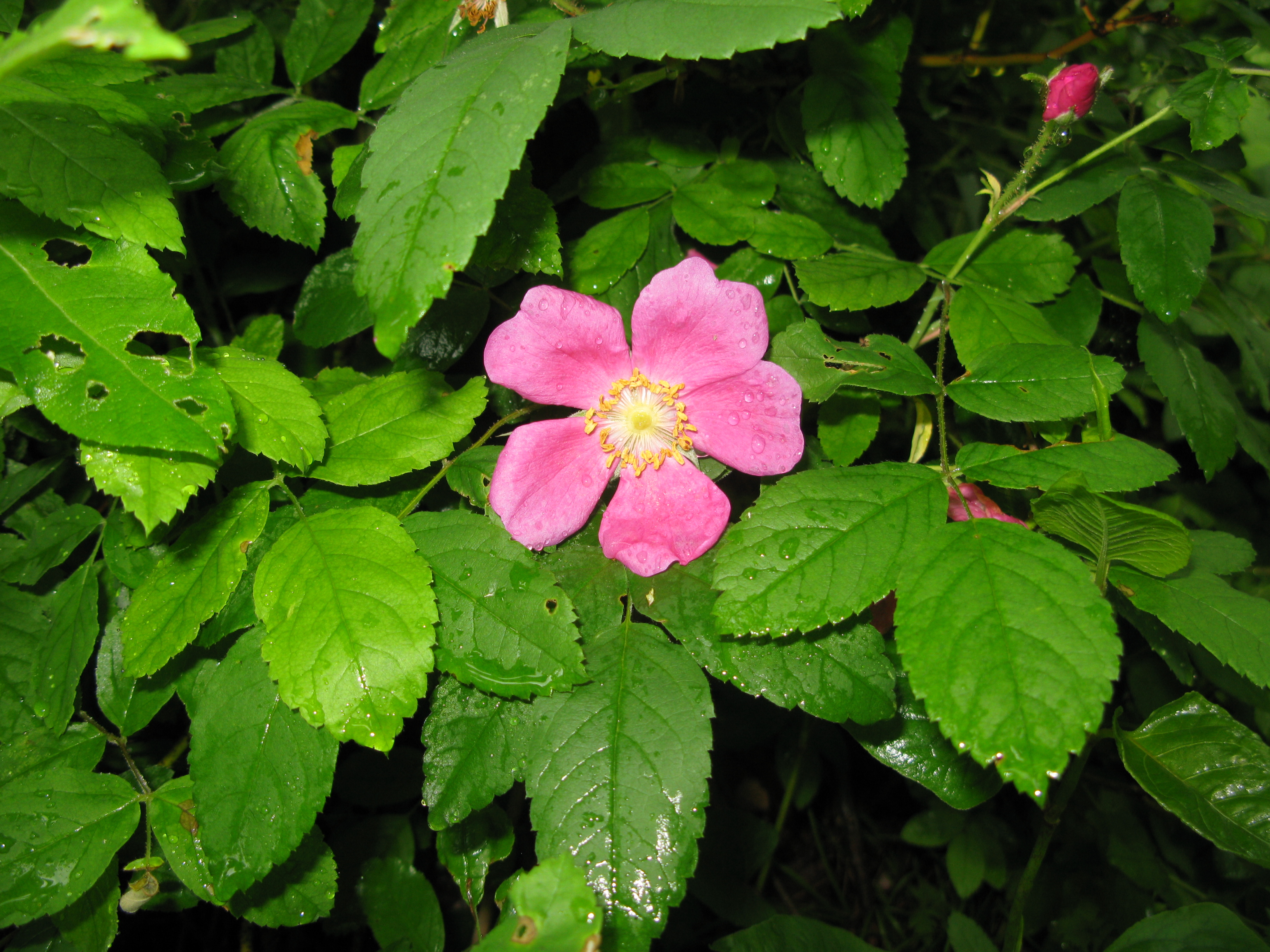
Rosier sauvage
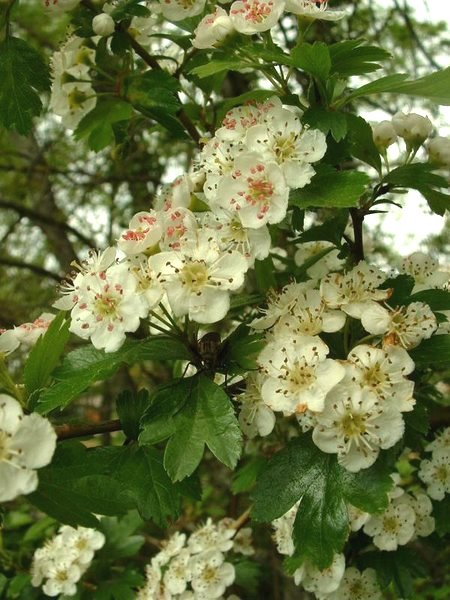
Aubépine

Les objets sacrés comme le crucifix, le chapelet ou l'eau bénite sont capables de les repousser ou de les blesser. Les vampires ne pourraient pas marcher sur un sol consacré comme celui des églises ou des temples, ni même traverser l'eau courante. Le miroir, dans lequel le vampire ne peut se refléter si on en croit le romancier Bram Stoker, est parfois un moyen de le repousser, mais ce rituel n'est pas universel. Dans la tradition grecque, par exemple, le Vrykolakas (ou Tympanios) possède un reflet et une ombre[réf. nécessaire].

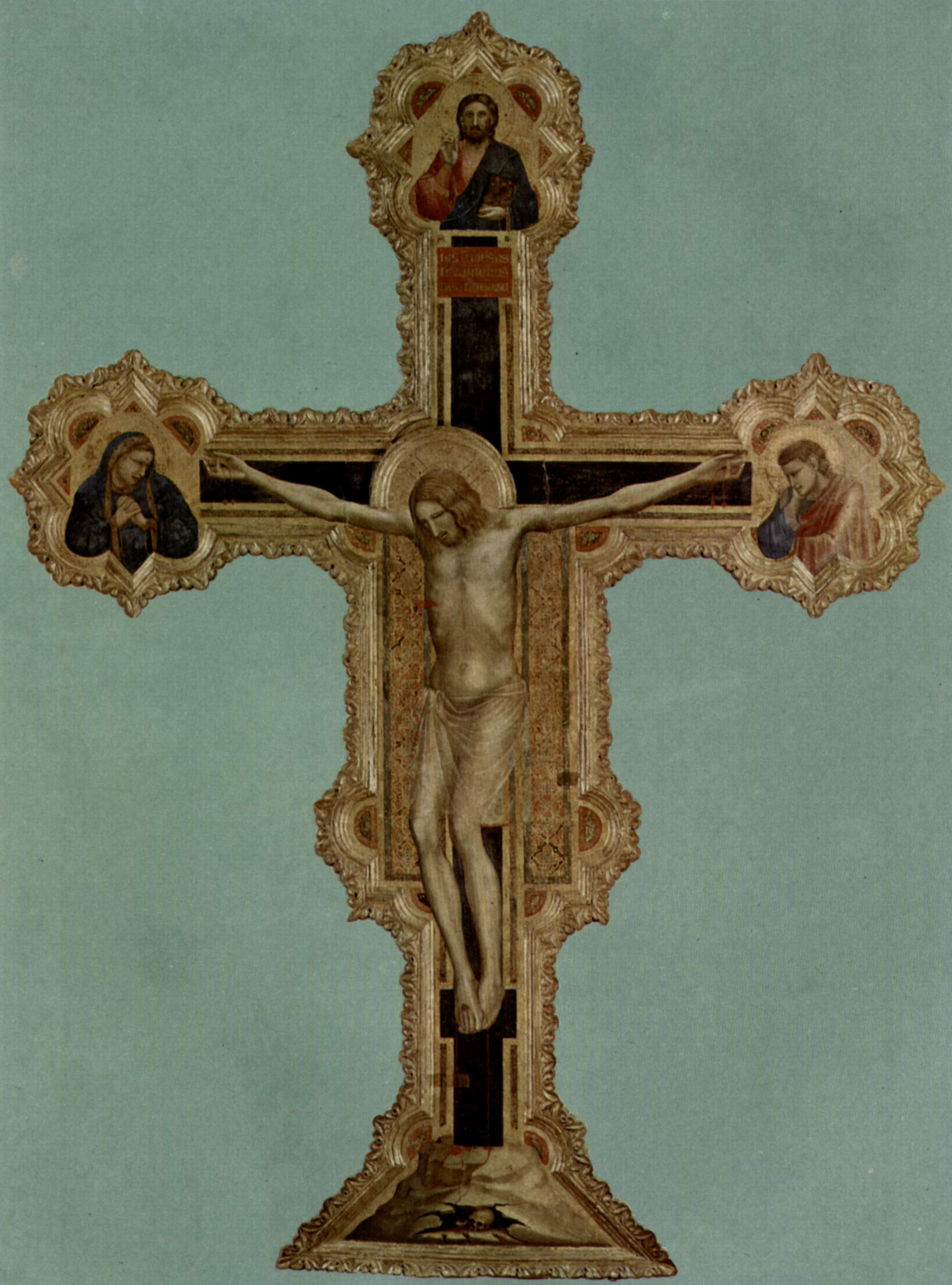
Crucifix
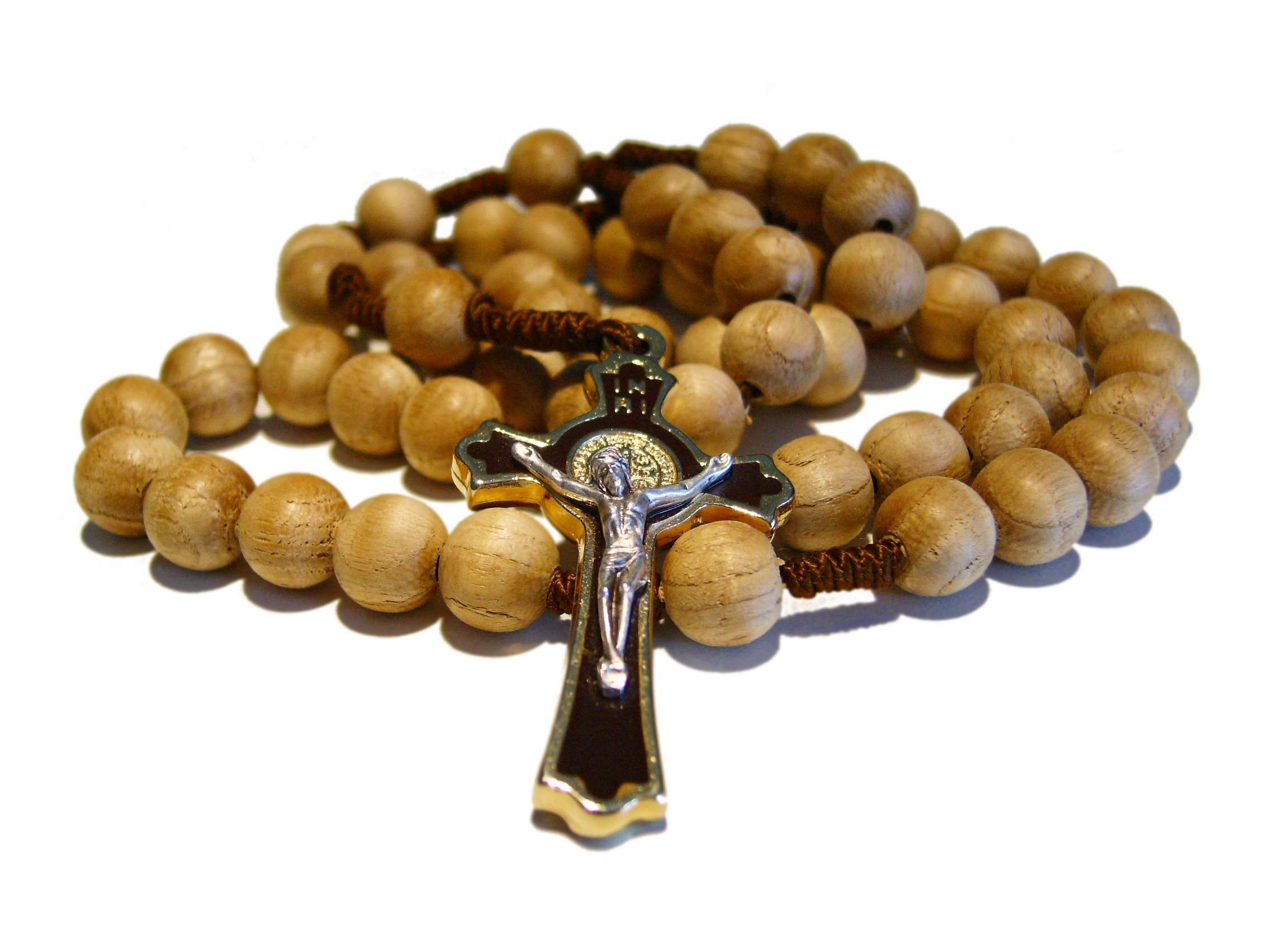
Chapelet
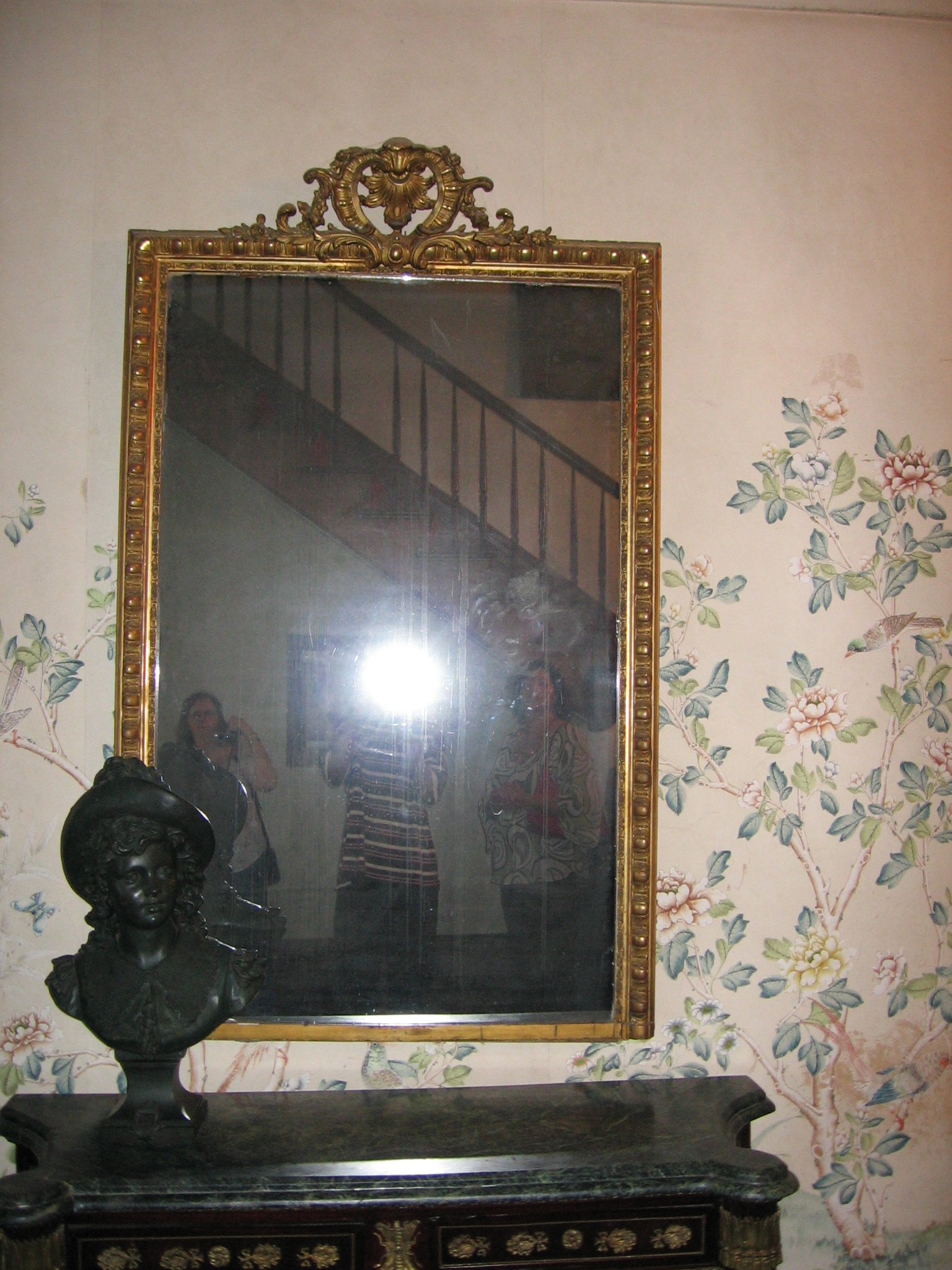
Miroir

Le vampire est censé ne pouvoir entrer pour la première fois dans une habitation sans y avoir été invité par le propriétaire. Bien qu'on considère que le vampire est plus actif la nuit, il est rarement considéré comme vulnérable à la lumière du jour, contrairement à la tradition cinématographique où il ne supporte pas la lumière du soleil (mais n'est pas tué par elle).
Des récits chinois déclarent que si un vampire découvre par hasard un sac de riz, il doit en compter chaque grain. C'est un thème existant également dans des mythes du sous-continent indien aussi bien que dans les contes sud-américains de sorcières et d'autres esprits malveillants. Obligé de compter toutes les graines d'un sac renversé devant lui, et de dénouer tous les nœuds qu'il croise, même si le jour arrive, le vampire ne peut s'en détourner avant d'avoir fini de les compter, ce qui le rend vulnérable.

## Destruction des vampires

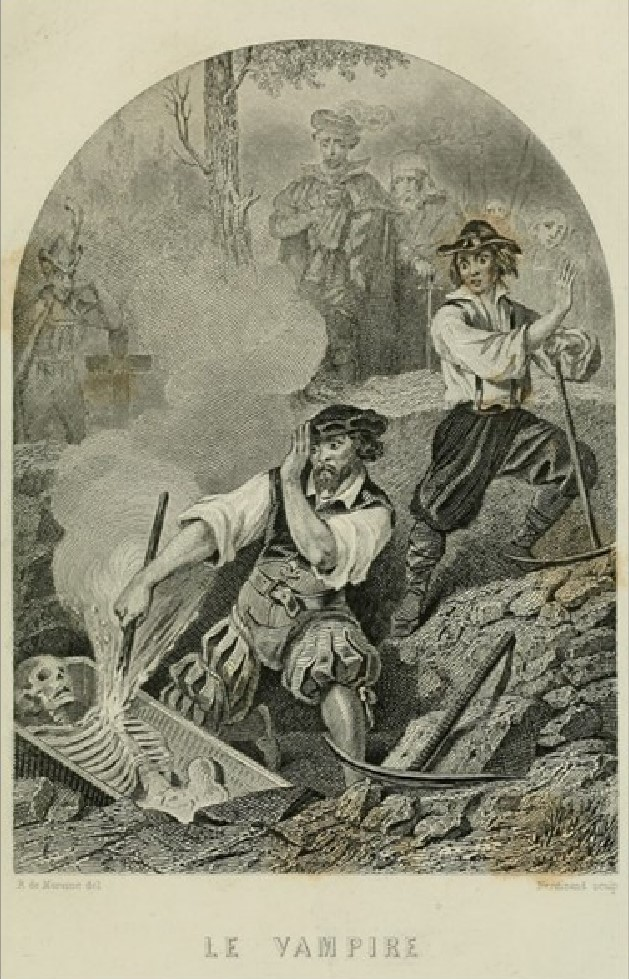
« Le Vampire », illustration de René de Moraine extraite de l'ouvrage Les tribunaux secrets de Paul Féval, 1864.

Les moyens pour détruire les vampires sont nombreux et variés. La plus ancienne relation de mise à mort d'un vampire, alors appelée « sangsue », apparaît dans la Chronique de Guillaume de Newbury, au XIe siècle. Le vampire étant un mort-vivant, il est déjà mort et ne peut connaître le repos éternel qu'au moyen de pratiques spéciales, entre autres un pieu dans le cœur, un clou dans la tête, une décapitation ou une crémation. La tradition populaire réclamait parfois les quatre à la fois, puis l'enterrement à l'angle d'un carrefour (avec plusieurs variantes). Le corps est parfois démembré, pratique qui est fréquemment évoquée depuis 1593 dans la littérature vampirologique. En Roumanie, l'exécution d'un vampire est appelée la « grande réparation » et doit se dérouler aux premières lueurs de l'aube : pendant qu'un pope doit pratiquer un exorcisme, l'officiant doit enfoncer un pieu en plein cœur à fond et d'un seul coup : si les deux procédures ne sont pas coordonnées, le vampire peut ressusciter. Ce mythe a permis à Roman Polanski, dans son film Le Bal des vampires (1967), de créer le fameux gag du vampire qui, précisément, ressuscite parce qu'étant juif, il n'est pas vulnérable à l'exorcisme chrétien.
Les bois de frêne sont réputés efficaces pour détruire le vampire en Russie et dans les pays baltes. En Serbie, c'est plutôt l'aubépine ou le chêne en Silésie. Le vampire peut également être terrassé par un coup de pilum au cœur ou à travers la bouche en Russie et dans le Nord de l'Allemagne, ou dans le ventre dans le Nord-Est de la Serbie. De manière générale, la mise à mort du vampire est entièrement ritualisée : « tuer le vampire est une action juridique, parfois précédée d'un procès où le mort est accusé de troubles et de meurtres ».
Les œuvres de fiction rapportent d'autres moyens. Abraham Van Helsing de Stoker affirme : « Quant au pieu que l'on enfonce dans son cœur, nous savons qu'il lui donne également le repos éternel, repos éternel qu'il connaît de même si on lui coupe la tête. Il ne se reflète pas non plus dans les miroirs et son corps ne fait pas d'ombre ». Dans le premier film s'inspirant du roman, Nosferatu le vampire, Murnau n'indique qu'un seul moyen permettant d'éliminer le vampire : une femme au cœur pur doit faire oublier le lever du jour au comte. C'est de là qu'est née la croyance dans les effets nocifs des rayons du soleil sur les vampires, laquelle sera exploitée dans la plupart des films[réf. nécessaire]. Dans le film Abraham Lincoln, chasseur de vampires, l'argent n'est pas fatal pour les vampires[réf. nécessaire].

## Liens avec le monde animal

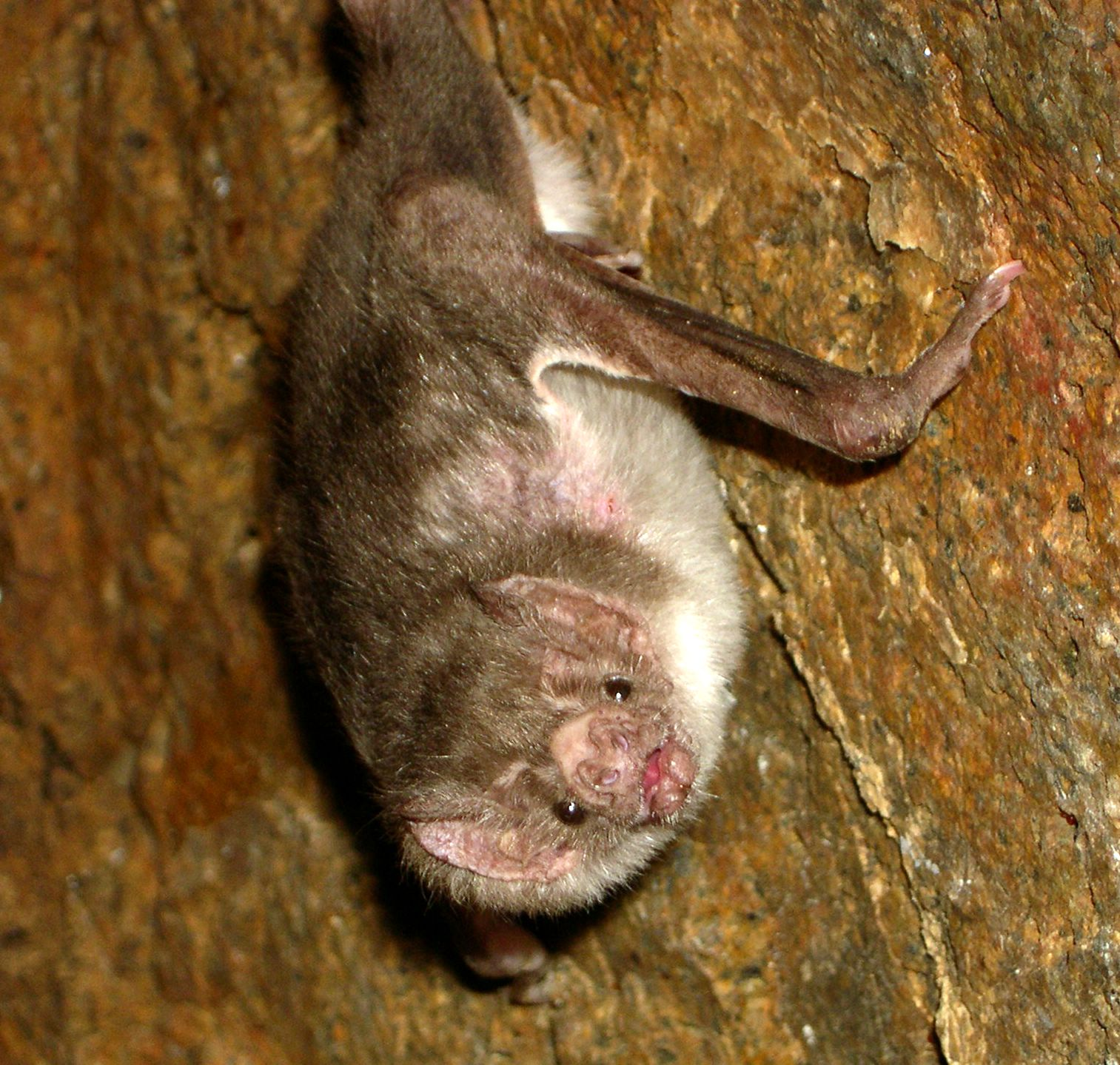
Un Vampire commun (Desmodus rotundus) du Pérou.

Un certain nombre d'animaux ont été mis en relation avec les vampires, notamment les chauves-souris dites vampires (trois espèces de la sous-famille des Desmodontinae) qui, après leur découverte au XVIIIe siècle en Amérique du Sud par Buffon, ont été intégrées au folklore vampirique. Bien qu'aucune espèce de chauve-souris d'Europe ne se nourrisse de sang, elles ont souvent, et depuis longtemps, été associées à la figure du vampire,. Cette association, totalement fictive car les chauves-souris sont incapables d'attaquer un être humain, peut s'expliquer par leurs mœurs nocturnes et leurs morsures lorsqu'on les attrape. Le comte Dracula est ainsi censé se transformer en chauve-souris, motif repris abondamment dans le cinéma d'horreur. La scène de transformation se retrouve chez Lon Chaney, Jr. en 1943 dans le film Le Fils de Dracula. En Europe, la chauve-souris est, comme d'autres animaux nocturnes, représentée comme une créature du Diable, et une légende des Balkans rapporte que ces animaux seraient maudits pour avoir mangé l'Eucharistie. Dans la tradition héraldique anglaise, la chauve-souris signifie la « conscience du pouvoir du chaos et des ténèbres ». Des chauves-souris furent qualifiées de « vampires » en référence au mythe vampirique puisque le terme apparaît en 1774, soit près de 30 années après la création du mot selon l'Oxford English Dictionary[réf. nécessaire].
La sangsue, le moustique, le candiru (« poisson vampire du Brésil »), les lamproies, la fourmi vampire de Madagascar (Adetomyrma venatrix) et le pinson vampire (Geospiza difficilis) se nourrissent de sang. Le Vampyroteuthis infernalis, surnommé « vampire des abysses », n'est pas nommé ainsi en raison de son régime alimentaire, mais parce que ce céphalopode possède des organes produisant de la lumière (photophores) sur tout son corps et une membrane de peau relie ses huit bras, chacun bordé de rangées d'épines charnues ou pointues, rappelant la cape du vampire.
En Chine, le chat peut cacher un vampire dans son pelage. Dans d'autres pays asiatiques et les Balkans, c'est le papillon qui peut s'avérer être vampire. D'après Estelle Valls de Gomis, le loup était chez le peuple ancêtre des Roumains, les Daces, un animal psychopompe chargé du transport des âmes entre le monde des vivants et celui des morts.

## Liens avec le monde végétal
Les plantes parasites telles que les cuscutes sont assimilées à des vampires végétaux. La croyance en des vampires végétaux existe encore chez des gitans musulmans de Kosovo-Metohija qui considèrent que les taches rouges sur les potirons et les melons d'eau sont des marques de sang.

## Créatures associées aux vampires
Si le folklore d'Europe orientale et méridionale est le berceau du vampirisme, des créatures et croyances plus ou moins similaires se retrouvent partout dans le monde, aussi bien en Europe, leur berceau d'origine, qu'en Afrique, en Asie ou dans les Amériques[réf. nécessaire].

### En Europe
En Grèce, et ce dès l'Antiquité, on nomme les personnes non inhumées en terre, qui se sont suicidées ou qui ont été excommuniées et qui reviennent hanter les vivants, des vrykolakas. Le terme désigne dès le XVIe siècle des créatures proches des vampires, d'autant plus qu'il signifie en langue slavonne (sa langue d'emprunt) « loup-garou ». 
Chez les Slaves du Sud, en Polésie (Ruthénie noire), on parle d'« esprit-amant » (Dux-ljubovnik) dans le cas d'un mort qui prend la forme d'un vampire ou d'un serpent volant. 
En Pologne, le Latawiec suce le sang des femmes qu'il séduit alors qu'en Roumanie ce même esprit-amant, le Zburator, agresse les personnes dans leurs lits. Dans le même pays, les strigoi sont généralement des cadavres ramenés à la vie à cause d'un animal qui a sauté par-dessus eux, mais ils peuvent être aussi des enfants illégitimes ou des changelins qui naissent avec une queue, ou alors des sorciers ayant pactisé avec le Diable.

Le vampire de la mythologie roumaine est nommé Nosferat ou Nosferatu ; il s'agit généralement d'enfants mort-nés issus d'un couple illégitime. Les Dvoeduschniki slaves dissimulent leurs âmes sous une pierre et ils ne peuvent mourir tant que celle-ci s'y trouve. 
Dans le folklore albanais, le Dhampir est le fils du Karkanxholl (ou Lugat). Il s'agit d'un revenant qui peut être soit un animal, soit un humain possédé durant son sommeil. 
Le Dhampire est une créature mi-humaine et mi-vampire. Le mot « Dhampir » est associé au folklore des Roms ou des Balkans, dont les croyances ont été recueillies et décrites par T. P. Vukanović. Dans le reste de la région, des termes serbes tels que vampirovic'i, Vampijerović, Vampirić (Lampijerović en Bosnie), expressions qui signifient littéralement « fils de vampire », sont également utilisées. Il existe de nombreuses autres appellations en Europe et les créatures vampiriques ne se limitent pas à la seule région des Balkans : le folklore germanique mentionne par exemple l'Alp, esprit vampire métamorphe se changeant en chien, en porc ou en serpent, alors que le folklore portugais évoque la Bruxas, un esprit à forme d'oiseau qui se nourrit du sang des enfants.

### En Afrique
Plusieurs mythes africains évoquent des créatures qu'on a pu comparer à des vampires. En Afrique de l'Ouest, les Ashantis racontent qu'il existerait une créature aux dents de métal logeant dans les arbres nommée Asanbosam. La tribu Ewe parle de l’Adze, créature maléfique qui peut prendre l'apparence d'une luciole et qui chasse les enfants. Les Africains de la région à l'ouest du Cap parlent de l’Impundulu, créature qui peut se changer en un oiseau de large envergure pouvant invoquer la foudre et le tonnerre. Enfin, le peuple Betsileo de Madagascar raconte que le Ramanga boit le sang de ses victimes.

### En Amérique

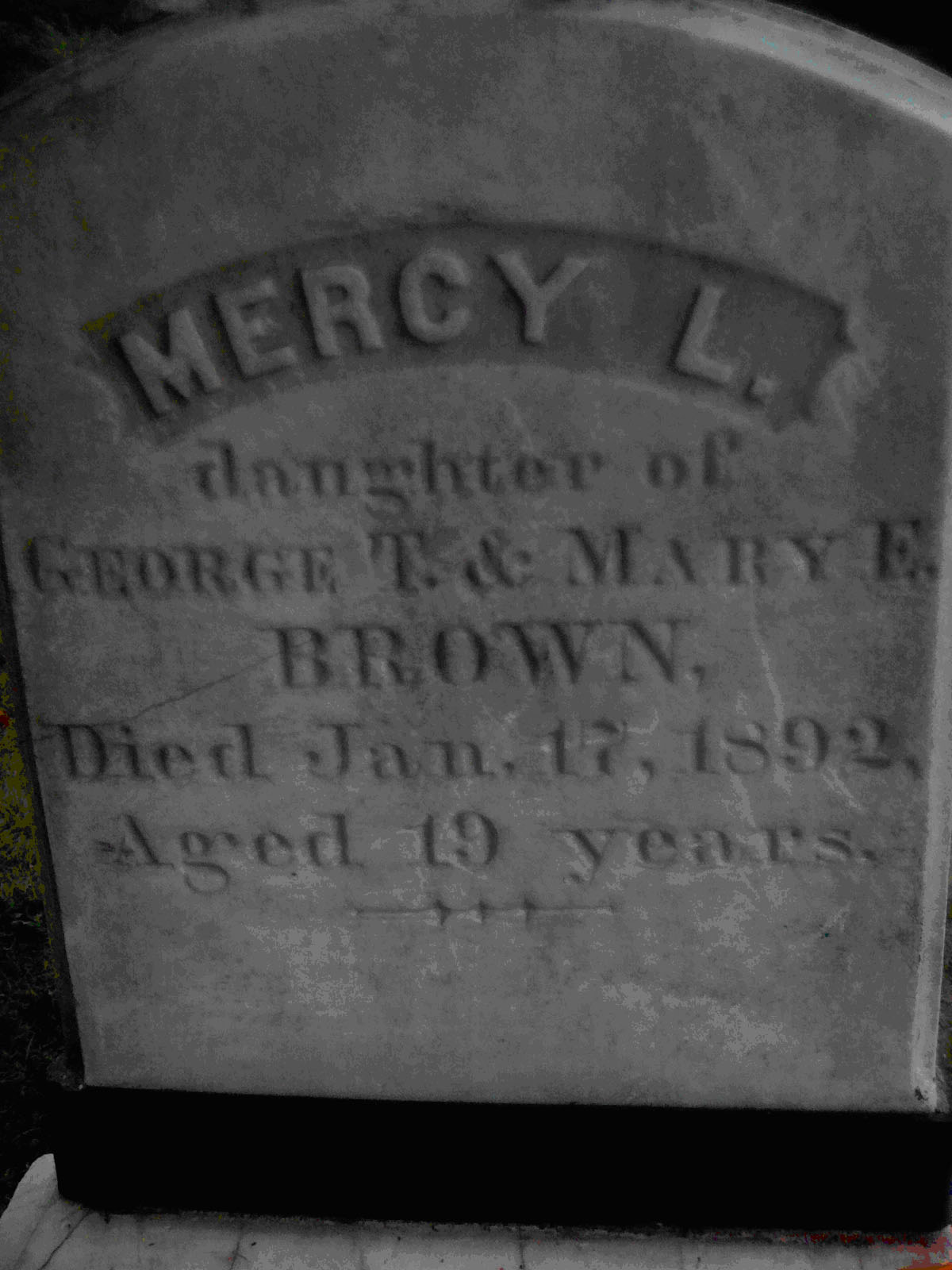
Tombe de Mercy Brown, vampire supposé.

Durant la fin du XVIIIe et XIXe siècles, la croyance dans les vampires a envahi la Nouvelle-Angleterre, particulièrement à Rhode Island et dans l'Est du Connecticut. De nombreux documents parlent de familles évoquant des morts transformés en vampires. Les morts par tuberculose passaient pour revenir hanter les vivants. Le cas de Mercy Brown, adolescente de 19 ans suspectée de vampirisme qui meurt en 1892 à Exeter (Rhode Island), est le plus célèbre des États-Unis de cette époque. Son père, assisté d'un médecin, sortit son corps de sa tombe deux mois après son décès, lui retira son cœur et le brûla complètement.
Hors de ce contexte issu des mythes européens, d'autres légendes ont pu être rapprochées du vampire. Ainsi, la Soucouyant de l'île de Trinité, les Tunda et Patasola de Colombie. Au sud du Chili, un mythe évoque un serpent suçant le sang, le Peuchen. La mythologie aztèque parle de Cihuateteo, des esprits de nouveau-nés morts à face de squelette, qui tuent les enfants et ont des relations sexuelles avec les vivants, les conduisant ensuite à la folie.
Une légende des Caraïbes et de Louisiane évoque une créature hybride, le loogaroo (terme qui proviendrait du français « loup-garou »), qui amalgamerait différentes figures monstrueuses, dont celle du vampire.

### En Asie

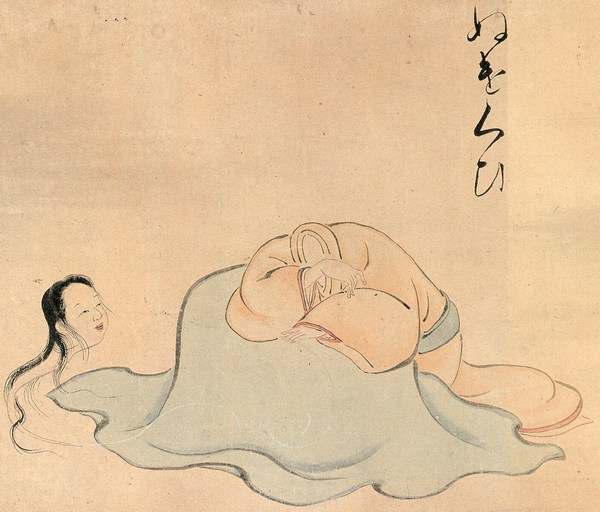
Un Nukekubi, vampire japonais consistant en une tête volante.

La croyance en des créatures comparées aux vampires est fortement répandue en Asie, mais aussi en Inde. Le Bhūta ou Prét est ainsi l'âme d'un mort qui erre sur terre et qui attaque les vivants à la manière d'une goule.
Dans le Nord de l'Inde, le BrahmarākŞhasa est un « vampire » dont la tête est entourée d'intestins, et qui suce le sang des victimes. Il existe aussi des figures « vampiriques » au Japon, reprises par le cinéma dès 1950, comme le Nukekubi (抜首, littéralement « cou qui se détache ») dont la tête peut se décrocher du corps et voler pour attaquer les vivants.
Les légendes concernant des « vampires » femelles (dont certaines parties du corps peuvent se détacher) existent également aux Philippines, en Malaisie et en Indonésie. Aux Philippines elles sont de deux sortes : la tribu Tagalog parle du Mandurugo (« suceur de sang ») alors que le peuple Visayan évoque le Manananggal (« qui peut se scinder de lui-même »). Le Mandurugo est une sorte d'Aswang qui prend la forme d'une jeune fille séduisante le jour et qui se transforme la nuit venue en une créature sans ombre, avec des ailes et une langue menaçante qui lui sert à sucer le sang des victimes durant leur sommeil. Le Manananggal peut aussi sucer le sang des fœtus à travers le ventre de la mère et dévorer les entrailles des personnes malades. Le Penanggalan malaisien est une vieille ou jeune femme qui use de magie noire pour s'approprier ses victimes ; sa tête peut voler et attaquer les femmes enceintes. Les Malaisiens utilisent des charbons pour l'empêcher d'entrer dans les demeures.
Le Leyak est une créature similaire du folklore de Bali. D'autres figures vampiriques féminines existent : le Kuntilanak ou Matianak en Indonésie et le Pontianak ou Langsuir en Malaysie. Le Jiangshi (chinois simplifié : 僵尸 ; chinois traditionnel : 僵屍/殭屍 ; pinyin : jiāngshī ; litt. « corps raide ») est la figure du vampire chinois. Il attaque les vivants pour leur voler leur énergie vitale, le qi. Il s'agit de l'âme d'un humain (魄, pò) qui n'est pas parvenue à quitter son corps mort. Toutefois, la comparaison avec le vampire n'est pas évidente, car le Jiang shi n'a pas de pensées propres.

## Histoire du «vampire»
Si la figure du « buveur de sang » est commune à de nombreuses cultures, le terme vient des langues slaves tandis que le concept précis de « vampire », fixant les traditions orales par écrit, est récent, car le mythe n'est réellement connu et propagé que depuis le XVIIIe siècle en Europe centrale et occidentale. Dans la majorité des cas, les « vampires » sont des revenants et des êtres maléfiques : soit des suicidés (qui, dans la tradition chrétienne, sont condamnés à errer dans les limbes), soit résultant d'une possession du cadavre par un esprit malveillant. Plusieurs théories modernes font des phénomènes d'hystérie collective, d'enterrements prématurés ou de l'ignorance du processus de décomposition des cadavres, des causes pouvant expliquer la croyance dans le vampirisme, ainsi que les exécutions de vampires supposés. Auparavant, on attribuait de tels phénomènes aux démons ou aux esprits, mais aussi au Diable.

### Mythe du vampire et premières religions
La consommation de sang est souvent associée aux anciennes divinités. Ainsi, en Inde l'histoire des vetalas, sortes de goules résidant dans des corps, a été compilée dans le texte sacré du Baital Pachisi alors que le Kathasaritsagara raconte comment le roi Vikramâditya en a chassé et capturé une,. Le Pishacha, esprit d'une personne mauvaise revenant hanter les vivants, possède certains attributs du vampire moderne. La déesse indienne Kâlî était supposée se nourrir de sang, entre autres celui du sacrifice,, ainsi que, dans l'Égypte antique, la déesse Sekhmet. La civilisation perse est l'une des premières à évoquer le mythe de créatures buveuses de sang : il existe en effet des représentations de ces créatures sur des tessons de poterie.

### Antiquité gréco-romaine

Lamia vue par Herbert Draper (1909).

Dans la Grèce et la Rome antiques, les légendes et mythes parlaient d'« empusa », « lamia » ou « stryge ». Avec le temps, les deux premiers termes finirent par s'appliquer à des démons et esprits. L’empusa était la fille de la déesse Hécate et passait pour sucer le sang des personnes endormies, alors que le lamia s'attaquait uniquement aux enfants dans leur sommeil, à la manière des gelloudes (ou gello). Les stryges s'attaquaient également aux enfants et ressemblaient à des créatures mi-homme mi-oiseau avides de sang.
Plusieurs femmes de la mythologie grecque partagent des caractéristiques vampiriques, telles Circé qui prépare des philtres à base de sang humain, et Médée un philtre rajeunissant à partir du même ingrédient. En effet, en Grèce antique, les « ombres » et spectres du royaume d'Hadès sont friands du sang des victimes, pratique qu'évoque l'aède Homère dans son Odyssée. Les Grecs craignaient l’errance de leur âme sur Terre s’ils n’étaient pas enterrés par leur famille ou leurs amis, car le repos définitif était permis par l’incinération seule, ce qui explique en partie le conflit concernant la sépulture refusée par Créon au cadavre de son neveu Polynice narré dans l’Antigone de Sophocle. Les philosophes Aristée, Platon et Démocrite soutenaient que l'âme peut demeurer auprès des morts privés de sépulture. Les âmes malheureuses et errantes se laissent alors attirer par l'odeur du sang selon Porphyre de Tyr. Les devins se servaient alors de ces âmes pour deviner les secrets et les trésors. Ayant connaissance de leur présence, les hommes cherchèrent des moyens pour les apaiser ou les contrer. En Crète, selon Pausanias le Périégète, on enfonçait dans la tête de certains morts un clou. Le poète latin Ovide aussi parlera des vampires. Le poète grec Théocrite évoque quant à lui les empuses, spectres multiformes de la nuit pouvant se muer en monstres innommables ou en créatures de rêve, aussi appelées « démons de midi ». En l'an 217 de notre ère, Philostrate d'Athènes parle d'une empuse que démasque Apollonios de Thyane alors qu'elle a presque circonvenu Ménippe.
Dans l'Empire romain, le Jus Pontificum – le droit qui réglemente le culte et la religion – prescrit que les corps ne doivent pas être laissés sans sépulture. Les tombes devaient être protégées contre les voleurs, profanateurs et ennemis, qu'ils soient naturels ou surnaturels. Les violations étaient considérées comme sacrilèges et punies de mort. Lamia, une goule nécrophage, reine des succubes dévorant les fœtus et effrayant les enfants la nuit, est parfois présentée comme l'équivalent du vampire romain. De Lamia viennent les lamies, plus nécrophages que vampires, à la fois lascives, ondoyantes, serpentines, avides de stupre et de mort, aux pieds de cheval et aux yeux de dragon. Elles attiraient les hommes pour les dévorer et peuvent s'apparenter aux succubes qui se nourrissent de l'énergie vitale des hommes. Pour Patrice Lajoye, il est erroné de rattacher les lamies aux vampires pour la simple raison qu'elles ne partagent pas leur caractéristique principale, le fait d'être un mort-vivant. Les stryges, démons femelles ailées et munies de serres, et les onoscèles, démons aux pieds d'ânes qui s'attaquaient aux voyageurs égarés, partagent des caractéristiques similaires.

### Du Moyen Âge à la Renaissance

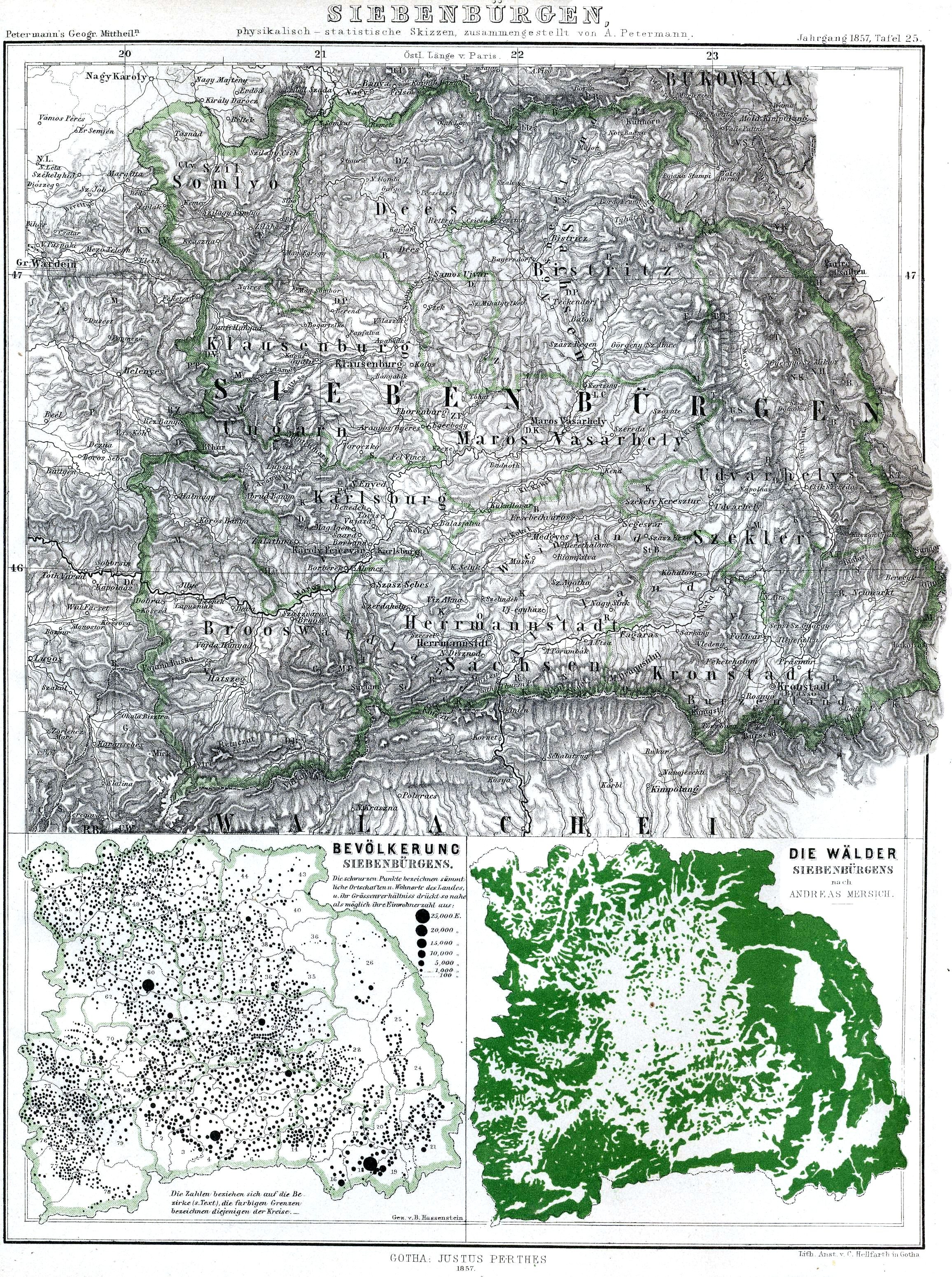
Carte autrichienne de la Transylvanie, contemporaine de Bram Stoker qui cite les noms de lieux conformément à cette carte.

#### Europe orientale
En Europe de l'Est, la mythologie slave a disparu avec la christianisation, mais a laissé dans les croyances populaires de nombreux mythes concernant des démons (navyï) et des esprits pouvant interagir avec les vivants, tels le Domovoï, la Rusalka, la Vila, la Kikimora, la Poludnitsa ou le Vodianoï pouvant apparaître sous des formes variées et provoquer toutes sortes de phénomènes, comme aspirer le sang et l'énergie vitale des vivants.
Dans la Chronique des temps passés de 1092, l'auteur (censément un moine nommé Nestor) signale une épidémie qui eut lieu à Polotsk (ville de la Russie kiévienne) en 1047 et aurait été provoquée par des morts malfaisants qui de nuit « galopaient dans les rues sur des chevaux invisibles et tuaient les habitants ». On ne voyait de ces chevaux que les traces de leurs sabots au matin, mais tous ceux qui sortaient de nuit dans la ville étaient tués,.
Selon ces croyances slaves, après la mort, l'âme persiste et peut évoluer sur la terre pendant 40 jours avant de rejoindre l'au-delà. Pour cette raison, les Slaves doivent laisser ouverte une fenêtre ou une porte après un décès afin de laisser l'âme sortir librement. Toutefois si les rituels ne sont pas respectés, elle est supposée avoir le pouvoir de réintégrer le corps ou de blesser les vivants. Des rites d'enterrement précis permettent d'éviter cette réintégration corporelle. Certaines morts violentes posent problème. De même, la mort d'un enfant non-baptisé, un décès subit, ou celui d'un pécheur non-contrit (comme un sorcier ou un meurtrier) sont autant de cas où l'âme refuse de se détacher du corps. Il existe aussi une croyance selon laquelle un corps peut être possédé par une autre âme en peine, cherchant à se venger des vivants. De toutes ces superstitions dérive le concept de « vampire », manifestation d'une âme en peine possédant un corps en décomposition (le sien ou d'une autre personne). Le « vampire » passe pour vouloir se venger des vivants en leur subtilisant leur sang et leur énergie vitale.
Pour devenir vampire, il suffit d'avoir mené une mauvaise vie. L'action principale du vampire sera de détruire la communauté villageoise dont il est issu.

#### Le corpus vampirique

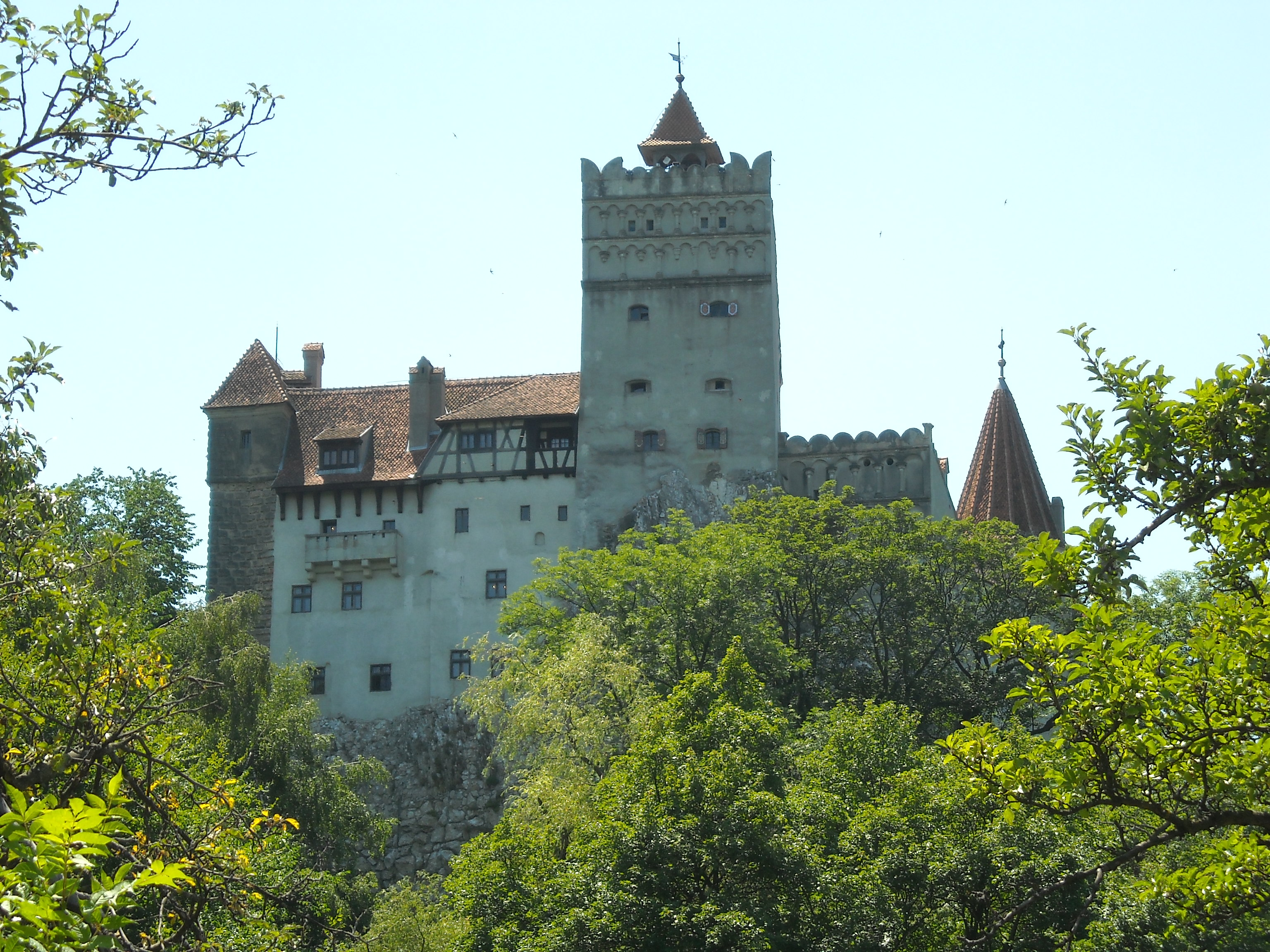
Le château de Bran qui est souvent, à tort, associé au comte Dracula.

Dans l'Antiquité, les revenants étaient considérés comme des démons, mais c'est au XIIe siècle, en Angleterre, que les vampires obsédaient à tel point les populations, que les malheureux accusés d'en être étaient brûlés pour calmer l'angoisse populaire. Plus tard, au XVIIIe siècle, Jean-Christophe Herenberg, dans Pensées philosophiques et chrétiennes sur les vampires, cite précisément deux cas en 1337 et 1347 dans lesquels les présumés coupables de vampirisme furent empalés et brûlés[réf. nécessaire].
De même, au XVe siècle, les épidémies de peste provoquent dans la population européenne une frénésie anti-vampire. En Moravie, l'évêque d'Olmütz, devant la multiplication des plaintes des villageois de la région, met sur pied des commissions d'enquêtes. Le premier cas de vampirisme attaché à un nom et étudié un tant soit peu est celui de Michael Caspareck en 1718. Son cas fit l'objet d'une enquête officielle en Hongrie. Très peu de données ont cependant pu parvenir jusqu'à nous, en dépit de quelques textes comme le témoignage scandinave de Saxo Grammaticus qui évoque, dans Gesta Danorum et dans la Saga d'Egil et d'Asmund le Tueur de Berserkir (début du XIIIe siècle), des morts affamés attaquant les vivants, qui ripostent en ouvrant leurs tombes, en leur coupant la tête et en les éventrant à l'aide d'un pieu. L'Europe occidentale connaît également des cas de vampirisme, mais de façon plus sporadique qu'en Moldavie ou en Bulgarie. Enfin, en 1484 le pape Innocent VIII, par la bulle Summis desiderantes affectibus reconnaît officiellement les morts-vivants et la démonologie. La Réforme protestante, Luther en tête, parle de Nachzehrer, des « prédateurs » (ou « parasites » en allemand) qui sont d'anciens morts revenus à la vie.
La période médiévale est également riche en témoignages concernant les manducator, c'est-à-dire les mâcheurs, des revenants connus pour dévorer le linge enterré à leurs côtés et pour faire un bruit de mastication inquiétant. Le corpus les concernant est immense, s'étalant du XVe au XIXe siècle. Selon Claude Lecouteux, ce type de revenant a fourni le fondement principal du mythe du vampire tel qu'il existe au XXIe siècle. Il semble aussi que ce phénomène soit presque toujours lié à une épidémie de peste. Ces figures folkloriques ont même provoqué une interrogation théologique, de la part de Luther notamment qui, dans ses Propos de table, les considèrent comme des illusions diaboliques qu'il faut exorciser. Le père jésuite Gabriel Rzaczynski en atteste la croyance en Pologne dans les années 1710-1720, le religieux s'inquiétant de l'accroissement de ces figures maléfiques, qu'il nomme les Uriels[réf. nécessaire].

#### Vlad Tepes Dracul, «l'empaleur»

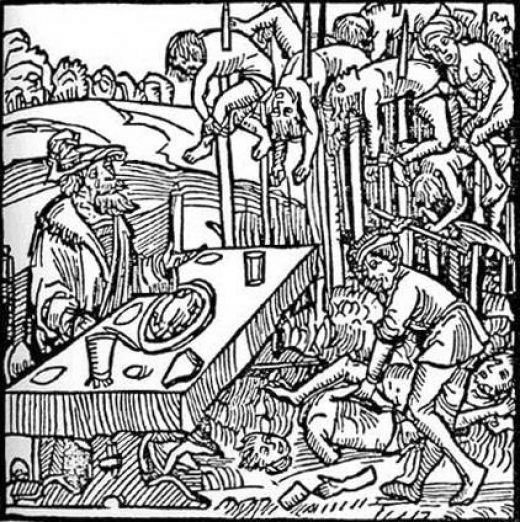
Représentation tirée des chroniques de Brodoc, et montrant Vlad Ţepeş dînant devant des exécutions par empalement.

Vlad III Basarab était, historiquement, un prince chrétien orthodoxe dont le père, Vlad II le Dragon, était membre de l'Ordre du dragon d'où le nom de Draco ; la famille régna sur la Principauté de Valachie et n'eut aucun château en Transylvanie. Vlad III dit « Ţepeş » (« l'Empaleur » en roumain) ou encore « Drăculea » (Le latin draco a donné drac en roumain, désignant à la fois le dragon et le diable) est désormais fortement associé au mythe du vampire en raison de l'amalgame devenu commun entre cette personnalité historique du XVe siècle et le personnage littéraire de Bram Stoker.
La source de la légende ayant inspiré Bram Stoker est une propagande lancée à l'époque contre le prince Vlad III, qui n'était pas plus sanguinaire que ses détracteurs contemporains, mais s'était permis de transgresser l'immunité diplomatique d'un ambassadeur turc, Hamza Bey, et de son secrétaire le phanariote Thomas Catavolinos, en les faisant empaler pour avoir tenté de l'empoisonner. Cet acte fit grand scandale dont il nous reste des écrits largement exagérés mais tout aussi largement diffusés grâce à l'invention de l'imprimerie par Johannes Gutenberg. C'est ce qui fit entrer Vlad III Basarab dans l'histoire : il aurait entre autres fait empaler pas moins de 20 000 soldats turcs et dîné de chair humaine dans cet horrible charnier. Il reste connu dans l'imaginaire collectif sous le nom de Vlad L'Empaleur, et à sa mort, aurait été décapité afin que sa tête soit envoyée au sultan de l'empire Ottoman, Mehmed II, qui voulait sa mort.
Le patronyme « Drăculea » de ce prince de Valachie a été repris dans le roman de fiction Dracula de Bram Stoker, dépeignant un vampire en Transylvanie et au Royaume-Uni au XIXe siècle, qui n'est pas un prince mais un comte. Les nombreuses reprises littéraires et cinématographiques ont fini par faire du comte Dracula un personnage de la culture populaire mondiale.

#### Élisabeth Báthory, «la comtesse sanglante»

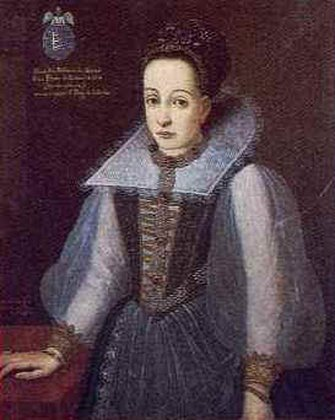
Portrait d'Élisabeth Báthory.

Au XVIe siècle, la comtesse Élisabeth Báthory (ou Erzsébet) a également inspiré les légendes de vampires. Cette aristocrate hongroise qui a vécu aux XVIe et XVIIe siècles aurait torturé et tué un nombre incertain de jeunes filles. Des légendes prétendent qu'elle les tuait dans le but de se baigner dans leur sang afin de rester éternellement jeune. Toutefois, ces rumeurs ont été largement écartées par les historiens modernes, mais elles subsistent dans les croyances populaires selon le professeur angliciste Jean Marigny.
De surcroît, les essayistes Elizabeth Miller et Michel Meurger relèvent la crédulité de certains universitaires exégètes de Dracula (tels Raymond T. Mc Nally, Radu Florescu et Jean Marigny lui-même) face aux inventions romanesques de l'ouvrage de l'écrivaine surréaliste Valentine Penrose, La Comtesse sanglante (Paris, Mercure de France, 1962), « biographie frelatée et véritable roman noir [qui] accumule les motifs gothiques : bains de sang, machines à assassiner [dont une fictive vierge de fer], tortures raffinées. L'histoire, prise en otage, devient le simple décor d'une mise en scène des fantaisies sadiennes de Valentine Penrose. » Ainsi, Jean Marigny évoque-t-il les « bains de sang » censément pris par Élisabeth Báthory bien que les interrogatoires du procès de la comtesse hongroise en 1611 ne les mentionnent pas. « L'assertion n'apparaît qu'au XVIIIe siècle, peut-être en relation avec la vogue du vampirisme », précise Michel Meurger.
D'après le vampirologue Jacques Sirgent, de telles rumeurs auraient été propagées afin de lutter contre le pouvoir féminin. Bien qu'elle ne présente aucun signe caractéristique des vampires (elle ne boit pas le sang), elle reste pour beaucoup[Qui ?] l'incarnation du côté aristocratique du vampire, à l'inverse des autres témoignages qui, plus tard, porteront sur des paysans[réf. nécessaire].

#### Premiers cas célèbres
La simultanéité entre l'émergence du vampirisme et la fin de la chasse aux sorcières suggère que les vampires prennent le rôle de boucs émissaires de ces dernières à la fin du XVIIe siècle. Le phénomène du vampirisme prend, dans la première moitié du XVIIIe siècle, une ampleur considérable, avec deux cas parmi les plus célèbres : ceux de Peter Plogojowitz et d'Arnold Kol Paole, en Serbie. Le contexte social est déjà dominé par la peur du vampire. En effet, lors de l'épidémie de peste qui ravage la Prusse orientale, en 1710, les autorités mènent systématiquement des enquêtes sur les cas de vampirisme signalés, n'hésitant pas à ouvrir les tombes. Le mot « vampire » (orthographié « vanpir ») apparaît ainsi pour la première fois en 1725, lorsqu'un rapport présente l'exhumation du récemment mort Peter Plogojowitz, un paysan serbe, cas qualifié par la suite de « vampire historique ». Plogojowitz est mort à l'âge de 62 ans, mais il serait revenu hanter son fils pour avoir de la nourriture. Après que son fils a refusé de lui en donner, il est retrouvé mort le jour suivant ; d'autres morts suspectes conduisent à accuser l'esprit de Plogojowitz. Ce cas est connu par un article daté du 31 juillet 1725, et repris par Michael Ranft dans son traité La Mastication des morts dans leurs tombeaux (De masticatione mortuorum in tumulis, 1728). Le revenant y est complètement, et pour la première fois, assimilé à un vampire, puisque Ranft utilise le terme slave de « vampyri », terme qui sera repris dans toute l'Europe.
Le cas d'Arnold Paole, soldat et paysan autrichien mort en 1726, est également bien documenté. Il aurait été attaqué par un vampire et est mort en faisant les foins. Après sa mort, des proches meurent dans les environs, morts attribuées à l'esprit de Paole. Il passe pour être à l'origine de deux épidémies de « vampirisme » dont la seconde, en janvier 1731, a fait l'objet d'un rapport circonstancié par le médecin militaire Johann Flückinger, généralement connu sous le titre de Visum et Repertum. Ce rapport est abondamment discuté, en particulier par l'empereur d'Autriche Charles VI qui suit l'affaire. Il a aussi été traduit par Antoine Calmet, et a fait probablement couler encore plus d'encre que le cas Plogojowitz (pour les Serbes).

### Développement des récits de vampire auxXVIIeetXVIIIesiècles
Les contes de vampires apparaissent très tôt, mais trouveront leur apogée lors des XVIIe et XVIIIe siècles, où les récits de vampires se font plus nombreux. En dépit du rationalisme naissant lors du siècle des Lumières, la croyance en les vampires, telle une épidémie, se répand dans tous les domaines. Cependant de nombreux cas officiels ou prétendus réels, ont alimenté le mythe. La plupart des mythes concernant le vampire sont apparus au Moyen Âge. Au XIIe siècle les historiens anglais Walter Map et William de Newburgh ont compilé des témoignages concernant les revenants, ; d'autres les ont suivis. Il s'agit d'histoires similaires à celles qui traverseront l'Europe aux XVIIe et XVIIIe siècles et qui seront embellies[réf. nécessaire].
En France cet engouement pour le phénomène atteint quant à lui son apogée au XVIIIe siècle, siècle des Lumières et du rationalisme voyant le triomphe d'un esprit beaucoup plus cartésien, c'est dans ce contexte que les croyances sur les vampires vont s'accroitre. Néanmoins de vives critiques de la part des érudits viendront vite prendre le contrepied de ces superstitions, si bien qu'une multitude de savants, philosophes et même d'hommes d'Église incitèrent la population à revenir à la raison et condamnèrent à travers de nombreux textes la manifestation de ce mythe en France. En 1764, dans l'article "Vampires" de son Dictionnaire philosophique, Voltaire condamna avec un humour caustique cette superstition. Il déclara que la croyance aux vampires est un anachronisme et une aberration dans un siècle truffé de savants, il affirmera par la suite avec humour qu'il "existait bel et bien des hommes d'affaires qui sucèrent en plein jour le sang du peuple, mais ils n'étaient point morts, quoique corrompus".
Gerard Van Swieten dans son Rapport médical sur les vampires en 1755, dira que cette croyance amène les populations à ne plus respecter ses morts et à violer l'asile des tombes.

#### Peur des vampires à travers l'Europe
L'un des plus anciens témoignages concernant les vampires provient d'Istrie, dans l'actuelle Croatie, en 1672. Un supposé vampire, Jure Grando, habitant du village de Khring près de Tinjan, a causé la panique. Jure est décédé en 1656, toutefois les habitants pensent qu'il revient sucer le sang et agresser sexuellement sa veuve. Le chef du village a ordonné de percer le cœur du cadavre à l'aide d'un pieu, mais les phénomènes ont persisté et le cadavre a été décapité avec de meilleurs résultats. Le XVIIIe siècle est marqué par une chasse aux vampires dans toute l'Europe. Les rois et les ducs ont ordonné des traques pour identifier et tuer les supposés vampires. En dépit des Lumières, la croyance dans les vampires s'accentue, confinant parfois à des hystéries de masse à travers toute l'Europe. La panique principale débute dans la Russie de l'Est en 1721, par une éruption d'attaques de vampires présumés. Une autre panique collective touche la monarchie des Habsbourg autrichienne de 1725 à 1734, puis s'étend à d'autres pays[réf. nécessaire].
Enfin, une autre légende serbe concerne Sava Savanović supposé hanter un moulin à eau et sucer le sang des meuniers. L'écrivain serbe Milovan Glišić en fait un roman fantastique, repris ensuite en 1973 dans le film d'horreur Leptirica. Ces derniers incidents sont bien documentés, y compris par les autorités locales, et les récits des événements sont souvent publiés à travers l'Europe.

#### Traités de vampirologie

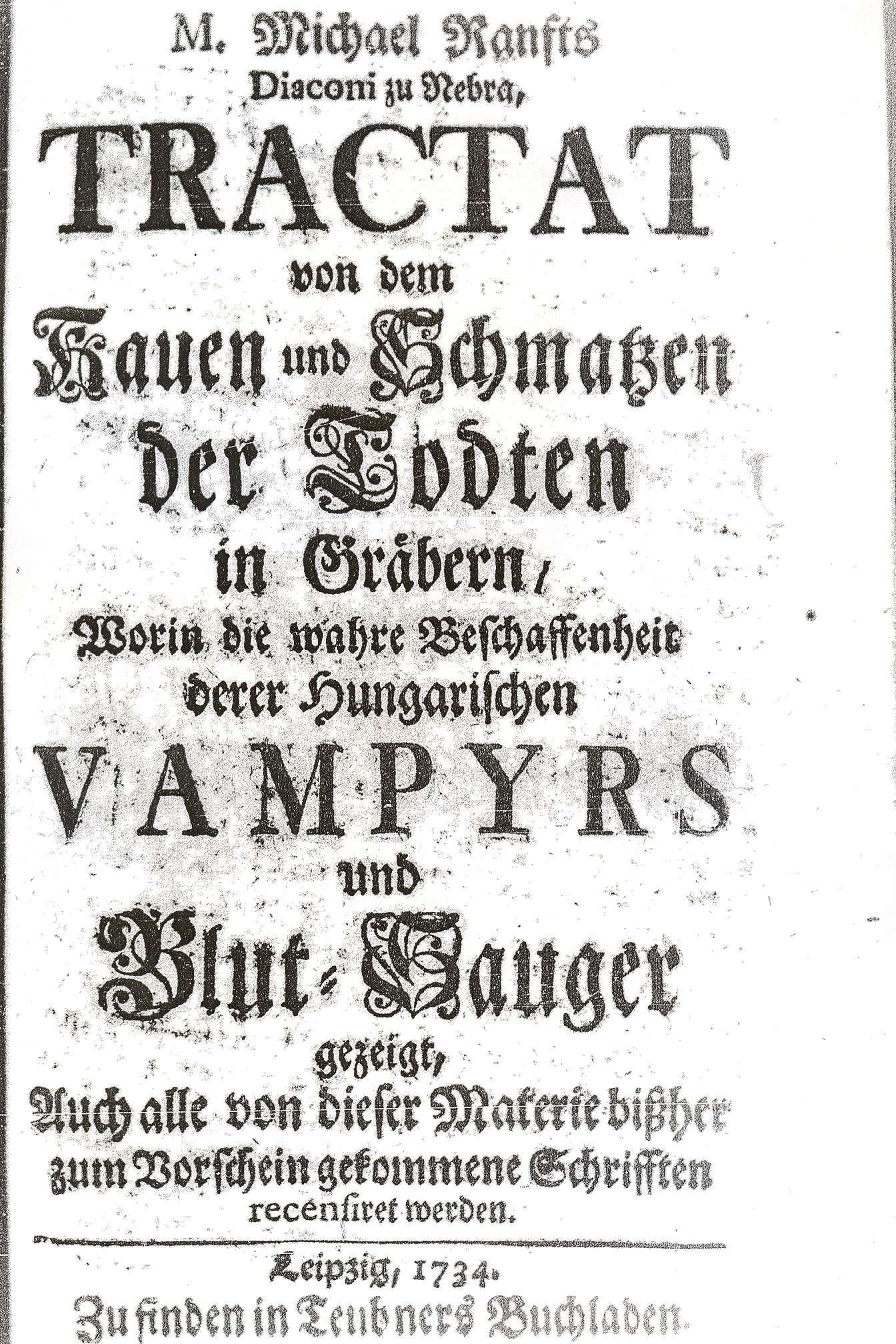
La première page du Tractat von dem Kauen und Schmatzen der Todten in Gräbern (1734), ouvrage de vampirologie de Michael Ranft.

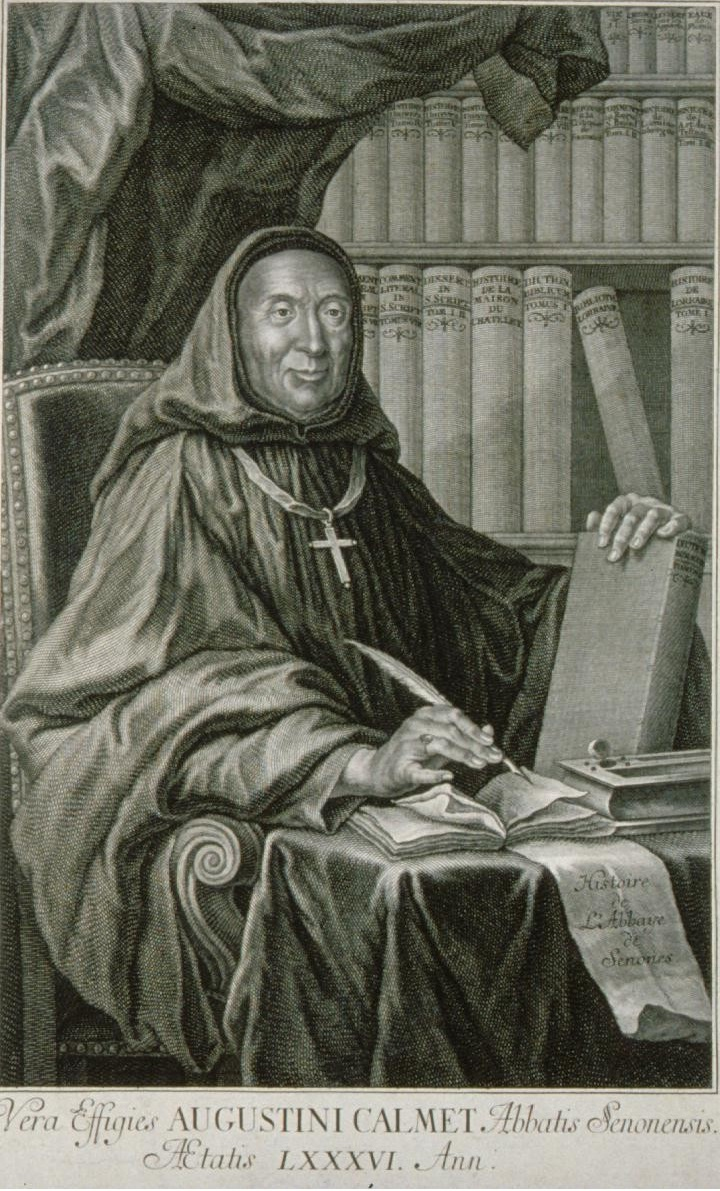
Dom Calmet.

Dès 1679, Philippe Rohr consacre une dissertation aux morts qui mâchent leurs linceuls dans leurs tombes, sujet repris par la suite par Otto en 1732, puis par Michael Ranft en 1734. Ce dernier distingue des liens entre vampirisme et cauchemar et considère que les cas de vampirisme sont des illusions de l'imagination alors qu'en 1732 un anonyme qui se fait appeler « le médecin de Weimar » discute de la non-putréfaction de ces créatures, d'un point de vue théologique. En 1733, Johann Christoph Harenberg écrit un traité général sur le vampirisme puis le marquis Boyer d'Argens commente des cas locaux. Des théologiens et hommes d'Église se penchent également sur le sujet, tels que l'archevêque Giuseppe Antonio Davanzati (it), auteur d'une Dissertazione sopra i vampiri en 1769.
Augustin Calmet, un théologien lorrain, écrit un traité de vampirologie en 1746, Traité sur les apparitions. Il y fait la synthèse des études sur le sujet et tente d'expliquer l'origine de ce qu'il considère comme une légende propre à l'Europe de l'Est. Selon lui, celle-là serait à trouver dans la sous-alimentation des peuples balkaniques. Calmet a amassé de nombreux rapports concernant les manifestations de vampires. Il est critiqué par Voltaire,, qui commet un contre-sens en présentant Calmet comme s'il avait cru à ce mythe. Voltaire écrit en effet, dans l'entrée « vampire » du Dictionnaire philosophique: « Calmet enfin devint leur historiographe, et traita les vampires comme il avait traité l’ancien et le nouveau Testament, en rapportant fidèlement tout ce qui avait été dit avant lui. »
La controverse cesse lorsque Marie Thérèse d'Autriche envoie ses médecins personnels, Johannes Gasser et Christian Vabst, pour enquêter sur le cas de vampirisme supposé de Rosina Polakin dont le cadavre est exhumé à Hermersdorf, en 1755. Ils concluent que rien n'étaye les rumeurs, et, peu après, une loi interdit l'ouverture des tombes pour chasser les vampires. En dépit de cette loi, la croyance dans les vampires a perduré dans les folklores,. Selon Claude Lecouteux, les encyclopédistes ont aussi joué un rôle important dans la diffusion du mythe du vampire, notamment Collin de Plancy qui, en 1863, dans son Dictionnaire infernal, contribue à diffuser et à accréditer la croyance.

### Période contemporaine

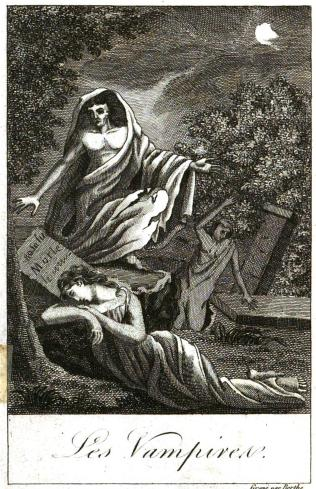
Gravure de l'ouvrage de Collin de Plancy, Histoire des vampires et des spectres malfaisans avec un examen du vampirisme (Paris, Masson, 1820).

Le mythe du vampire réapparaît, aux XIXe et XXe siècles, à travers le roman, la bande dessinée, le cinéma, les jeux vidéo et les jeux de rôles sous la forme de personnages charismatiques et doués de séduction, mais aussi dans les croyances populaires. Par exemple, au début des années 1970, la presse locale anglaise diffuse la rumeur selon laquelle un vampire hanterait le cimetière d'Highgate, à Londres. Des chasseurs de vampires amateurs envahissent alors les lieux et plusieurs livres réutilisent l'événement, dont celui de Sean Manchester, le premier à avoir évoqué le « vampire d'Highgate » et qui ensuite prétendra en avoir exorcisé un et détruit un cercle de vampires. Des événements mettant en scène des vampires proviennent également des autres continents. Ainsi, une rumeur évoquant l'attaque de vampires court au Malawi de fin 2002 à début 2003, rumeur qui se fonde sur la croyance que le gouvernement d'alors aurait été en collusion avec des vampires.
L'imaginaire collectif moderne ne représente plus le vampire seul. Le terme de « coven », mot écossais signifiant originairement tout rassemblement de personnes et en particulier des sorcières, est ainsi utilisé pour désigner les vampires comme collectivités. Son origine proviendrait du mouvement de sorcellerie moderne Wicca et il a été réutilisé par l'écrivain Anne Rice. On peut aussi parler des « maisons » de vampires ou de « caves » à vampires, qui ont existé en Allemagne médiévale sous le nom de Nobiskrug, désignant des auberges dans lesquelles les revenants dépensent l'argent que les vivants ont placé dans leur tombe ou dans leur bouche en les ensevelissant.

#### Persistance des croyances et vampirisme moderne

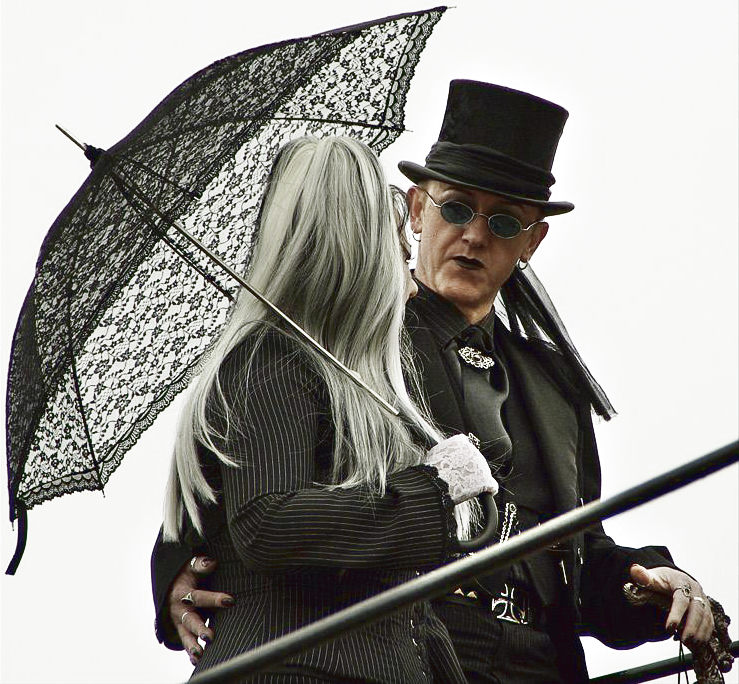
Bon nombre de membres du mouvement gothique sont fascinés par le mythe du vampire.

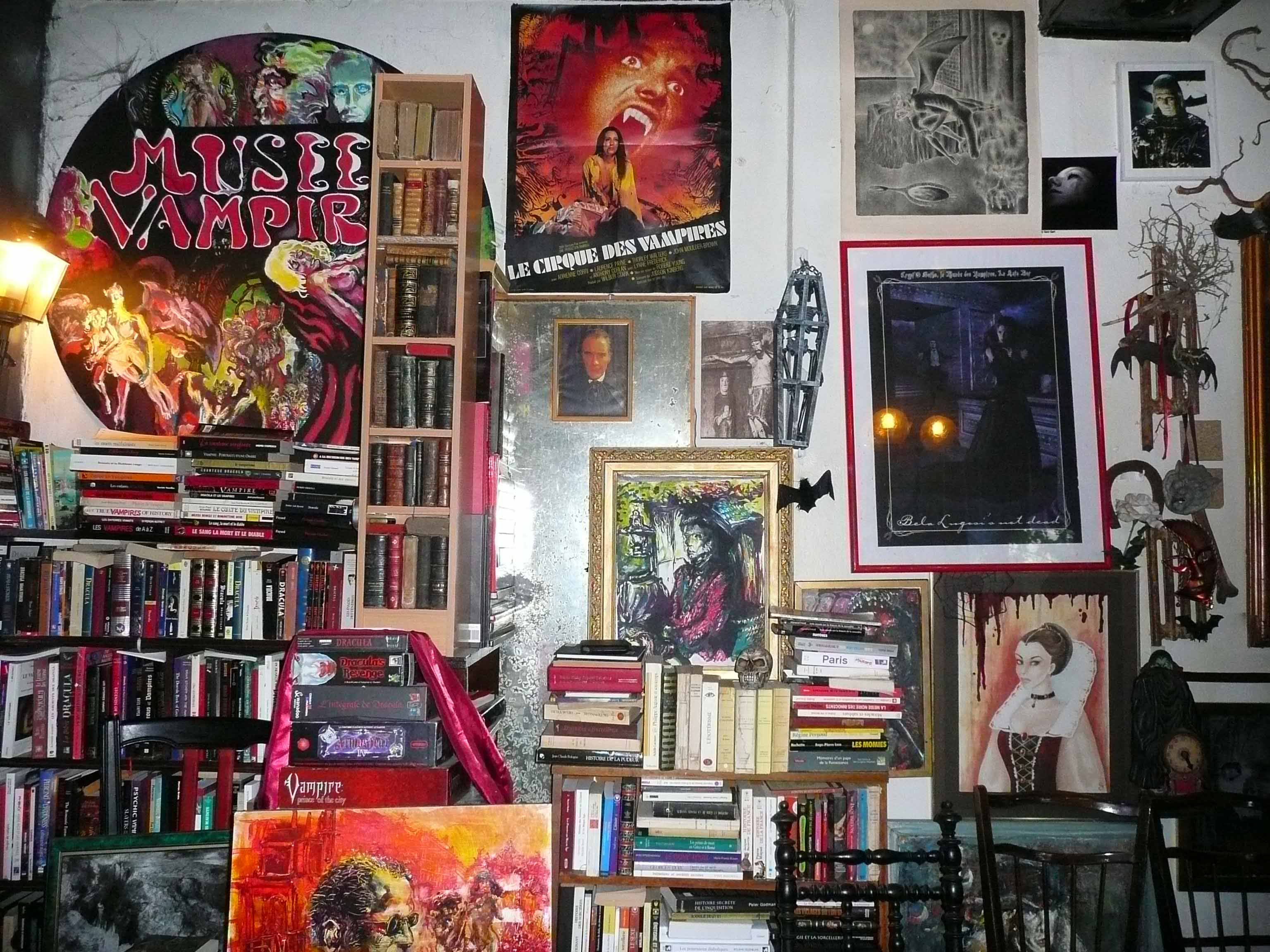
Vue d'ensemble du Musée des vampires situé dans la commune française Les Lilas.

Certaines sociétés secrètes continuent à faire perdurer la croyance aux vampires, dans la continuité des enseignements d'Aleister Crowley ou d'Anton LaVey notamment. Les adeptes de la sous-culture du gothique montrent une fascination pour la figure du vampire et le style de vie vampire (Vampire lifestyle) est un terme contemporain désignant une sous-culture dite gothique dont les membres consomment du sang, visionnent des films d'horreur, lisent les romans d'Anne Rice et apprécient le style victorien. Les plus extrêmes mélangent diverses formes de vampirisme : la traditionnelle (sanguine vampirism), la psychique et la symbolique hindouiste, à travers le concept d'énergie de prana. Enfin, des admirateurs modernes des vampires se font appeler les « sanguinariens » (Sanguinarians).
Les sociétés anti-vampires sont encore actives en 2012, de même que les centres de recherches consacrés au vampirisme, dont un qui a mis au point un « sérum antivampires » en 1994. Rien qu'aux États-Unis, il y aurait une quarantaine de fan clubs de ces créatures forts de plus de 50 000 membres, dont plus de 750 personnes s'identifiant comme des vampires en 1996. La croyance dans les vampires se maintient en Roumanie, durant février 2004, à propos du cas de Toma Petre qui serait devenu un vampire. Son corps a été extrait du cercueil, découpé puis incinéré. Les cendres ont été mélangées à l'eau et bues. Toutefois, les cas de vampirisme aux XIXe et XXe siècles sont rares, la pensée rationnelle triomphante faisant reculer le mythe. En 2006, deux professeurs de physique de l’University of Central Florida, C. J. Efthimiou et S. Gandhi, écrivent un article dans lequel ils montrent qu'il est mathématiquement impossible que les vampires existent, se basant sur une progression géométrique. Selon eux, si le premier vampire était apparu le 1er janvier 1600 et s'il devait se nourrir au moins une fois par mois (ce qui est beaucoup moins que ce qui est évoqué dans les différents folklores), et si chacune de ses victimes devient à son tour un vampire, alors, en l'espace de deux ans et demi, la moitié de la population humaine serait transformée en vampires.
En août 2011, des scientifiques de la Stanford University publient un article dans la prestigieuse revue Nature, intitulé The ageing systemic milieu negatively regulates neurogenesis and cognitive function, montrant que le sang de souris jeunes peut régénérer le cerveau de souris âgées en injection intraveineuse directe, et vice versa : les souris jeunes voient leurs cerveaux vieillir lorsque leur sang se mélange à celui de leurs congénères plus âgés. Une telle découverte, physiologiquement valable chez l'Homme, apporte peut-être un éclairage nouveau sur le mythe du sang réjuvénateur[réf. nécessaire].

#### Cryptozoologie
Un cas renommé de vampirisme concerne la créature légendaire appelée chupacabra (« suceur de chèvres » en espagnol) de Puerto Rico et Mexico, réputée se nourrir du sang des animaux domestiqués et qui a déclenché une hystérie collective souvent corrélée aux problèmes économiques, particulièrement dans le milieu des années 1990. Une autre créature proche du Chupacabra, le « Moca Vampire », habillée de plumes, a décimé des cheptels de bétail à Puerto Rico, en 1975, et s'est même attaquée à un homme. En Caroline du Nord, à Bolivia, la « bête de Bladenboro » s'en est pris également au bétail en 1954,.

#### Criminologie

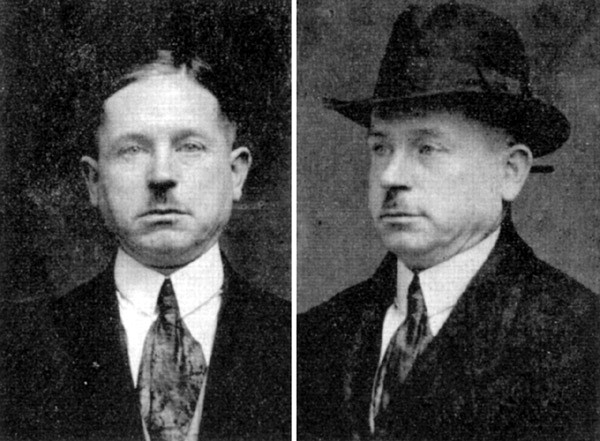
Photographies du tueur en série Peter Kürten, dit le Vampire de Düsseldorf.

Quelques affaires et un certain nombre de crimes en série, réels sont en relation avec le vampire. Ainsi, les tueurs en série Peter Kürten et Richard Chase ont été surnommés des « vampires » par les tabloids après qu'on a découvert qu'ils buvaient le sang de leurs victimes. Fritz Haarmann, tueur en série allemand des années 1920, était simultanément qualifié de « vampire », « loup-garou » ou « homme-loup »[réf. nécessaire].
En 1932, à Stockholm, un meurtrier non identifié s'est fait appeler le « vampire tueur » en raison des circonstances du crime. Début 1962, à Venise, le vampire de Mirano, en réalité un peintre connu, s'attaque à des femmes pour les mordre au cou. En septembre 1970, le corps d'un berger de l'Estrémadure est découvert mutilé et vidé de son sang et en 1983, un homme de 39 ans atteint de troubles psychiatriques s'est attaqué à un chien pour aspirer son sang, à Vaison-la-Romaine, France. En 1996, une jeune femme qui enquête sur des disparitions de sang dans les hôpitaux de New York a évoqué un « réseau Dracula » avant de disparaître. À Anglesey en 2002, un jeune marginal de 17 ans a poignardé une nonagénaire, lui a arraché le cœur et l'a déposé sur un plateau d'argent, avant de faire cuire le sang de sa victime et de le boire, persuadé que ces actes le rendraient immortel et le changeraient en vampire. En janvier 2005, une rumeur parle d'un vampire ayant mordu des personnes à Birmingham en Angleterre. La police statue qu'aucun crime de ce genre n'a été commis et que cette histoire s'apparente à une légende urbaine. Bien réel est en revanche le tueur brésilien surnommé « Corumba le Vampire », dont l'arrestation survient en 2005 : il a tué six femmes avant de boire leur sang, disant agir sous les ordres du démon et par ailleurs il sortait uniquement de nuit. Des affaires similaires sont mentionnées un peu partout dans le monde, aussi bien en Lettonie qu'en Roumanie au Pérou et en France.

## Explications du vampirisme
Plusieurs causes rationnelles peuvent expliquer de nombreux cas de supposé vampirisme ou ont pu alimenter les fictions les concernant. Différentes pathologies longtemps inexpliquées ont pu contribuer à l'édification des légendes concernant les vampires et dessiner leurs spécificités. Des phénomènes physiques ont également été mis en avant pour expliquer les étrangetés du vampirisme supposé[réf. nécessaire].

### Phénomènes de décomposition, conservation des corps
Selon Paul Barber, dans Vampires, Burial and Death, la croyance dans les vampires est née dans les cultures pré-industrielles afin de donner sens à des phénomènes étranges mais scientifiquement explicables liés au processus de décomposition des cadavres. Plusieurs signes de décomposition étaient en effet pris comme des marques de vampirisme. Les phénomènes gazeux ou de changements de couleurs de l'épiderme, comme la lividité cadavérique survenant lors de la décomposition du corps, sont ainsi autant de manifestations d'une activité surnaturelle pour ces cultures. Ainsi, dans le cas d'Arnold Paole, la couleur vive qui teintait le visage d'une morte exhumée a été prise comme un signe de vie post-mortem. Le sang suintant est souvent considéré comme une activité vampirique remarque Paul Barber, ainsi que l'assombrissement de la peau. La marque de gonflement du corps lors de sa décomposition, résultat de l'accumulation des gaz organiques, donne l'impression d'un corps bien en chair et produit un son semblable à celui d'un gémissement, d'un gargouillement voire de la mastication, d'où l'idée fort ancienne que les morts mangent dans leur tombeau. Il en est de même lorsque ces gaz font vibrer les cordes vocales, provoquent des flatulences ou un saignement sortant de la bouche des morts. Ainsi, dans le rapport du cas Peter Plogojowitz, l'officier mandaté parle de divers signes semblables. Sous l'effet de la déshydratation, la peau se rétracte notamment autour des follicules pileux et les muscles horripilateurs se durcissement, ce qui donne l'impression qu'ongles, poils et cheveux poussent après la mort bien que ces phanères aient cessé de croître,. La morphologie de la peau et du nez se modifie par ailleurs, ce qui peut être interprété comme une régénération de ces parties du corps.

### Enterrement prématuré, profanations des tombes

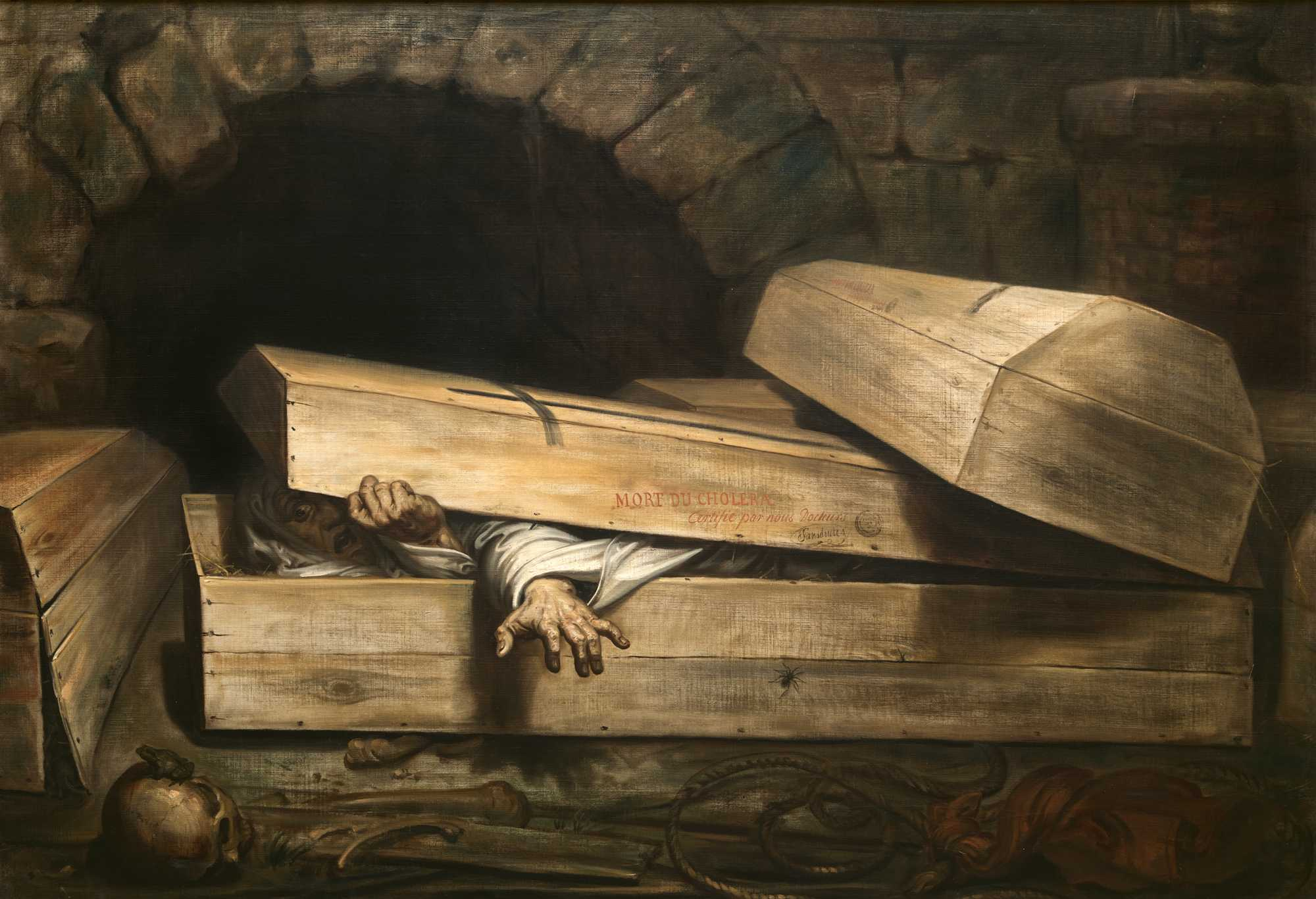
L'inhumation précipitée, d'Antoine Wiertz (1854).

Le mythe du vampire a longtemps été expliqué comme étant le résultat d'enterrements prématurés de personnes encore vivantes. Les croyances évoquent en effet des sons provenant des cercueils. De même, les mutilations au nez, à la tête et au visage, lors des exhumations de corps, sont considérées comme de l'autophagie de la part du vampire. Selon Paul Barber, cette explication est peu crédible car en l'absence d'air et de nourriture, les personnes enterrées vivantes ne peuvent avoir une activité suffisante pouvant être ensuite interprétée comme du vampirisme, et les sons émis par les gaz lors de la décomposition peuvent l'expliquer davantage. Une autre explication est celle de la profanation des tombes. D'autres éléments ont pu alimenter les légendes, tels que des cadavres bien préservés dans des terres riches en arsenic, substance qui favorise leur conservation[réf. nécessaire].

### Contagions, maladies et épidémies
Le folklore vampirique est souvent associé à des épidémies étranges ou inexpliquées, notamment au sein des petites communautés. L'explication épidémiologique est présente dans les cas de Peter Plogojowitz, d'Arnold Paole et également dans le cas de Mercy Brown. La tuberculose est souvent prise pour être la maladie génératrice de vampirisme car, à l'instar de la forme pneumonique de la peste bubonique, elle associe divers symptômes (sons produits par l'affaissement des tissus des poumons et effusion de sang sur les lèvres) passant pour vampiriques. La tuberculose possède en effet un mode de propagation qui ressemble beaucoup à certains récits de vampirisme. D'autres pathologies proches possèdent des symptômes pris pour du vampirisme, telles le lupus erythematosus, la catalepsie ou encore la porphyrie, déficit d'une des enzymes intervenant dans la dégradation de l'hémoglobine qui peut entraîner un rougissement de l'urine après exposition à la lumière ou se traduire par une hyperpilosité. On peut citer également la xeroderma pigmentosum. Les individus atteints ne peuvent s'exposer aux rayons solaires, sous peine de voir apparaître de graves lésions au niveau de la peau ; la peau acquiert aussi une couleur très pâle du fait d'un bronzage totalement inexistant[réf. nécessaire].

#### Rage

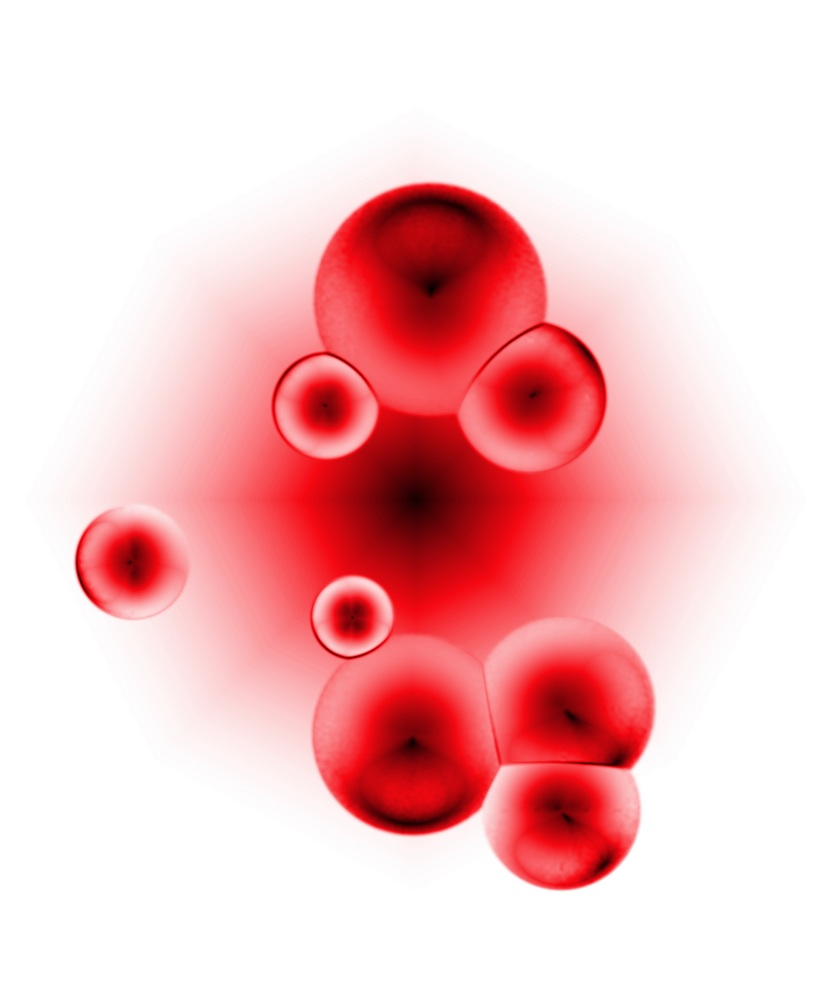
Les infections diverses du sang permettent de donner un crédit scientifique au fait vampirique.

La rage a été évoquée pour expliquer le mythe du vampire, car elle présente de fortes similitudes dans les symptômes et les comportements de ceux qui en sont atteints : chez les animaux, comportement agressif notamment par la morsure, hyperesthésie (sensibilité excessive des sens, à la lumière ou aux odeurs, par exemple), alors que chez les hommes, teint pâle (l'hypersensibilité à la lumière empêchant de sortir au soleil), aquaphobie (due à une hypersensibilité à l'eau)... Outre ces symptômes qui suggèrent des similitudes avec les légendes sur le vampirisme, la rage se propage entre autres par la morsure d'animaux, notamment de chauves-souris vampires. Enfin, une épidémie de rage a sévi en Europe de l'Est au moment de l'apparition des premiers récits de vampires. Juan Gómez-Alonso, neurologue au Xeral Hospital de Vigo en Espagne, a montré que l'hypersensibilité à l'ail et à la lumière sont des symptômes rabiques. La maladie peut aussi provoquer des atteintes cérébrales qui perturbent les cycles du sommeil et entraînent une hypersexualité. Enfin la rage pousse le malade à mordre ses congénères et à avoir un filet de sang à la bouche.

#### Porphyrie
En 1985, le biochimiste David Dolphin propose une explication du folklore vampirique au moyen de la porphyrie. Notant que la maladie peut être traitée par l'injection intraveineuse de molécules d'hème, il a suggéré que la consommation de grandes quantités de sang par des personnes supposées vampires s'explique par un besoin d'équilibrer leur métabolisme. Ainsi, les vampires seraient les victimes de porphyrie cherchant à combler leurs déficits en hème, afin de soulager leurs symptômes, en buvant du sang. La théorie de Dolphin a été récusée scientifiquement. Cependant, sa conception explique aussi l'hypersensibilité des malades à la lumière du soleil mais Dolphin a renoncé à aller plus loin dans son hypothèse. En dépit de son manque de rigueur scientifique, la théorie de Dolphin a eu un fort retentissement médiatique et est entrée dans la croyance moderne. Cette théorie est remise au goût du jour avec une étude en 2017 sur la maladie de la protoporphyrie érythropoïétique.

### Explications psychiatriques
Une pathologie rare appelée « vampirisme clinique » ou « syndrome de Renfield » (ainsi nommé en référence au personnage homonyme du roman Dracula) est un comportement qui consiste en l'ingestion de sang, humain ou animal. Elle naît généralement de l'ingestion accidentelle de son propre sang durant l'enfance (à la suite d'une blessure par exemple) et peut mener à la zoophagie puis au vampirisme sur des êtres humains. Ce comportement est le symptôme d'une affection psychiatrique qui conduit à un ensemble de pratiques déviantes, telles la nécrophagie, la nécrophilie et le nécrosadisme, et un certain nombre d'affaires criminelles y sont liées,. Selon le psychiatre Richard Noll, la représentation du sang est liée, dans cette maladie, à la croyance en des pouvoirs mystiques ou surnaturels qui peuvent expliquer les folklores autour du vampire et qui rattachent ces symptômes à la schizophrénie. Selon la psychiatrie moderne, ces types de déviants sont des pervers narcissiques, figure que symbolise au mieux le mythe du vampire. Toutefois, l'absorption de sang ne relève pas forcément de la psychopathologie : jusqu'au début du XXe siècle en France, les médecins conseillent en effet aux anémiques de boire du sang frais, par exemple celui recueilli dans les abattoirs.

### Psychanalyse et symbolique du vampire

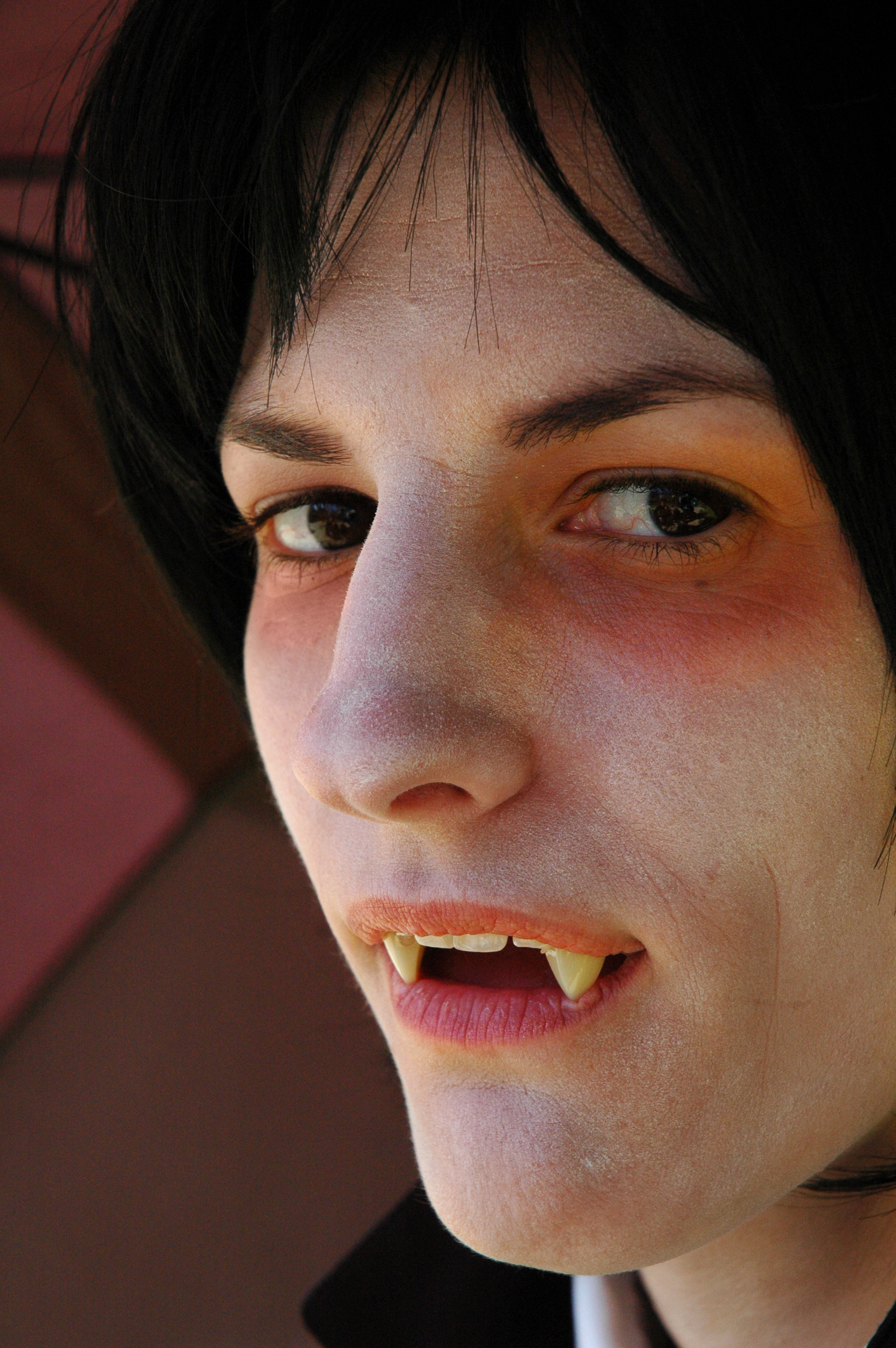
Déguisement de vampire moderne montrant bien les crocs proéminents.

Pour Brice Guérin, le vampire symbolise la lutte manichéenne du Bien avec le Mal, et Dracula peut être vu comme un avatar de l'Antéchrist. En 1931, dans son essai de psychanalyse intitulé Le Cauchemar, Ernest Jones relève que le vampire est un symbole des pulsions inconscientes et de défense psychique. Le mythe a à voir avec les désirs infantiles pour le psychanalyste, en particulier des désirs incestueux vis-à-vis du mort. La peur du revenant est la peur des vivants de voir certains contenus inconscients refoulés revenir à la conscience, ce qui explique selon Jones pourquoi le vampire revient souvent hanter des proches parents. Cette « collusion du vampire avec le cauchemar » révélée par Jones, est bien illustrée par les figures folkloriques de la Mora tchèque et de l'Alp allemand, du Ludak lapon ou du Malong malais aussi, autant d'entités cauchemardesques qui sucent le sang des victimes endormies.
Selon Freud, la répression est liée au développement de pulsions morbides. Le désir de sucer le sang peut être assimilé à du cannibalisme souvent représenté dans le folklore par la figure de l'incube, proche de celle du vampire. Jones pense ainsi que lorsque certaines pulsions sont réprimées, la régression s'exprime par du sadisme, notamment au stade anal. Le vampirisme est également en relation étroite avec la sexualité selon Jean Markale, qui pense que le rapport entre le vampire et sa victime ne peut s'exprimer qu'au travers d'une attirance amoureuse. Comme le font remarquer beaucoup d'auteurs, le folklore vampirique (dents rétractiles, baiser qui devient morsure, etc.) est une métaphore de l'acte sexuel ou, selon Jacques Lacan, du désir de succion de la mère, et le fait d'être séduit par le vampire s'apparente symboliquement à une inclination pour la soumission sexuelle. Il s'agit d'une domination et d'une sexualité violentes puisque les canines pointues, caractéristiques du vampire moderne, permettent de transpercer la peau de la victime tout comme le sexe masculin permet notamment de déflorer (ce qui peut aussi entraîner un saignement). Il s'agit aussi d'une idée de viol. Les canines, qui se mettent à pousser chez la personne atteinte de vampirisme selon la croyance populaire, sont un symbole phallique universel, mais aussi la première marque d'agressivité : les dents qui se mettent à pousser chez l'enfant lui permettent pour la première fois de provoquer la douleur en mordant.
La récurrence du mythe du vampire en fait un symbole immémorial de la psyché humaine selon Carl Jung et Joseph Campbell. Symbole de la part de soi dissimulée (l'Ombre), le vampire est aussi une tentative d'explication des processus psychiques survenant dans les sociétés peu développées. Le vampire peut aussi être une métaphore des secrets de famille, notamment de ceux violents qui, comme l'inceste ou l'abandon, peuvent handicaper le développement psychique du sujet.

### Interprétations politiques

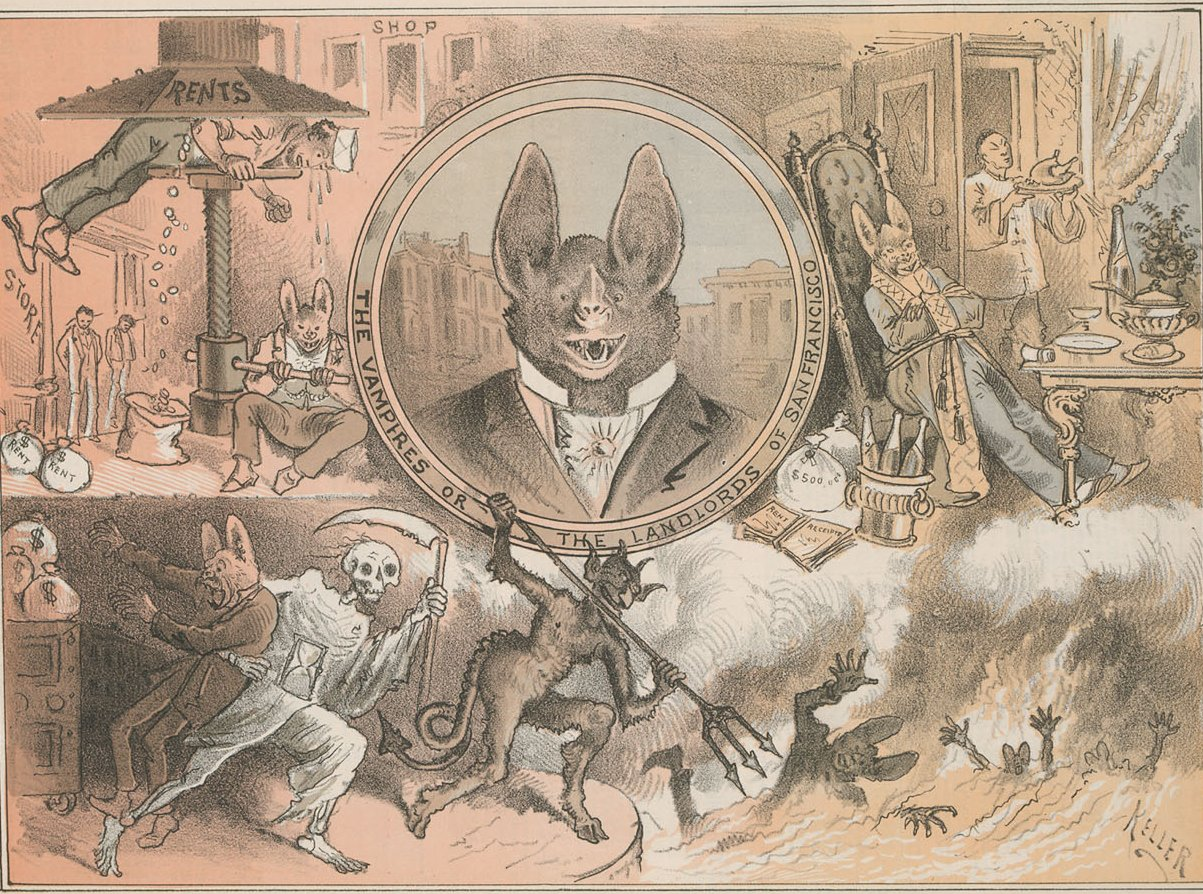
Caricature politique présentant les propriétaires terriens de San Francisco comme des vampires, en 1882.

La réutilisation du mythe du vampire au XXe siècle n'est pas sans connotations politiques et idéologiques. Le comte Dracula, figure de l'aristocrate, peut ainsi être interprété comme le symbole de la société d'Ancien Régime. Le cinéaste allemand Werner Herzog utilise cette allusion dans son film Nosferatu, fantôme de la nuit, à travers le personnage de Jonathan Harker, jeune bourgeois qui devient un vampire après avoir été mordu, remplaçant ainsi le parasitisme social du noble.
Dès 1741, en Angleterre, le mot « vampire » prend le sens de « tyran qui suce la vie de son peuple », puis Voltaire affirme que « les vrais vampires sont les moines qui mangent aux dépens des rois et des peuples ». La métaphore est perpétuée par Karl Marx qui voit dans les capitalistes des suceurs de sang, puis par Hans W. Geissendörfer, dans Jonathan, les vampires ne meurent pas (1970), qui identifie Dracula à Adolf Hitler. À l'opposé, l'écrivain Hanns Heinz Ewers, dans Vampire (1921), assimile ces créatures de la nuit aux Juifs[réf. nécessaire].
En 1991, Les Inconnus ont créé avec Rap-Tout un clip parodique présentant les impôts français comme du vampirisme, et les hommes politiques français comme des vampires[réf. nécessaire].

## En littérature
Contrairement à la figure du loup-garou, qui est surtout popularisée par le cinéma, celle du vampire est principalement le résultat de la littérature du XIXe siècle, et notamment du roman de Bram Stoker, Dracula, qui est devenu le symbole du mythe vampirique selon H. P. Lovecraft. Le théâtre puis le cinéma en ont grandement bénéficié jusqu'à faire du vampire un personnage fantastique incontournable[réf. nécessaire].

### Premiers écrits littéraires

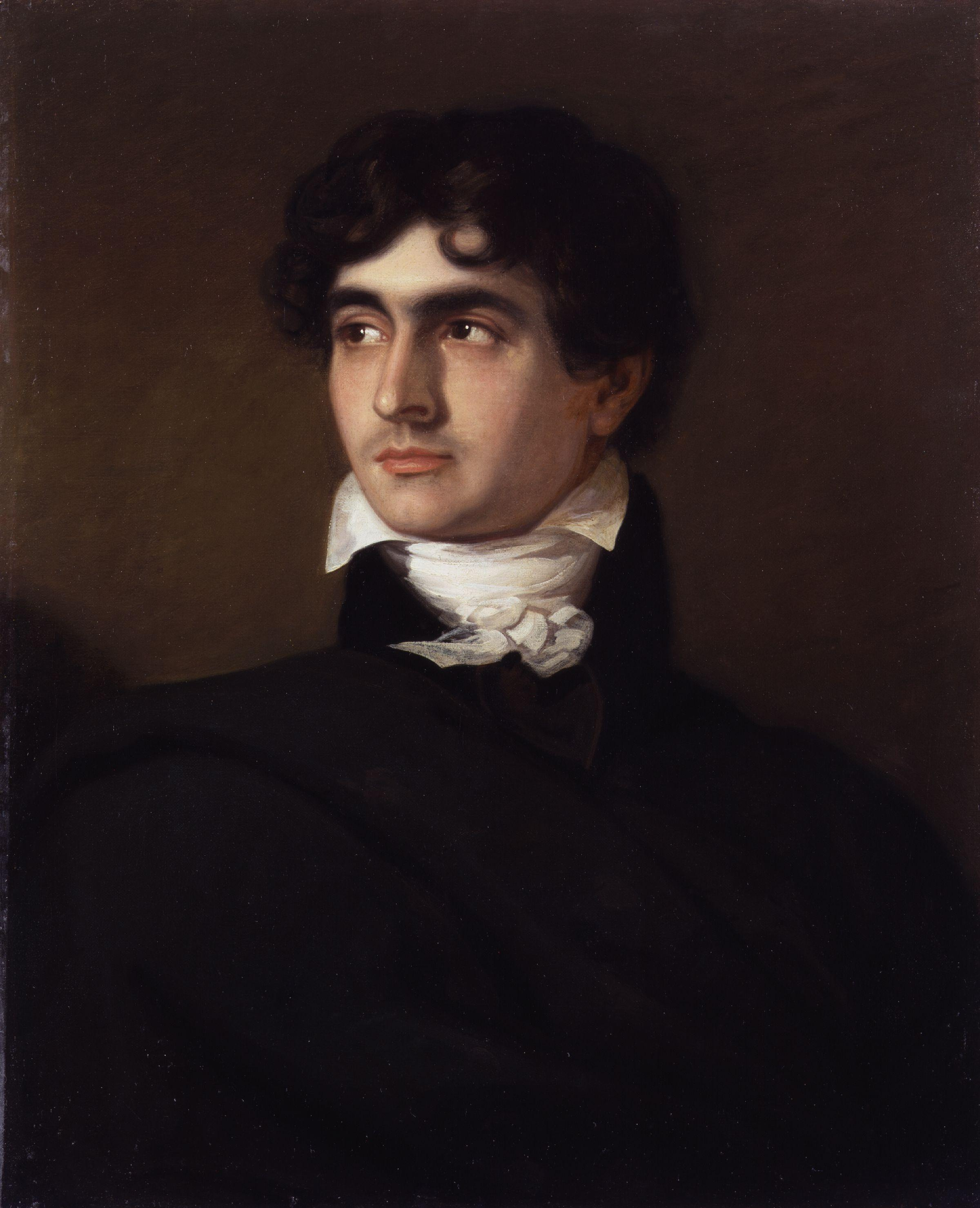
Portrait de l'écrivain John Polidori.

Le thème du vampire a inspiré les poètes et écrivains depuis 1748, année à laquelle Heinrich Augustin von Ossenfelder écrit un poème intitulé Der Vampyr,,. En 1797, soit un siècle avant Bram Stoker, l'allemand Goethe, dans La Fiancée de Corinthe, aborde dans ce long poème narratif, sous forme de métaphore, l'état d'une jeune femme, évoluant entre la vie et la mort et se nourrissant de sang. Avec lui, débute une riche tradition de vampires, femmes séductrices. C'est par l'intermédiaire de cette littérature allemande que le vampire fait son apparition dans la poésie romantique anglaise. Le premier texte anglais évoquant la figure du vampire demeure The Vampyre de John Stagg, publié en 1810, mais on trouve déjà des motifs vampiriques dans le poème Christabel, de Samuel Taylor Coleridge, écrit entre 1797 et 1800. C'est surtout le mouvement littéraire de la Gothic novel, initié par Horace Walpole avec Le Château d'Otrante (1764), que l'intérêt pour le vampire envahit la littérature. Le symbolisme sexuel et le personnage de la femme fatale densifient le mythe originel. Cependant, en dépit de cette explosion de romans et nouvelles, trois œuvres ont marqué l'histoire du vampirisme : Le Vampire de John Polidori (1819), Carmilla de Sheridan Le Fanu (1872) et Dracula de Bram Stoker (1897)[réf. nécessaire].

### Le Vampirede John William Polidori
Le Vampire, publié dans Histoires de vampires et écrit par John Polidori (1819), marque l'histoire littéraire par l'ampleur de son succès éditorial en Europe. Polidori y met en scène le personnage de Lord Ruthven. Écrite à la suite d'un défi lancé par Lord Byron pendant une journée pluvieuse à, entre autres, Percy Bysshe Shelley (qui refuse) et son épouse Mary Shelley (qui engendre cette même journée son Frankenstein), la nouvelle appartient au roman gothique anglais. Lord Byron, manquant d'inspiration, abandonne ses notes à son secrétaire, Polidori, qui travaille cette ébauche, la développe puis la publie en 1819 dans le New Monthly Magazine. Le roman connaît un succès immédiat en Europe. De fait, la paternité de ce récit a été âprement disputée entre les deux écrivains et sera finalement attribuée à Lord Byron. Il ne fait aucun doute que c'est Polidori l'auteur mais ce dernier s'est inspiré d'une idée de Byron. Le fait que Polidori ait d'abord sous-titré son texte : A Tale by the right honorable lord Byron a ajouté à la confusion,. La nouvelle est traduite en français par Charles Nodier en 1819, qui l'imite l'année suivante dans une de ses nouvelles fantastiques.

### Engouement pour le mythe

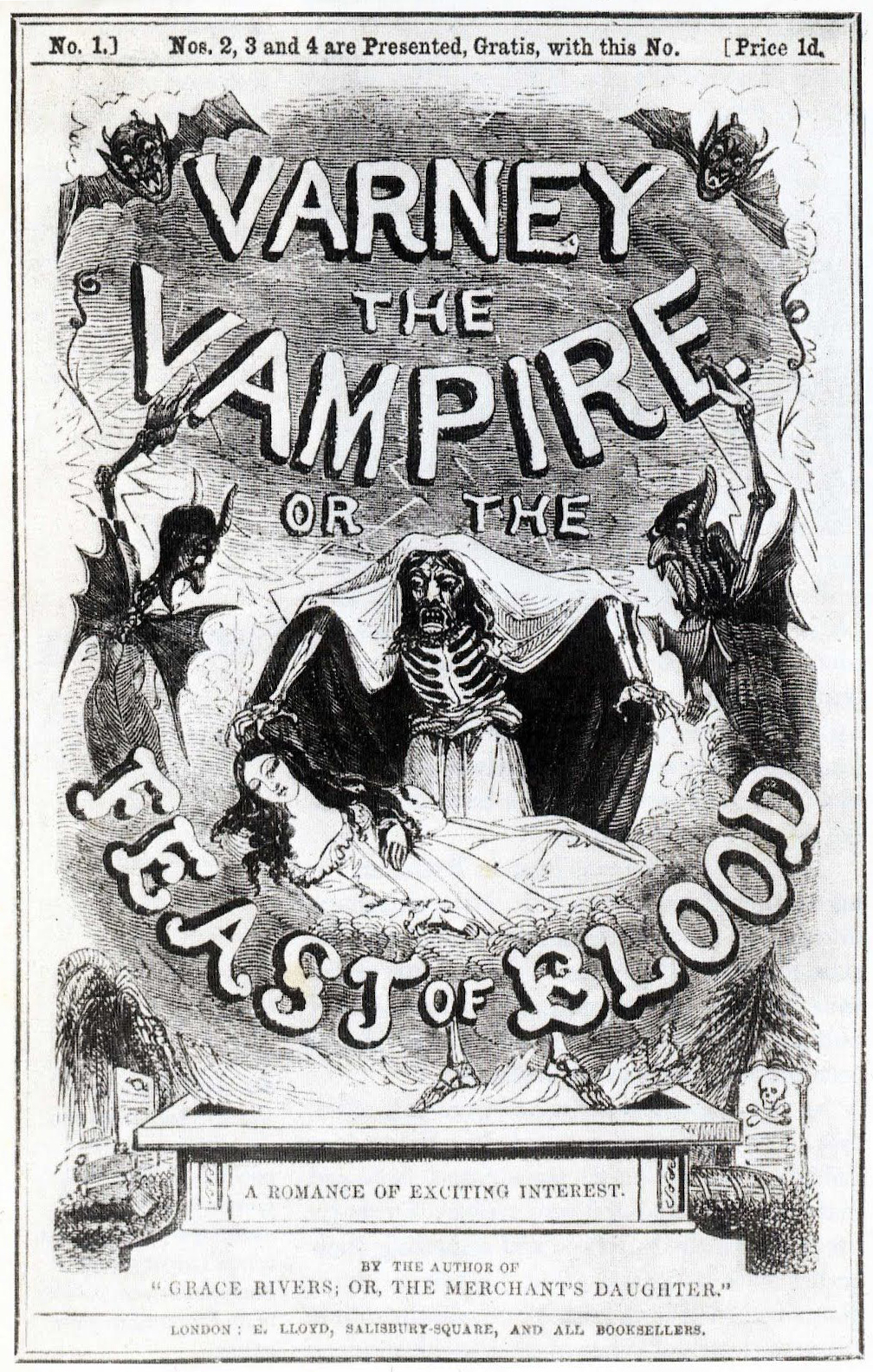
Page couverture du roman Varney, le vampire (1845).

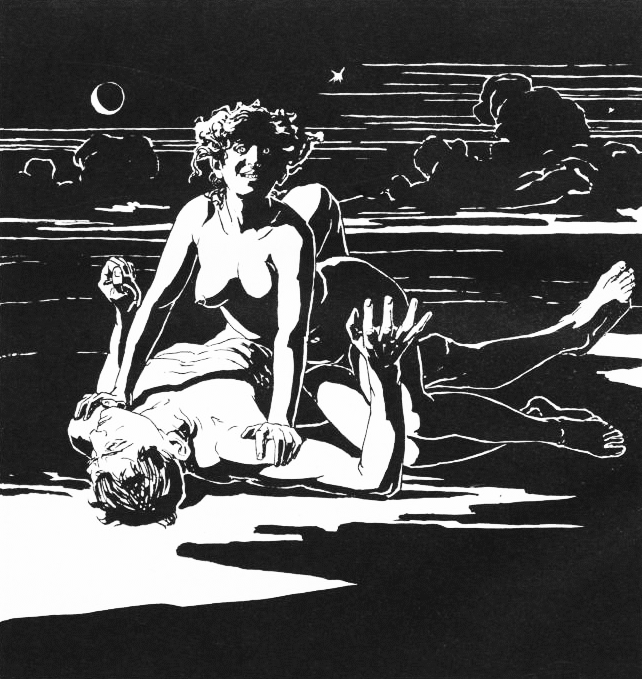
Vampir, illustration de Ernst Stöhr, dans Ver Sacrum, 1899.

Avec le succès de la nouvelle de Polidori, notamment en Angleterre, le thème du vampirisme devient incontournable et de nombreux auteurs britanniques, allemands et français s'y essaient : Théophile Gautier, Hoffman et Tolstoï parmi d'autres. Au XIXe siècle, les œuvres de fiction abordant la figure du vampire se multiplient dans la littérature européenne. En France Lord Ruthwen ou les vampires de Charles Nodier (1820) et La Morte amoureuse (publié dans Histoires de morts-vivants) de Gautier (1836); en Allemagne L'Étranger des Karpathes de Karl Von Wachsmann (1844, avec, comme ingrédients, un château en Transylvanie, de sombres forêts, un personnage maudit, des voyageurs effrayés…) ; en Angleterre Varney, le vampire ou le Festin de sang de James Malcolm Rymer (1845) ; en Russie La Famille du Vourdalak de Léon Tolstoï (publié dans Histoires de morts-vivants en 1847) ou encore, en France Histoire de la Dame pâle, nouvelle d'Alexandre Dumas (1849). Le roman anglais Varney le Vampire, publié anonymement en 1847, est l'œuvre la plus volumineuse (800 pages) sur le thème du vampire. En outre Paul Féval dans ses Drames de la Mort (1856), son Chevalier des ténèbres (1860) et sa Ville-Vampire (1875), le Comte de Lautréamont dans ses Les Chants de Maldoror (1868), Prosper Mérimée dans Lokis (1869), Guy de Maupassant dans la première version de Le Horla (1886) et Arthur Conan Doyle dans Le Parasite (1894) évoquent tous nommément ou allusivement le mythe du vampire.
Le vampire intéresse aussi le théâtre. En 1820, le Théâtre de la Porte Saint-Martin présente un mélodrame, Le Vampire, de Charles Nodier, T. F. A. Carmouche et A. de Jouffroy. Le vaudeville parisien présente des figures de vampires également et l'opéra reprend le mythe, notamment Heinrich Marschner et W. A. Wolhbrück en 1828. L'adaptation en allemand du Dracula de Stoker, Nosferatu oder eine Symphonie des Grauens, connaît un succès populaire certain en 1924, si bien qu'elle est jouée au Petit Théâtre de l'Adelphi à Paris en 1927, puis à Broadway, avec dans le rôle du comte vampire l'acteur anglais Raymond Huntley.

### Carmillade Sheridan Le Fanu

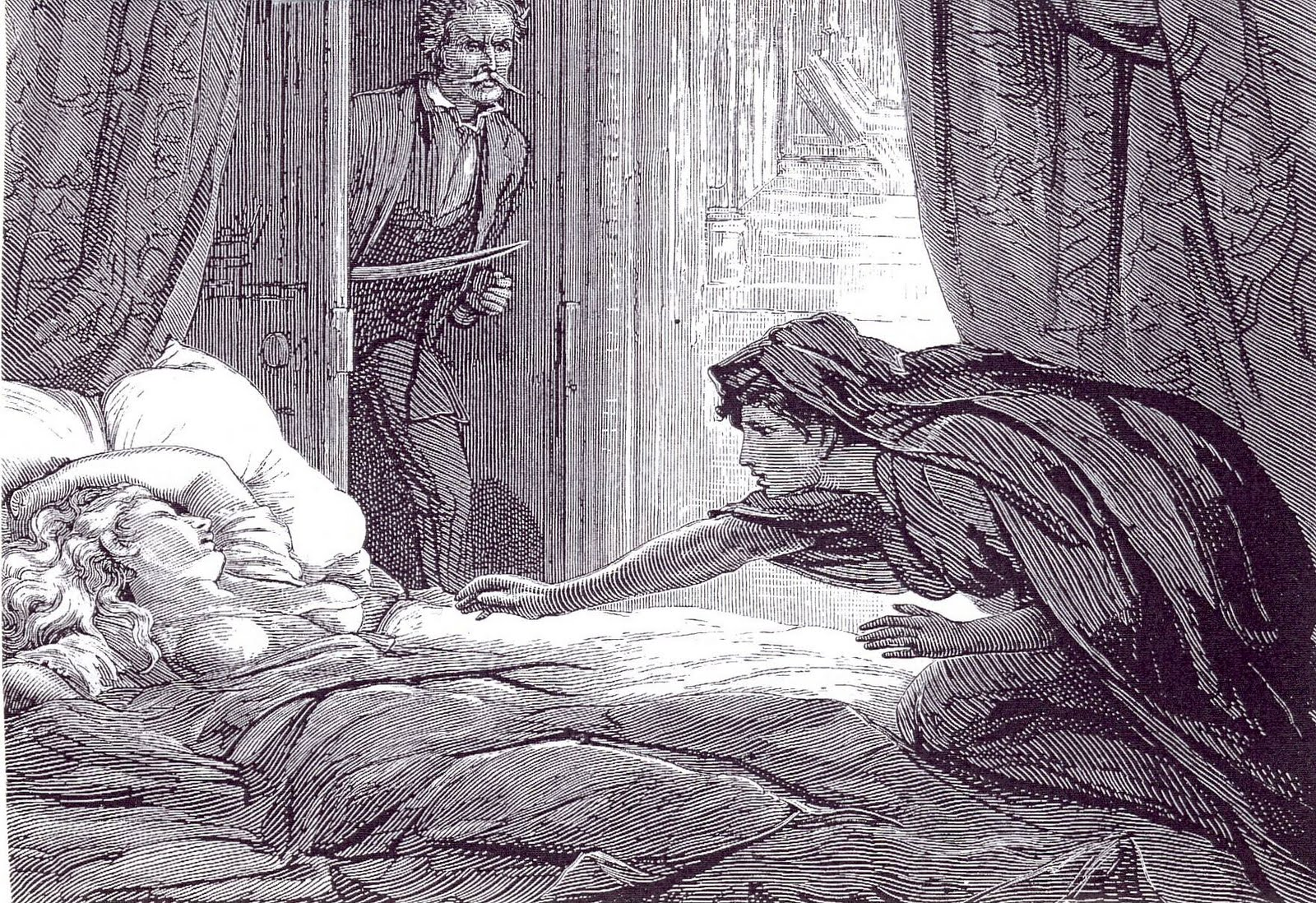
Carmilla. Illustration de David Henry Friston pour l'édition originale de l'œuvre de Sheridan Le Fanu.

En 1872 à Dublin, Sheridan Le Fanu publie Carmilla, roman qui présente le vampire comme une victime de son propre état et qui s'oppose au bien-pensant de la Grande-Bretagne en abordant le lesbianisme du personnage, sachant que l'homosexualité était fortement condamnée,. Le Fanu renoue également avec le vampirisme antique, se rapprochant des figures des goules et des empuses[réf. nécessaire].
Le roman se nourrit de multiples témoignages réels ou lus par l'auteur, notamment le traité d'Augustin Calmet qui résume le savoir vampirologique en 1749. Son texte a donc une portée documentaire et il contient un appendice sérieux dans lequel Le Fanu s'attache à expliciter la façon dont un mort devient vampire. Cette première histoire de femme-vampire moderne sert d'inspiration à Bram Stoker pour écrire Dracula.

### Draculade Bram Stoker

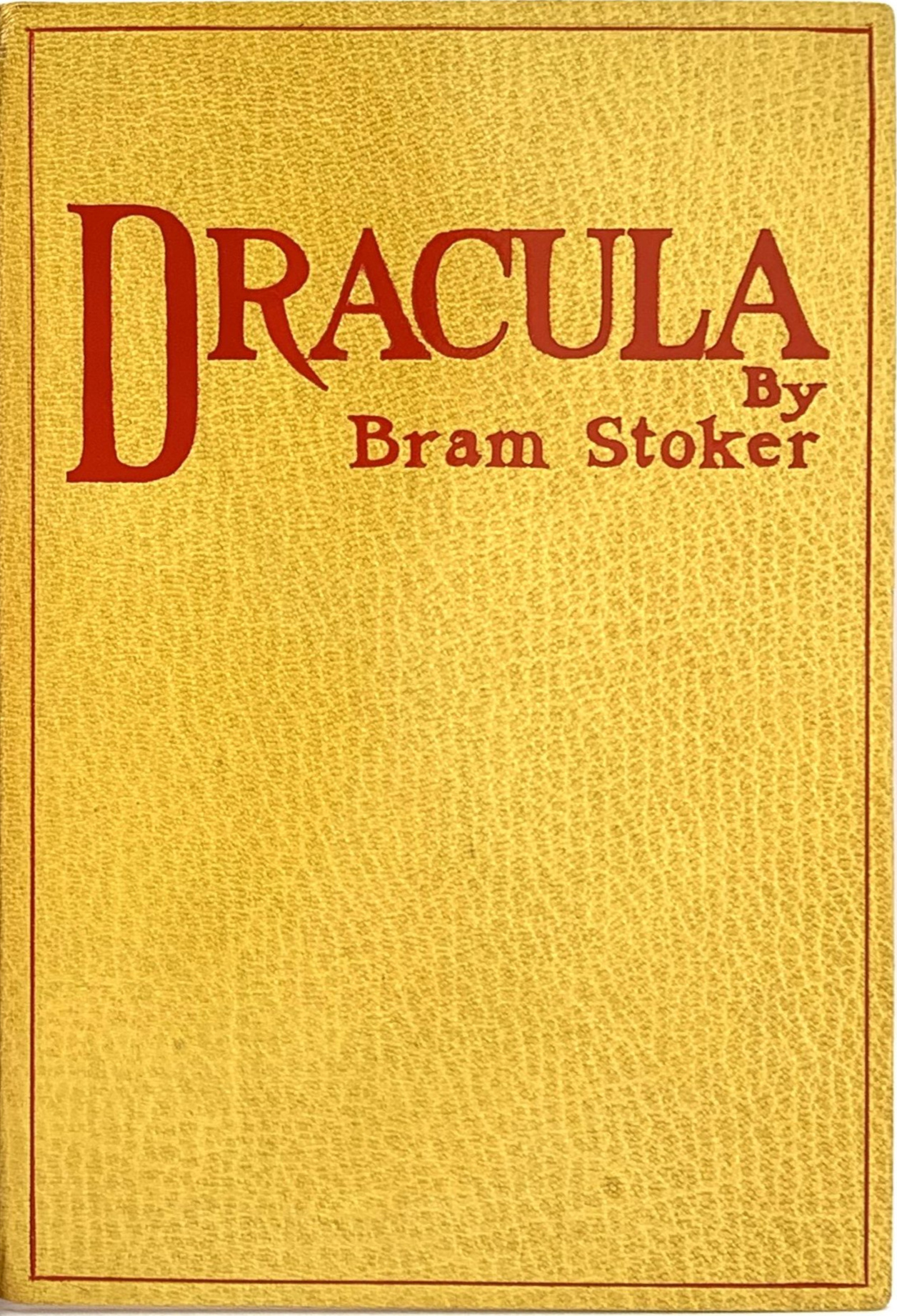
Page couverture de la première édition du roman Dracula de Bram Stoker, en 1897.

Lorsque Bram Stoker publie son Dracula, en 1897, la mode du vampire est en recul en Europe, hormis en Angleterre. L'esthétique victorienne se passionne pour les histoires de fantômes (les ghost stories). Bram Stoker publie Dracula en 1897, La Dame au linceul, son avant-dernier roman sortant en 1909. Dracula n'a cessé d'être réédité et demeure l'un des plus grands phénomènes de vente de tous les temps, certaines sources prétendant même qu'il s'agirait de l'ouvrage le plus vendu après la Bible. Plusieurs raisons expliquent cet immense succès, entre autres l'écriture novatrice de Bram Stoker, qui n'hésite pas à employer le journal intime, les notes et le télégramme dans son récit. Le personnage de Dracula, « vampire aristocrate », n'est jamais présenté directement, mais plutôt suggéré à la manière d'un hors-champ cinématographique, d'où l'angoisse qui s'empare du lecteur.
Selon Claude Lecouteux, le savoir vampirique théorisé explique le succès éditorial et culturel du roman. Ce savoir est expliqué au lecteur par l'intermédiaire du personnage d'Abraham Van Helsing, un vampirologue inspiré du professeur hongrois Ármin Vámbéry de l'université de Budapest, qu'il rencontra à Londres en 1890. Stoker introduit également un nouveau motif dans le mythe du vampire, l'ail, même si celui-ci est présent comme objet apotropaïque dans le folklore depuis la Rome antique.

### Récupérations modernes et amplifications du mythe

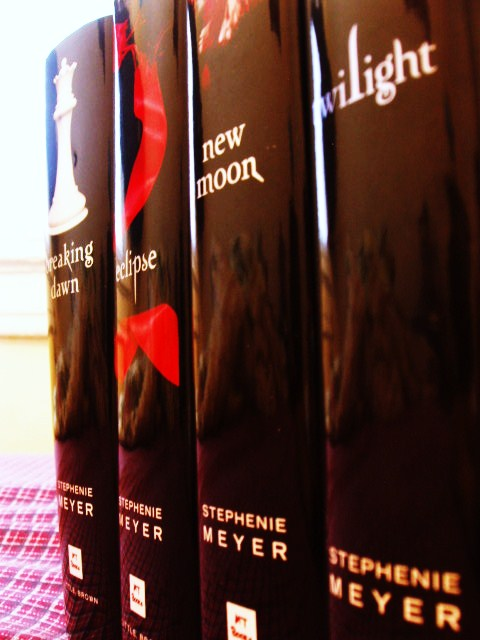
Couvertures de Twilight.

La fin du XIXe siècle est marquée par la multiplication des romans sur les vampires. Après celui de Stoker, le plus célèbre demeure La Famille du vourdalak d'Alexis Konstantinovitch Tolstoï, qui retrace la transformation d'une famille russe en vampires à la suite de la mort et la contamination du père, Gorcha. Au XXe siècle, les romans qui campent un personnage vampire ou qui narrent la rencontre d'humains avec des vampires sont nombreux. Anne Rice contribue à donner une seconde jeunesse au mythe des buveurs de sang avec ses Chroniques des vampires qui débutent en 1976, et en particulier avec l'opus Entretien avec un vampire, adapté ensuite au cinéma sous le même titre. Dans cette série, Anne Rice donne une interprétation originale des origines des vampires, et axe une bonne partie de l'œuvre autour des interrogations métaphysiques et morales qui peuvent tenailler ces créatures. Dans Je suis une légende, Richard Matheson met en scène le dernier humain vivant dans un monde peuplé de vampires, tout en prétendant apporter une explication scientifique à l'existence de ces derniers. Dans Salem de Stephen King, l'image classique du vampire est réutilisée. Les vampires ont une peau très blanche et de longues dents. Le maitre des vampires, nommé Barlow, dort dans un cercueil. Les personnages combattent les vampires avec l'aide des outils traditionnels de la chasse aux démons comme les bibles, les crucifix, l'eau bénite et ils les tuent en plantant un pieu dans leurs cœurs. De plus, la question de l'épidémie vampirique a une place cruciale dans le récit. Le premier vampire de la ville est Barlow, celui-ci fait des victimes qui se transforment en vampires, qui font d'autres victimes jusqu'à que le village entier soit peuplé de vampires[réf. nécessaire].
Twilight et Chroniques des vampires ont popularisé le thème vampirique auprès d'un large public au début du XXIe siècle et sont, parmi des centaines de romans sur le même thème, les seuls qui aient suscité un engouement comparable à la publication de Dracula. Par là-même, l'image symbolique du vampire s'en est trouvée modifiée : d'icône de l'horreur avec Bram Stoker, le vampire est devenu sulfureux et capable de sentiments, symbole de la libération des tabous et de la sexualité débridée avec Anne Rice. Au contraire, avec Stephenie Meyer, le vampire est présenté comme chaste et pudibond, ce qui, d'après Alain Pozzuoli, « vide le mythe vampirique de sa substance ». La série Vampire Diaries met en scène plusieurs créatures dont le vampire, les sorcières mais aussi des lycanthropes[réf. nécessaire].
Le vampire est un personnage récurrent de la bit lit (littéralement, « littérature mordante »), sous-genre littéraire de la fantasy urbaine apparu dans les années 2000. Le vampirisme a pu être récupéré par le roman policier, par exemple dans Un lieu incertain de Fred Vargas (2008). Le thème du Vampire ne fait plus seulement partie du roman populaire ; il est désormais considéré comme un archétype qui peut être analysé sérieusement, et d'un point de vue sociologique, psychanalytique ou sexuel (Antonio Dominguez Leiva écrit : « Le vampire se refuse au stade génital : la morsure tient lieu de coït, et l'effusion de sang fait figure de dépucelage toujours renouvelé. »)

## Au cinéma
Selon K. M. Schmidt en 1999, il y aurait eu, depuis les débuts du cinéma, plus de 650 films de vampires réalisés. Le mythe du vampire est en effet parmi les plus exploités par le septième art, ainsi que dans la publicité, de façon souvent humoristique.
Pour le sociologue Arnaud Esquerre, compte tenu de leur prolifération, ces différentes œuvres, par leurs différentes représentations des couples vampires — personnes vampirisées, traitent « différemment les rapports sociaux en présence ».

### Les premiers films

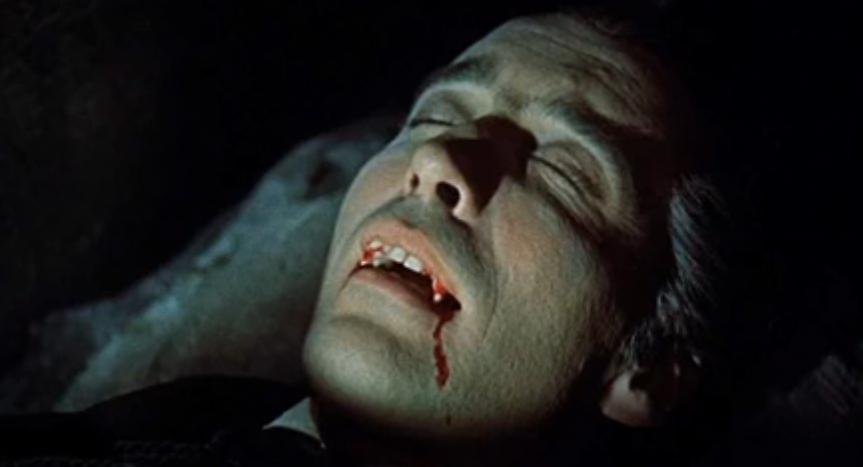
Christopher Lee dans Le Cauchemar de Dracula (1958).

Après les représentations du Dracula de Bram Stoker au théâtre, le mythe est porté à l'écran. Le premier film évoquant un vampire est Nosferatu le vampire de Friedrich Murnau, en 1922. Ce film lui vaut des poursuites judiciaires de la part de la veuve de Stoker, qui estime qu'il est une adaptation du livre et que Murnau aurait dû en acheter les droits pour le porter à l'écran. Vampyr, ou l'étrange aventure de David Gray est un film danois de Carl Theodor Dreyer sorti en 1932 qui met en scène une femme vampire. En 1931, Bela Lugosi renouvelle le genre en tenant la vedette dans Dracula, réalisé par Tod Browning. Bela Lugosi ne reprendra ce rôle qu'une seule fois à l'écran, dans le film parodique Deux Nigauds contre Frankenstein, mais jouera plusieurs personnages similaires et restera l'un des interprètes emblématiques du rôle[réf. nécessaire].
Le deuxième acteur le plus représentatif du rôle de Dracula est Christopher Lee qui apparaît en 1958 dans le film de Terence Fisher Le Cauchemar de Dracula. Lee a joué ce rôle dans une dizaine de films. Avec l'interprétation de Lugosi, le cinéma passe d'une créature hideuse à celui d'un vampire mondain et distingué. Celle de Lee combine l'allure aristocratique du personnage et ses traits monstrueux, représentés par des canines souvent dégoulinantes de sang.

### Internationalisation du mythe

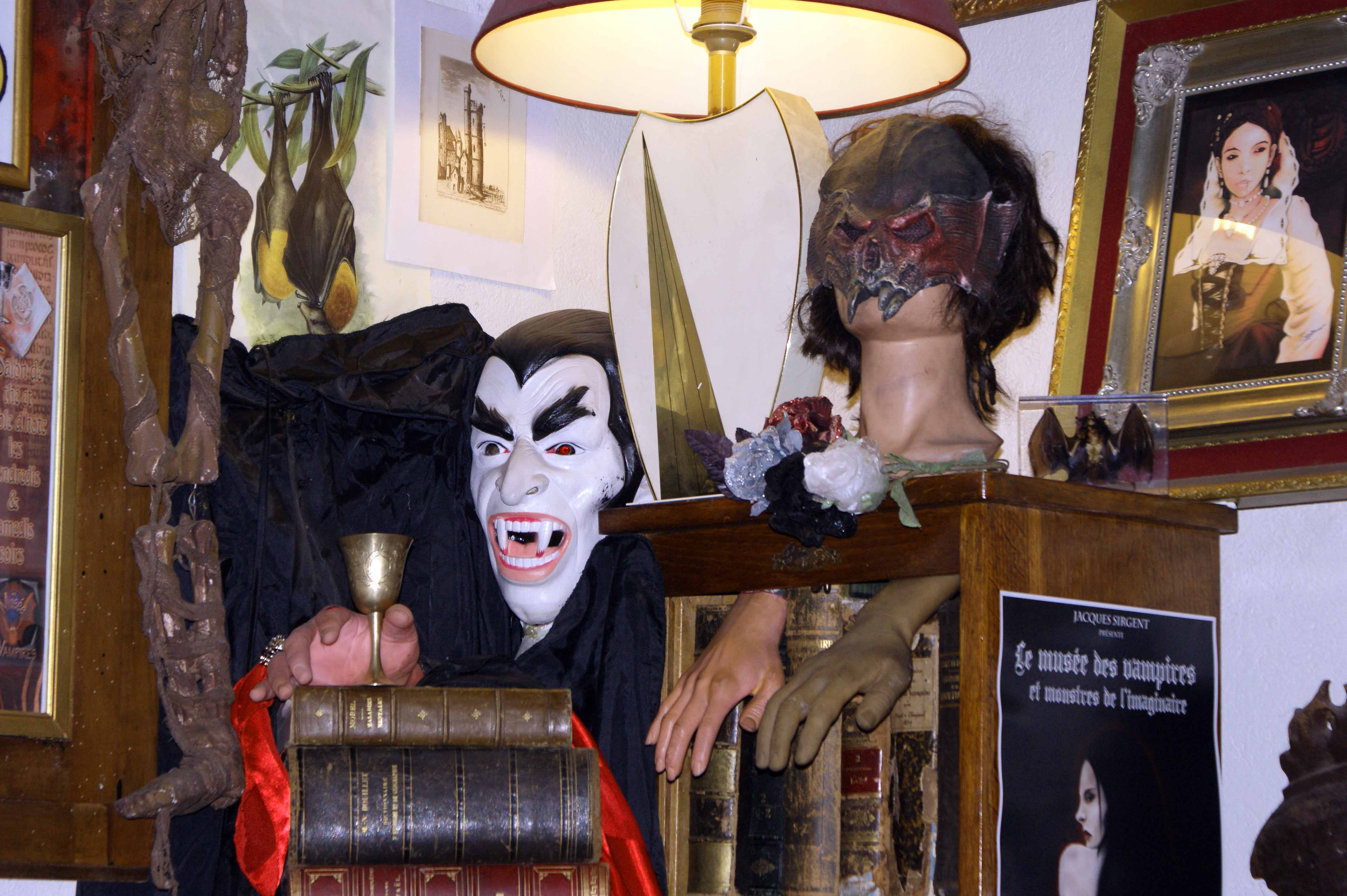
Ensemble d'objets, d'ouvrages anciens et d'accessoires de films consacrés aux vampires et présentés au Musée des vampires, porte des Lilas à Paris.

Le cinéma présente ensuite des œuvres plus ou moins noires ou parodiques sur le thème des vampires : Le Bal des vampires de Polanski en 1967 est une parodie qui tourne en ridicule tous les poncifs du mythe. Les Lèvres rouges en 1971 de Harry Kümel, Les Prédateurs de Tony Scott en 1983 avec Catherine Deneuve et David Bowie, les deux Vampire, vous avez dit vampire ? de Tom Holland en 1985 et de Tommy Lee Wallace en 1988 sont autant de récupérations modernes du genre. Un remake du Nosferatu de 1922, Nosferatu, fantôme de la nuit (1979) de Werner Herzog, avec Klaus Kinski, Isabelle Adjani et Bruno Ganz fait également date. À la fin des années 1960 et au début des années 1970, le cinéaste français Jean Rollin contribue à érotiser très fortement le mythe dans des réalisations d'une esthétique très personnelle, à partir de son premier film, Le Viol du vampire (1968), d'inspiration très surréaliste[réf. nécessaire].
En 1987, sortent deux films produits aux États-Unis Aux frontières de l'aube et Génération perdue qui relancent l'intérêt pour les films mettant en scène des vampires. Au début des années 1990, le thème des vampires revient en force sur les écrans avec Dracula de Francis Ford Coppola en 1992, fidèle adaptation du roman de Stoker, puis avec Entretien avec un vampire de Neil Jordan en 1994, adaptation d'un roman d'Anne Rice. Par la suite, la production de films sur ce thème augmente et des séries mettant en scène des vampires apparaissent. On peut citer le film suédois Morse, réalisé par Tomas Alfredson en 2008, et son remake américain de 2010, Laisse-moi entrer de Matt Reeves. Enfin, Fright Night de Craig Gillespie avec comme vampire principal, l'acteur Colin Farrell, sortie en 2011[réf. nécessaire].

### Sagas à succès
Dans les années 2000, trois séries mettant en scène des vampires connaissent le succès. La saga de Blade d'abord, en trois opus (Blade de Stephen Norrington adapté du comics de Marvel, sorti en 1998 ; Blade 2 de Guillermo Del Toro en 2002 et Blade: Trinity de David S. Goyer en 2004) met en scène un chasseur de vampires à moitié vampire.
Underworld est un film anglo-germano-américano-hongrois, réalisé par Len Wiseman et sorti en 2003, qui présente le conflit sans merci entre deux races immortelles et légendaires : les Lycans (loups-garous) et les Vampires. La saga comprend également : Underworld 2 : Évolution de Len Wiseman de nouveau (2006), Underworld 3 : Le Soulèvement des Lycans de Patrick Tatopoulos (2009) et Underworld : Nouvelle Ère de Len Wiseman, sorti en 2011.
Enfin, l'adaptation au cinéma de Twilight, de Stephenie Meyer, (Fascination, Tentation, Hésitation et Révélation, de 2007 à 2012) connaît un réel succès.

## À la télévision

### Séries

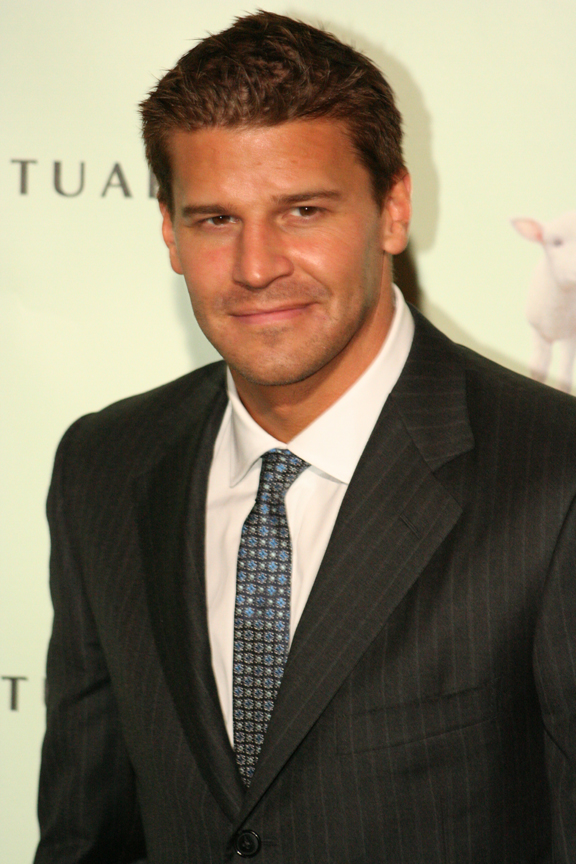
David Boreanaz interprète le vampire Angel dans les séries Buffy contre les vampires et Angel.

Les vampires les plus connus à la télévision sont issus du monde créé par Joss Whedon dans les séries Buffy contre les vampires et Angel. Ceux-ci affichent une faible partie des caractéristiques classiques des vampires. Mais, dans les scénarios de cette série, ils représentent essentiellement une métaphore des peurs et des angoisses que les adolescents doivent affronter pour devenir adultes, et que les jeunes adultes doivent surmonter pour mener leur vie. La série pour la jeunesse Le Petit Vampire, écrite par la femme de lettres allemande Angela Sommer-Bodenburg, est vendue à plus de dix millions d'exemplaires à travers le monde et portée à l'écran. Elle raconte les aventures d'un jeune garçon passionné par les vampires, Anton Kamenberg, qui se lie d'amitié avec un vampire enfant, Rüdiger von Dentkreuz.
Dans la série Supernatural, les frères Winchester luttent contre des vampires. Les séries Moonlight et Blood Ties reprennent les motifs du mythe. Les sœurs Halliwell de la série Charmed ont également à faire face aux vampires dans plusieurs épisodes. Ces vampires sont dirigés par une reine et cette race est en conflit avec les démons et les sorciers qui les ont rejetés de la « société infernale »[réf. souhaitée]. La série True Blood, inspirée des romans La Communauté du Sud de Charlaine Harris décrit une coexistence fictive de vampires et d'humains au cœur d'une petite ville de Louisiane. Son créateur voit les vampires de la série comme « une minorité essayant d'obtenir l'égalité des droits ». La série Being Human : La Confrérie de l'étrange présente un personnage vampire, aux côtés d'un loup-garou et d'un fantôme. Dans la série Kindred : Le Clan des maudits, inspirée de l'univers du jeu de rôle Vampire : La Mascarade, des clans de vampires s'affrontent dans la ville de San Francisco. Dans Sanctuary, série d'abord diffusée sur le Web, Amanda Tapping incarne une scientifique spécialisée dans les créatures non humaines depuis 150 ans. Elle et ses amis de l'époque se sont injecté du sang de vampire, ce qui a eu pour conséquence de leur conférer à chacun un pouvoir spécifique. La série Vampire Diaries enfin, basée sur la série de romans éponyme de Lisa Jane Smith, met en scène deux vampires, les frères Salvatore. The Originals, série dérivée de The Vampire Diaries, relate la vie des vampires originels, Klaus, Elijah, Rebekah Mikaelson. Plus récemment, la série The Strain, inspirée par les livres homonymes, met en scène des protagonistes tentant de comprendre et d'endiguer une épidémie de vampirisme[réf. souhaitée]. Enfin, la mini-série allemande pour ZDF Love Sucks pose, sur fond de romance entre un vampire et une humaine, la question de l'Immortalité face à l'Amour.

### Séries d'animation
Vampire Host et Vampire gigolo forment une série japonaise de 2004 inspirée de l'univers du manga Blood Hound créé par Kaori Yuki. L'héroïne, Rio Kanou, est une étudiante qui, à la suite de la disparition de plusieurs personnes dont sa meilleure amie, enquête dans un club de vampires avant de sympathiser avec ceux-ci. La série franco-allemande Draculito, mon saigneur, créée par Bruno René Huchez et réalisée par Bahram Rohani en 1992, met en scène Draculito, fils unique du célèbre comte Dracula. Âgé d'une dizaine d'années, il obtient de son père des objets magiques qui l’aident à repousser les attaques de Gousse d’Ail et de ses acolytes. Dans son école, il se lie d’amitié avec Lapin Garou.
Il existe une série appelée L'École des petits vampires une série d'animation allemande qui met en place Oscar Von Horificus un jeune vampire.
Il y a aussi une vampire nommée Marceline (qui est en fait la reine des vampires) dans Adventure Time. Dans la série Monster high, Draculaura est la fille de Dracula et Camille Carmin, la fille de Carmilla. 
The Vampire Diares qui est une série  de 8 saisons racontant l’histoire d’un vampire[réf. souhaitée]

## Dans la bande dessinée, le manga et l'anime

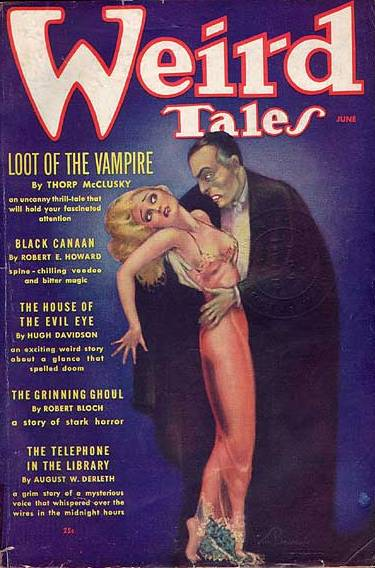
Couverture du magazine Weird Tales de juin 1936 présentant des nouvelles fantastiques.

### Mangas
Les mangas ainsi que l'animation japonaise exploitent aussi le thème des vampires. Selon l'œuvre, ils peuvent se rapprocher tantôt des vampires des traditions européennes et occidentales, tantôt des traditions japonaises, le vampire étant alors appelé Kyuuketsuki (吸血鬼, « fantôme suceur de sang »). Chaque manga crée ainsi différentes conceptions de vampires, chacun avec des caractéristiques, des modes de vie ou des pouvoirs magiques différents. Les histoires peuvent aussi aller de la romance à la chasse au vampire, tout en passant par de la fiction sur le thème vampirique, proposant parfois des réflexions philosophiques de l'auteur[réf. nécessaire].
Par exemple, Vampire Hunter D repose sur une mythologie européenne mais dans un futur lointain, tandis que Vampire Princess Miyu use du mythe plus traditionnel au Japon. Dans le manga Negima, Evangeline McDowell est une vampire multicentenaire qui repose plus sur un démon aux puissants pouvoirs magiques que les vampires traditionnels. Hellsing se base sur le vampire européen, notamment le comte Dracula et se concentre notamment sur une chasse aux vampires dirigée par l'Église anglicane. Le manga et anime Vampire Knight offre une vision plus originale des vampires dans une histoire de romance : la société vampirique habite dans l'ombre de la société humaine, et essaie d'habiter en harmonie au sein d'une académie. La société vampirique est divisée en plusieurs castes selon le degré de pureté de sang. Ceux qui ne sont pas nés vampires, les ex-humains, condamnés à devenir des bêtes assoiffées de sang au contraire des nés-vampires, sont exclus et chassés par les vampires et les humains. D'autres animes proposent des histoires avec une réflexion philosophique comme Shiki : alors que les habitants de Sotoba, un petit village isolé, doivent faire face à une invasion de kyuuketsukis, l'auteur propose de choisir un camp entre les kyuuketsukis, qui n'ont pas choisi leur condition, et les humains, qui se battent pour leur survie et leur village. Cette œuvre, tout comme Blood+, essaie de donner une raison et crédibilité scientifique au vampirisme. Le manga JoJo's Bizarre Adventure se réapproprie le mythe du vampire européen en y apportant beaucoup de spécificités. Son vampire le plus notoire, Dio Brando, inspire la culture manga grâce à sa personnalité charismatique et sadique. Certaines de ses répliques sont devenues des mèmes[réf. nécessaire].

### En bande dessinée
En bande dessinée franco-belge, la série Requiem, chevalier vampire (série en cours 11 tomes, 2000 à 2012) dessinée par Olivier Ledroit et scénarisée par Pat Mills, met en scène un univers gothique très sombre et violent, par opposition à des séries comme Petit Vampire de Joann Sfar, qui jouent sur l'humour. Le Prince de la nuit (8 tomes), 1994 à 2019, de Yves Swolfs, met en scène un personnage héritier de plusieurs générations de chasseurs de vampires,. Le comic 30 Jours de nuit (5 tomes, 2004 à 2010) dépeint la lutte d'un homme et de sa femme contre une horde de vampires,. Dans le comics Preacher , écrit par Garth Ennis, l'un des personnages principaux, du nom de Cassidy, s'avère être un vampire. Contrairement aux vampires classiques, Cassidy n'a pas besoin de boire du sang pour survivre, ce besoin étant remplacé par l'alcool et la drogue. 

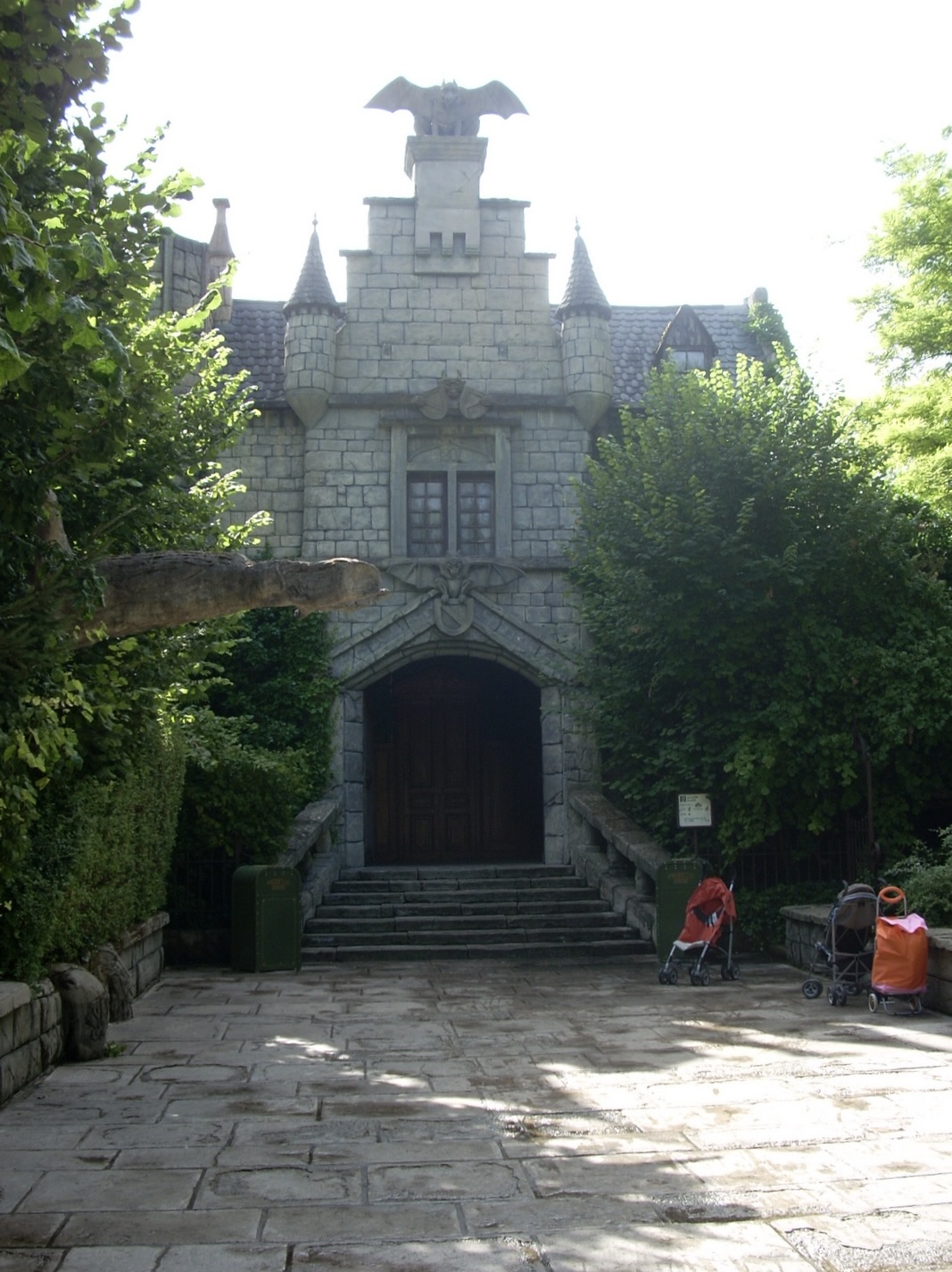
Le « Manoir hanté » du Nigloland de Dolancourt.

## Dans les jeux

### Parcs d'attractions
De nombreux parcs d'attractions présentent des animations à thèmes vampiriques, comme le « Manoir hanté » du Nigloland à Dolancourt, dans l'Aube, en Champagne (France).

### Jeux vidéo
Le mythe du vampire a obtenu une grande postérité dans l'univers du jeu vidéo, et ce dès ses débuts, avec notamment la série de jeux Castlevania (depuis 1986), dont l'intrigue est inspirée du roman de Bram Stoker, Dracula. La série Legacy of Kain (depuis 1996) en est également inspirée, ainsi que Bram Stoker's Dracula, développé par Traveller's Tales en 1993. D'autres jeux vidéo mettent en scène des vampires, tels The Elder Scrolls IV: Oblivion dans lequel un personnage est atteint de porphyrie, ou The Elder Scrolls III: Morrowind où il est possible d'incarner un vampire. Darkstalkers est également une série développée par Capcom depuis 1993. Il existe aussi le jeu Dracula : Résurrection, développée par Index+ (1999), suivi du deuxième opus, Dracula 2 : le Dernier Sanctuaire, développé par Wanadoo Édition (2000), et du troisième, Dracula 3 : La Voie du dragon, de Kheops Studio (2008). Deux jeux vidéo sont inspirés du jeu de rôle du même nom : Vampire : La Mascarade - Rédemption (développé par Nihilistic Software, 2000) et Vampire: The Masquerade - Bloodlines (développé par Troika Games, 2004). Enfin, A Vampyre Story d'Autumn Moon Entertainment (2008) est inspiré de la nouvelle de John Polidori ; le jeu a reçu un prix pour ses graphismes en février 2009.

### Jeux de rôle

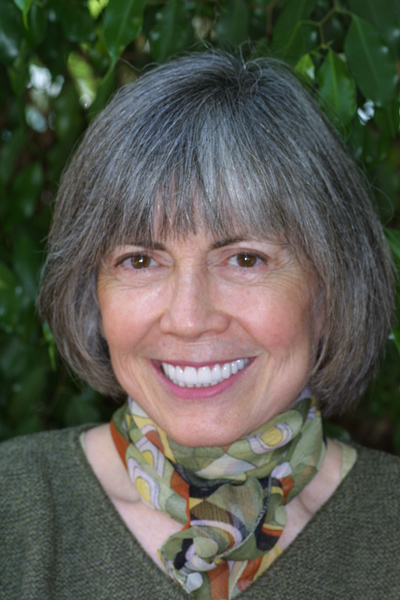
Le jeu de rôle Vampire : La Mascarade est inspiré des romans de l'écrivain américain Anne Rice.

Le jeu de rôle Vampire : La Mascarade (et sa nouvelle version Requiem) ont eu une influence importante sur la représentation sociale moderne du vampire. Un vampire y est caractérisé, moins par l'humain qu'il fut, que par des données spécifiques à sa nouvelle vie, comme son appartenance à un clan vampirique (par le sang d'un vampire antédiluvien), transmettant un profil psychologique et des pouvoirs particuliers, ou encore par son adhésion à une ligue, secte ou une coterie. Il existe ainsi plus de quinze clans (à la fois familles et factions politiques) et de multiples sectes dans La Mascarade et cinq ligues dans Requiem (une ligue se caractérise par une orientation politique ou spirituelle qui détermine le domaine d'activité privilégié du personnage)[réf. nécessaire].
Des personnages vampires apparaissent parmi le bestiaire des plus grands jeux de rôles, tels Le Jeu de rôle des Terres du Milieu, Donjons et Dragons ou encore Warhammer. L'un des mondes de Donjons et Dragons, Ravenloft, qui se fonde sur l'univers de la littérature gothique, introduit le personnage vampire de Strad Von Zarovitch. Dans le monde de Glorantha, les vampires sont des gens qui ont refusé la mort au point de chercher les secrets du dieu fou nommé Vivamort. D'autres jeux de rôle se contentent de réinterpréter l'origine des vampires en fonction de leur vision du monde. Ainsi, L'Appel de Cthulhu fait des vampires des agents plus ou moins conscients des Grands Anciens décrits par l'écrivain américain H. P. Lovecraft.[réf. souhaitée]